# Danh sách vùng đất ngập nước có tầm quan trọng quốc tế
Dưới đây là Danh sách các vùng đất ngập nước có tầm quan trọng quốc tế theo Công ước Ramsar về bảo tồn và sử dụng bền vững các vùng đất ngập nước, công nhận cơ bản sinh thái đất ngập nước và chức năng, giá trị của chúng về kinh tế, văn hóa, khoa học, và giải trí.
Công ước quy định rằng "vùng đất ngập nước cần được lựa chọn cho danh sách các vùng ngập nước có tầm quan trọng quốc tế về sinh thái học, thực vật học, động vật học, sự nghiên cứu về hồ học hoặc thủy văn". Trong những năm qua, Hội nghị các bên tham gia đã áp dụng nhiều tiêu chí cụ thể giải thích các văn bản Công ước, cũng như một Tờ Thông tin về vùng đất ngập nước Ramsar và một hệ thống phân loại các loại đất ngập nước.
Dưới đây là danh sách các vùng đất ngập nước theo công ước Ramsar về các vùng đất ngập nước có tầm quan trọng quốc tế được xếp theo châu lục, quốc gia.

## Châu Á

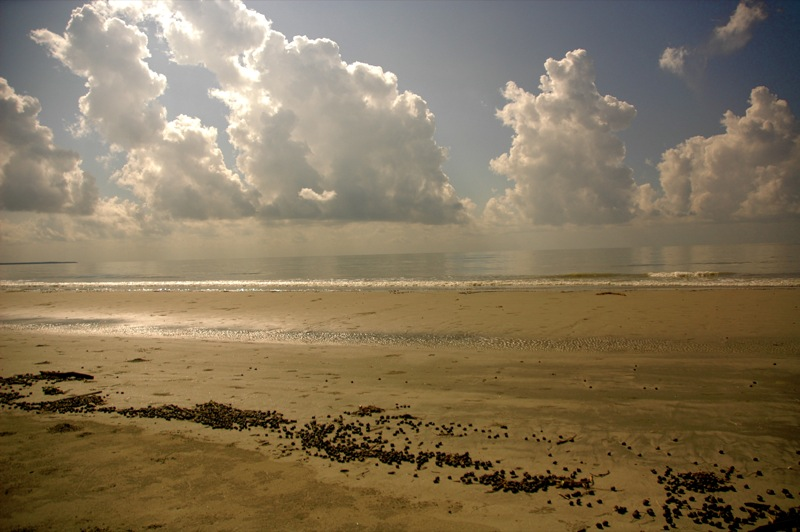
Bãi bùn trong Rừng Sundarbans tại Bangladesh.

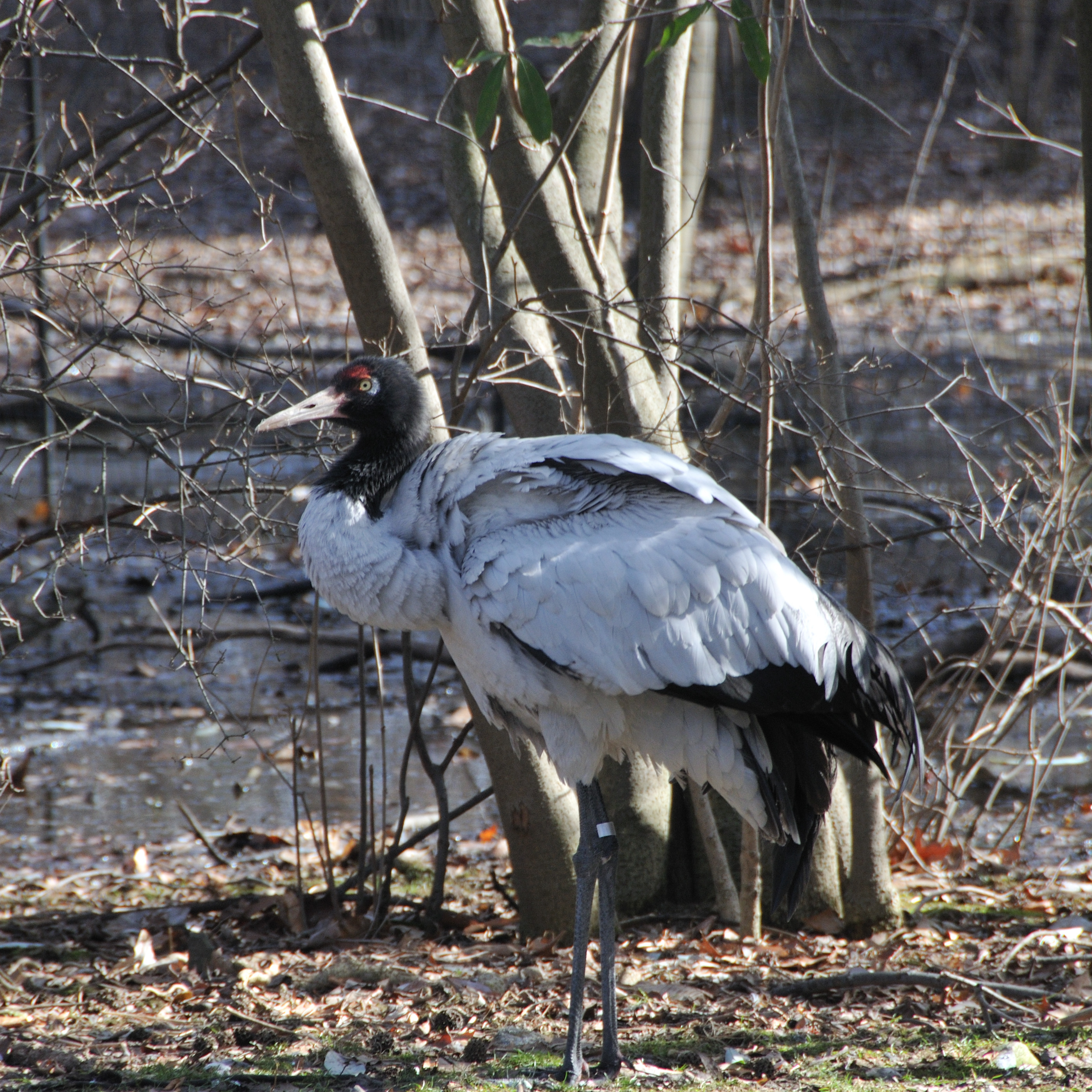
Một con sếu cổ đen tại Khu bảo tồn động vật hoang dã Bumdeling Bhutan.

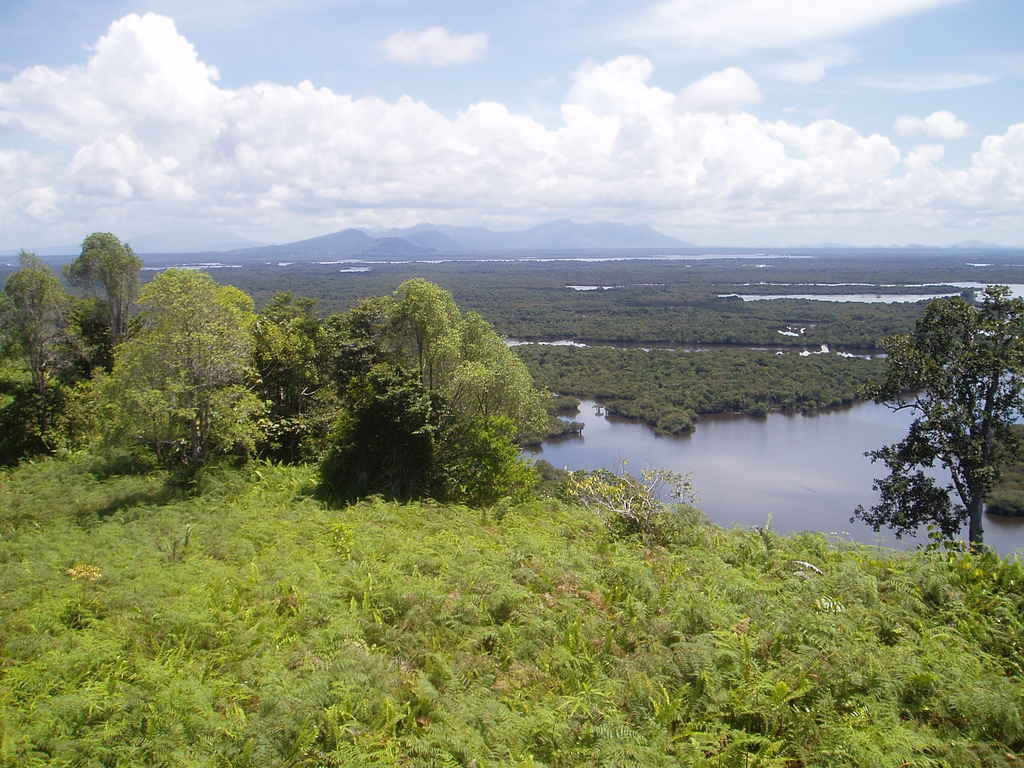
Vườn quốc gia Danau Sentarum, Indonesia.

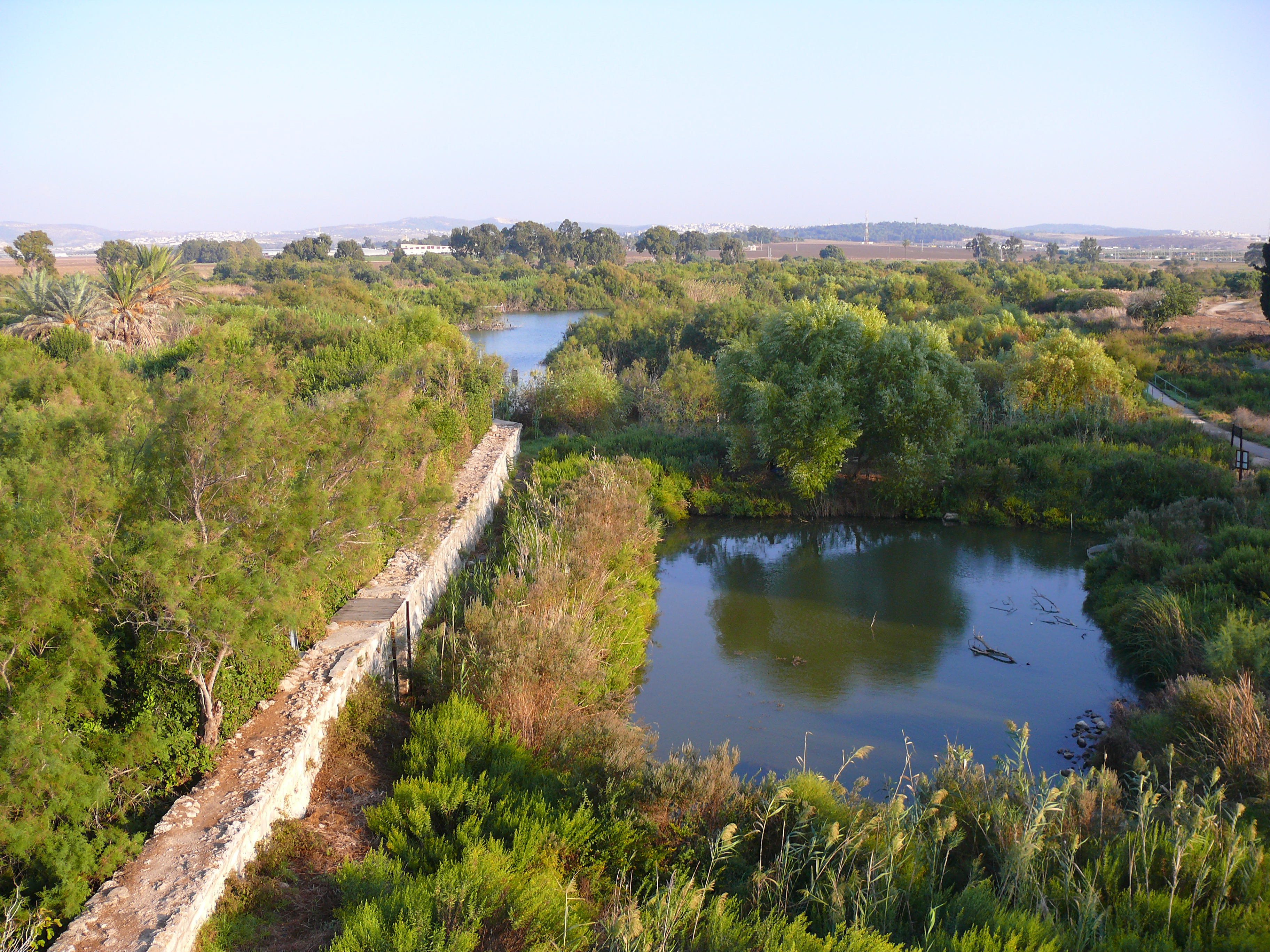
Khu bảo tồn thiên nhiên Tel Afek, Israel.

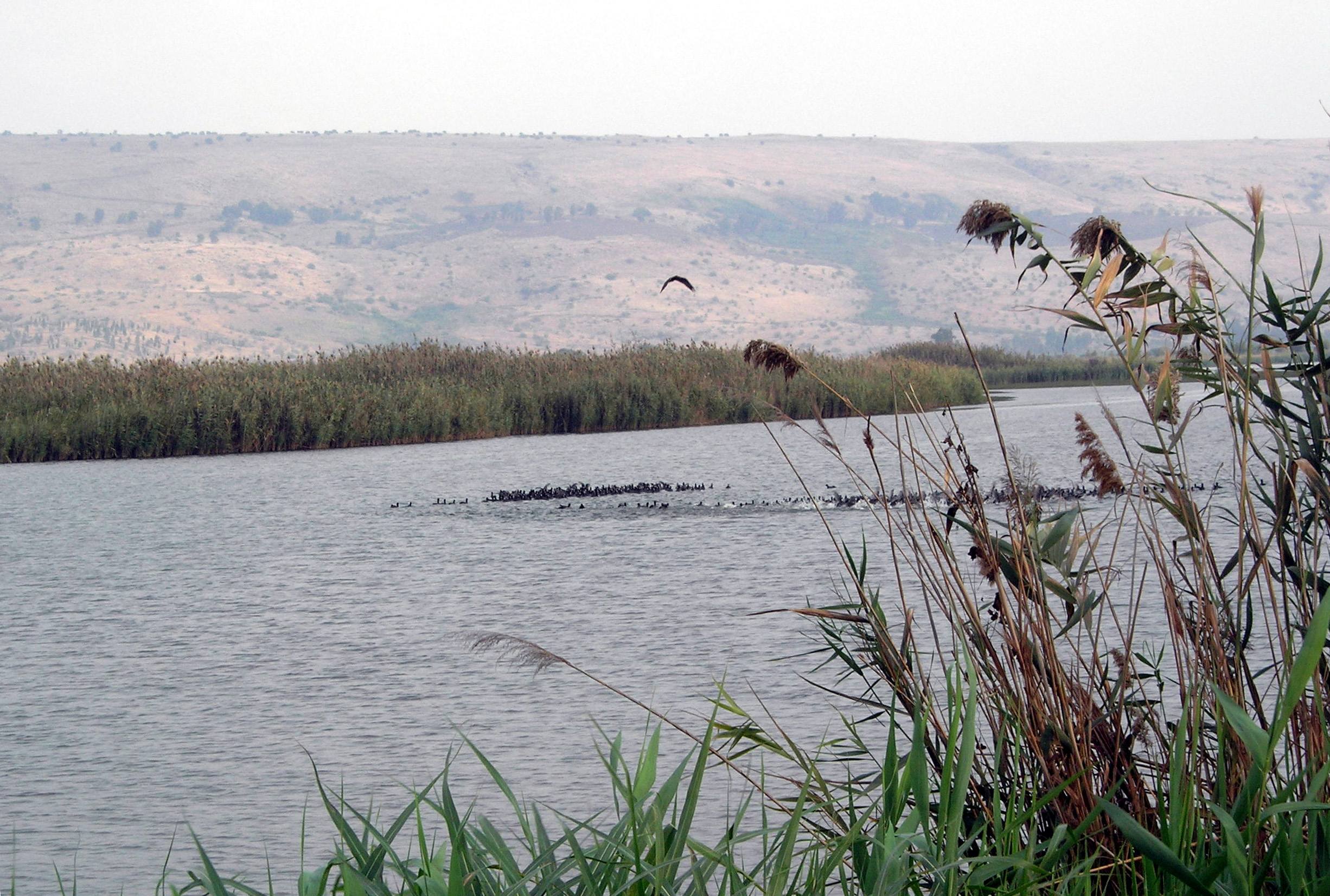
Hồ Agmon, trong khu bảo tồn Thung lũng Hula, Israel.

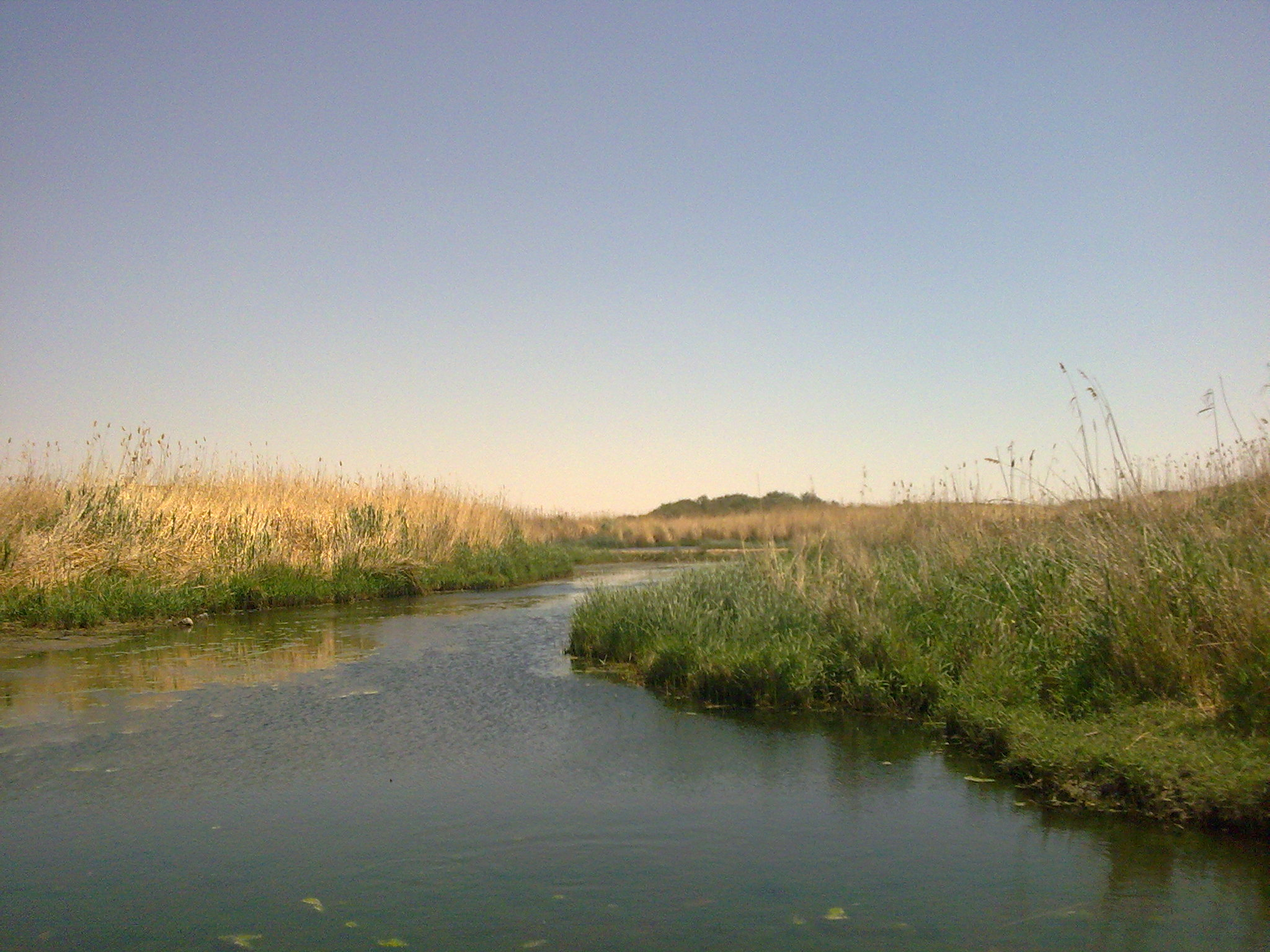
Khu bảo tồn vùng đất ngập nước Azraq, Jordan.

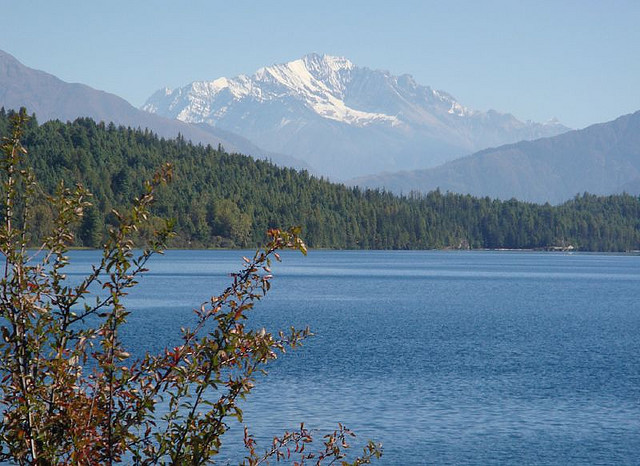
Quang cảnh tuyệt đẹp của Hồ Rara thuộc Vườn quốc gia Rara, Nepal.

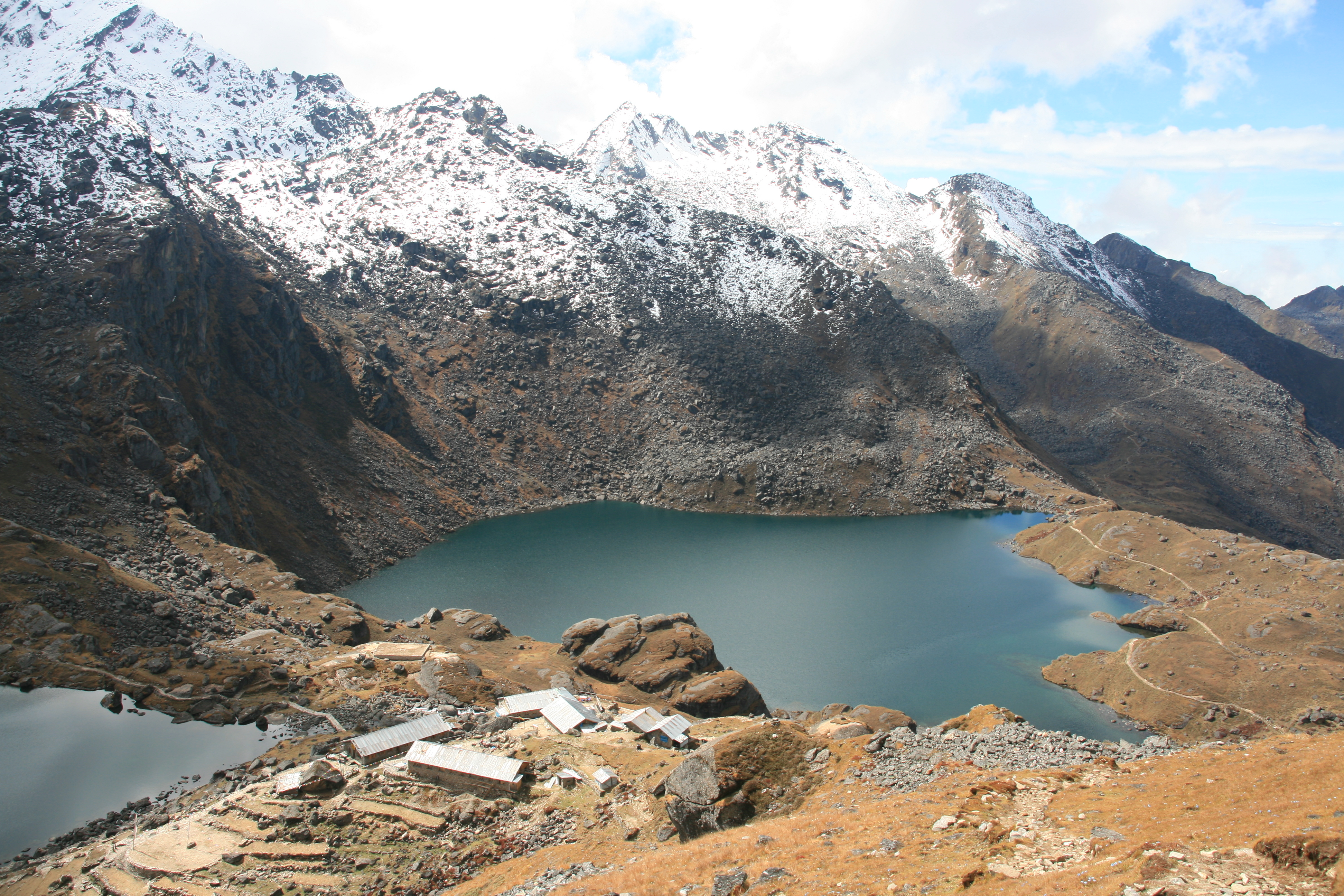
Hồ Gosainkunda thuộc Vườn quốc gia Langtang, Nepal.

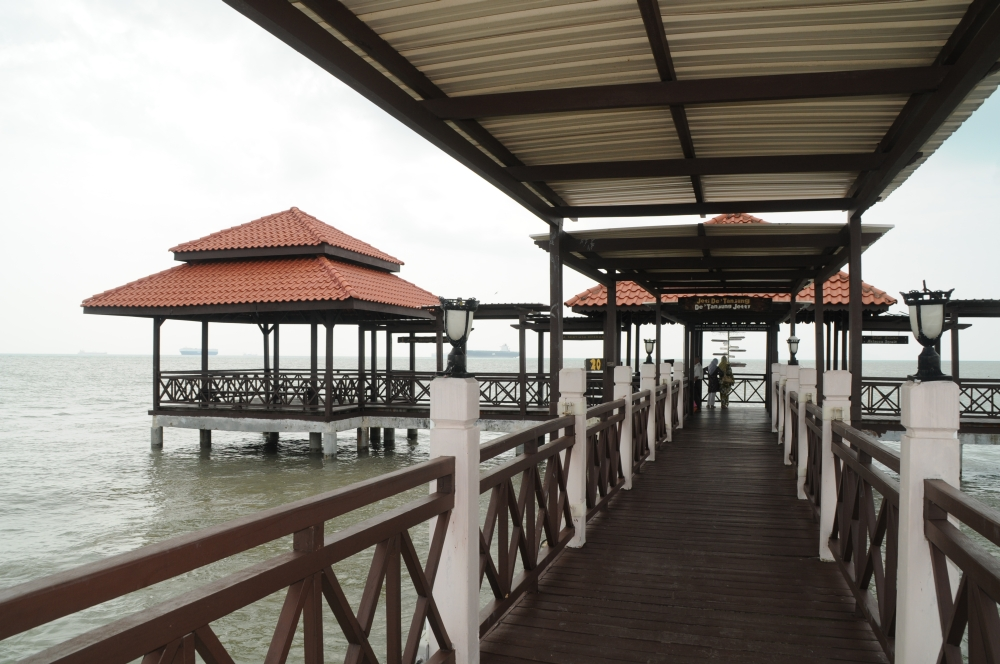
Điểm cực Nam Tanjung Piai của Bán đảo Malaysia, Malaysia.

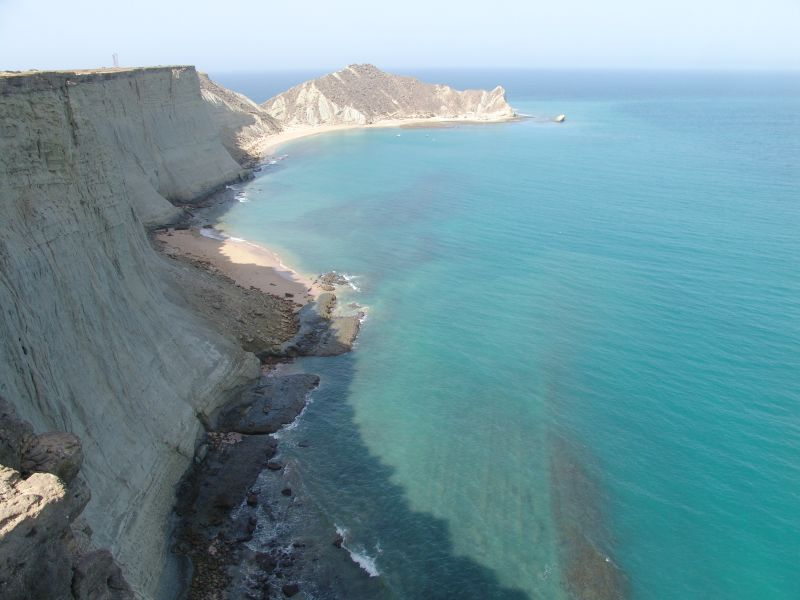
Đảo Astola, Pakistan.

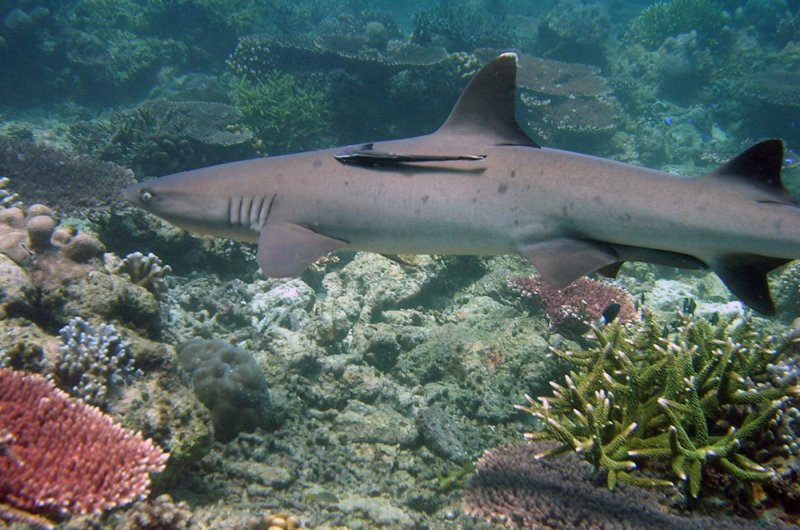
Cá mập san hô đầu trắng tại Công viên hải dương quốc gia Rạn san hô Tubbataha, Philippines.

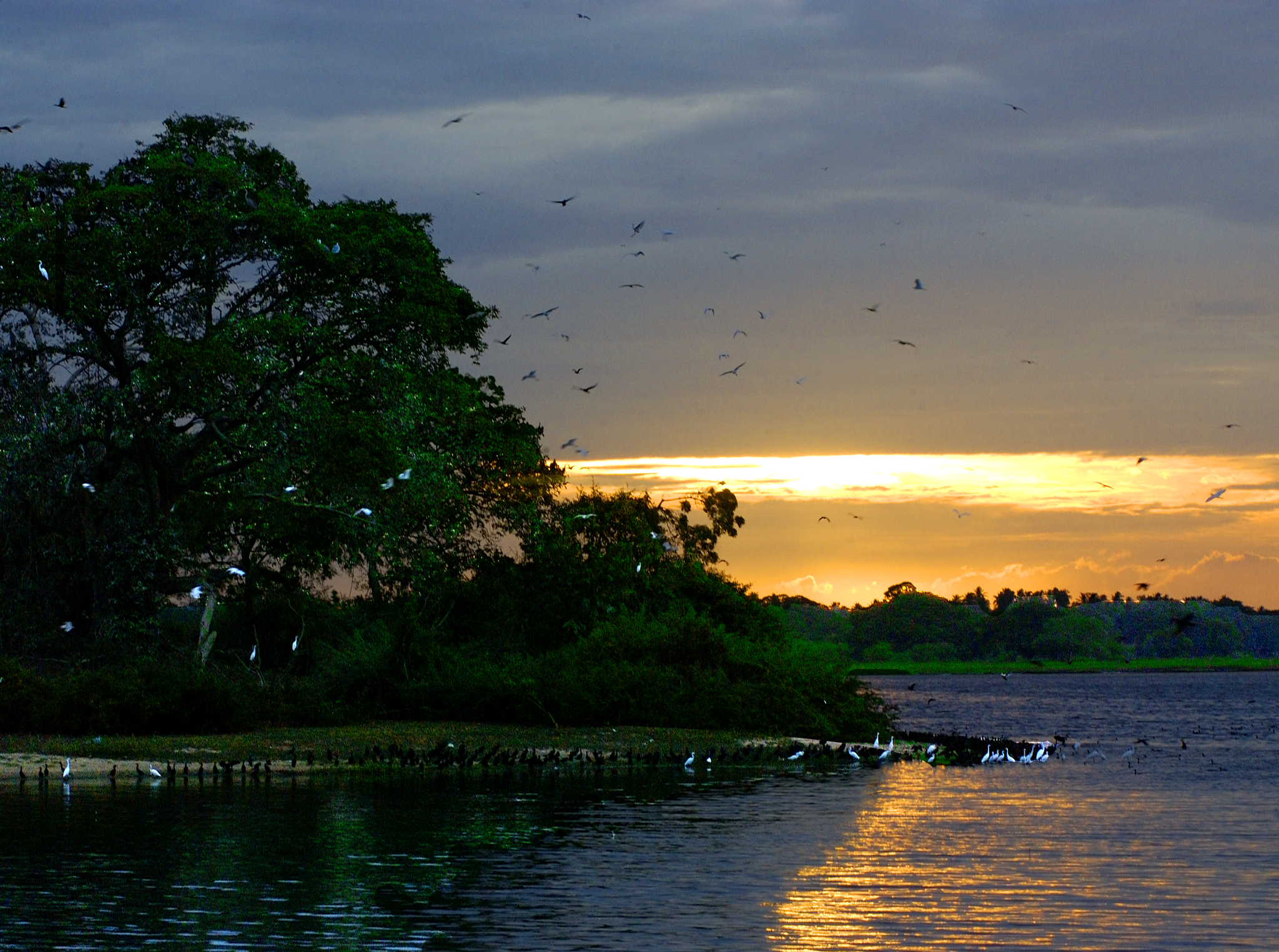
Hoàng hôn tại Vườn quốc gia Buldala, Sri Lanka.

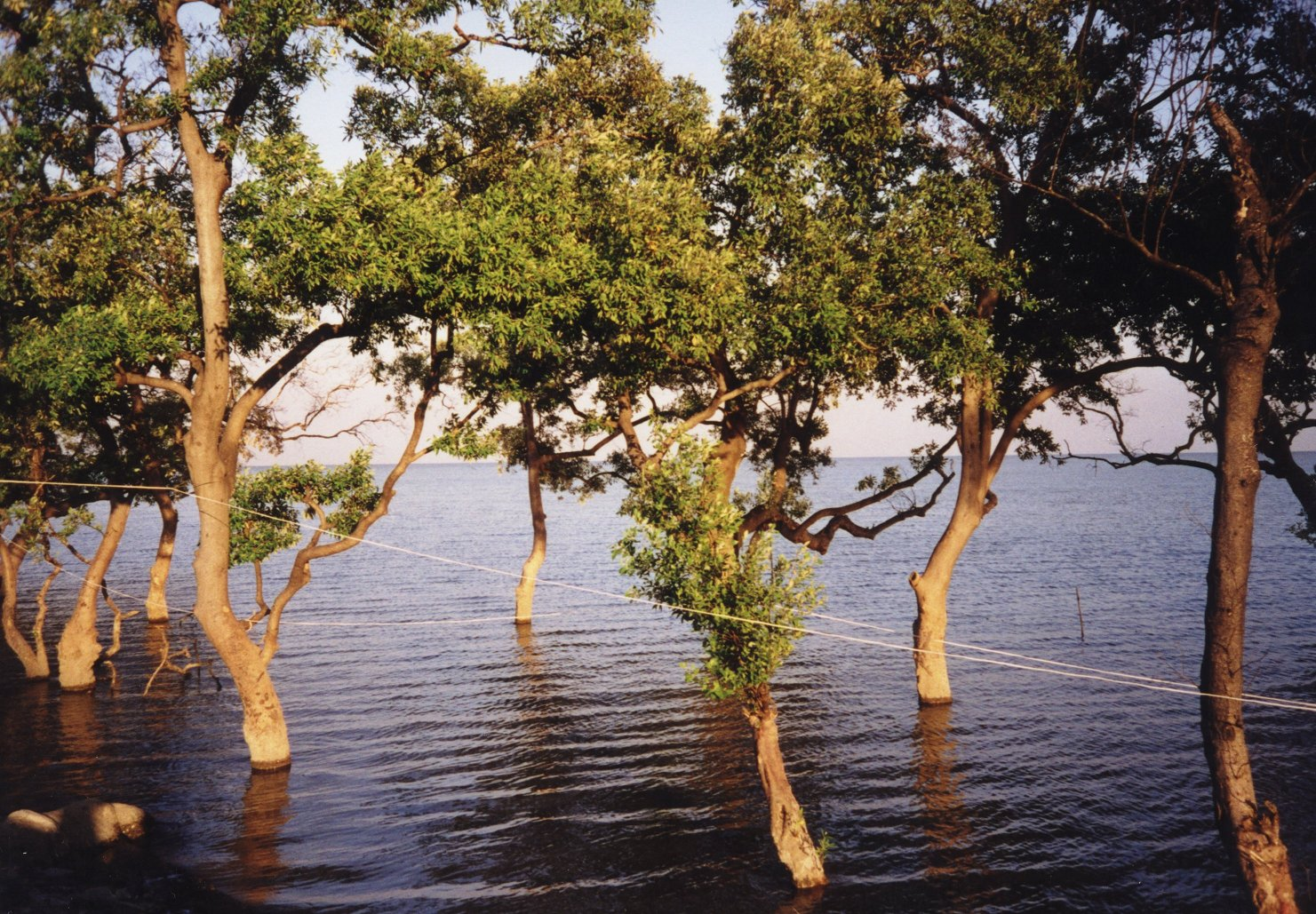
Bãi bồi ven biển Don Hoi Lot, khu Ramsar tại Thái Lan.

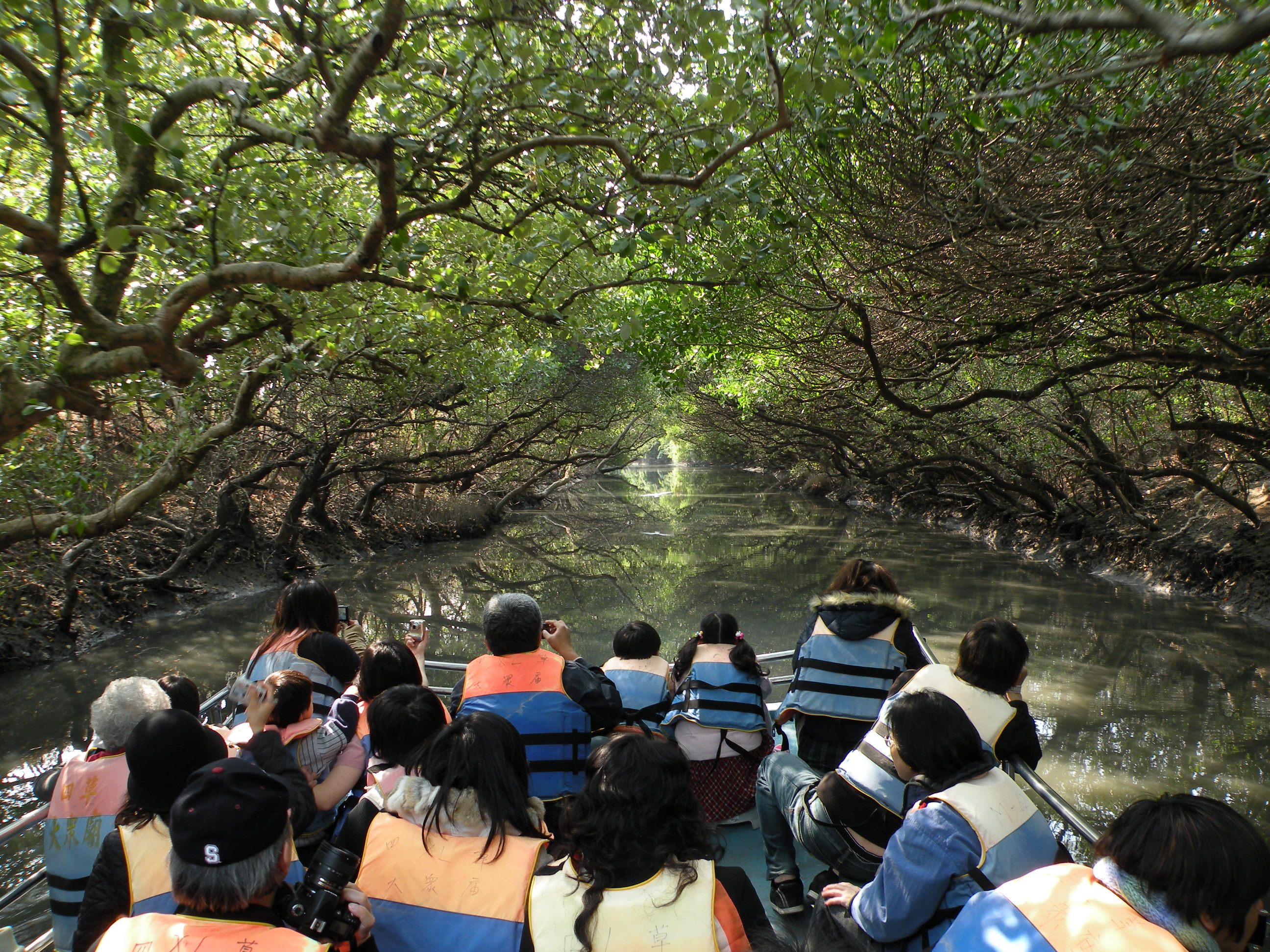
Khách du lịch khám phá Vùng đất ngập nước Sihcao, Trung Quốc.

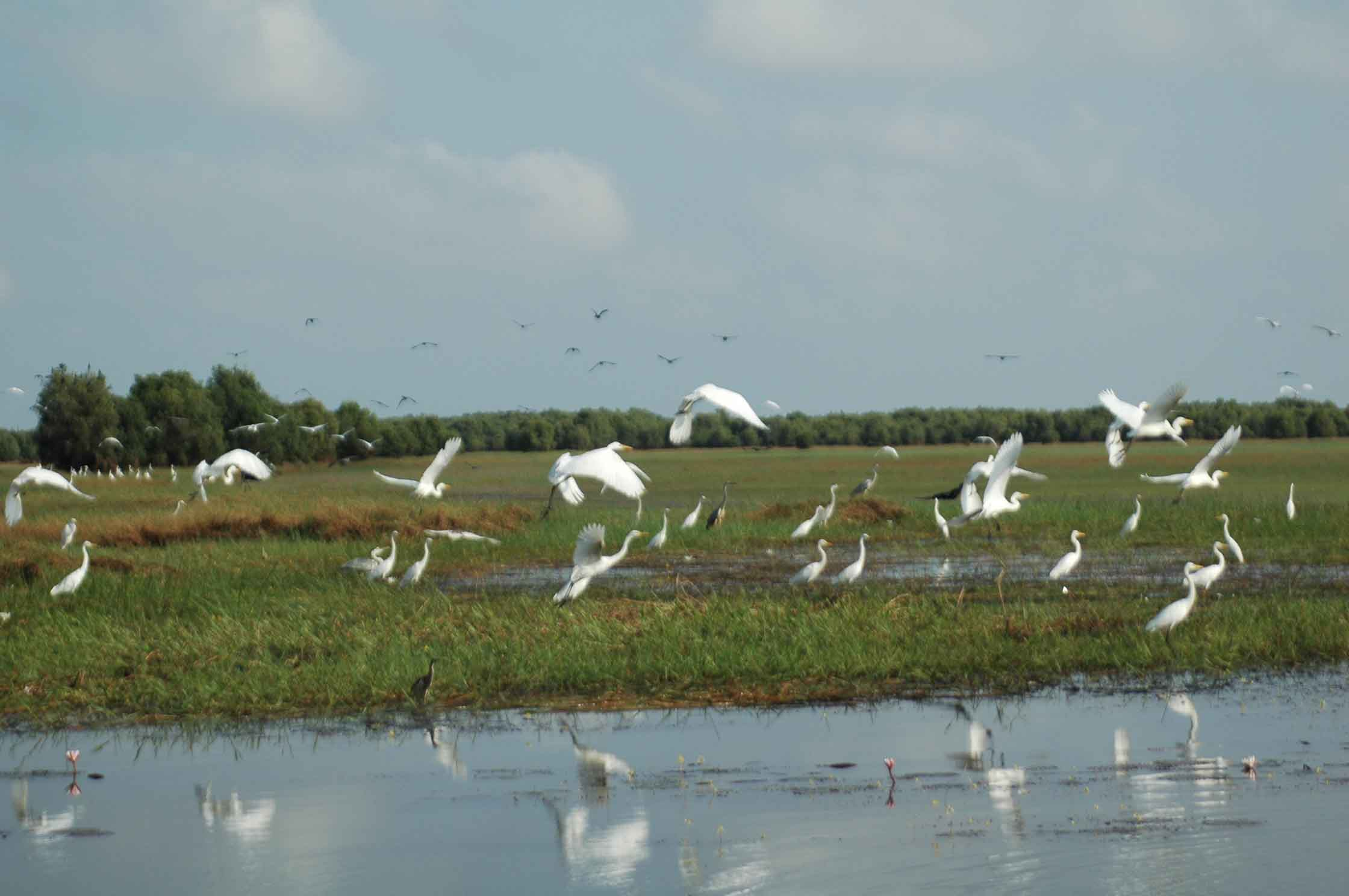
Những đồng cỏ ngập nước cùng đàn chim tại Vườn quốc gia Tràm Chim, Việt Nam.

### Bahrain
| Tên            | Diện tích (km²) |
| -------------- | --------------- |
| Vịnh Tubli     |                 |
| Quần đảo Hawar |                 |

### Bangladesh
| Tên                                 | Diện tích (km²) |
| ----------------------------------- | --------------- |
| Khu bảo tồn rừng Sundarbans         | 6.017           |
| Hệ sinh thái ngập nước Tanguar Haor | 100             |

### Bhutan
| Tên                                     | Diện tích (km²) |
| --------------------------------------- | --------------- |
| Khu bảo tồn động vật hoang dã Bumdeling | 1,42            |
| Khotokha                                | 1,14            |

### Campuchia
| Tên | Diện tích (km²) |
| --- | --------------- |
| Khu bảo tồn động vật hoang dã Boeng Chhmar và hệ thống sông ngập lũ, một phần Khu dự trữ sinh quyển Tonlé Sap | 280             |
| Koh Kapik và các đảo liên quan                                                                                | 120             |
| Sông Mê Kông, đoạn trải dài phía Bắc Stoeng Treng                                                             | 146             |

### Indonesia
| Tên                                        | Diện tích (km²) |
| ------------------------------------------ | --------------- |
| Vườn quốc gia Berbak                       | 1.627           |
| Vườn quốc gia Danau Sentarum               | 800             |
| Khu bảo tồn động vật hoang dã Pulau Rambut | 0,90            |
| Vườn quốc gia Rawa Aopa Watumohai          | 1.051,94        |
| Vườn quốc gia Wasur                        | 4.138,1         |
| Vườn quốc gia Sembilang                    | 2.028,96        |

### Iran
| Tên                                                      | Diện tích (km²) |
| -------------------------------------------------------- | --------------- |
| Vùng đất ngập nước Anzali,                               | 150             |
| Arjan Meadow,                                            | 22              |
| Hồ Gori,                                                 | 1,2             |
| Hồ Kobi,                                                 | 12              |
| Hồ Parishan,                                             | 40              |
| Bán đảo Miankaleh, Vịnh Gorgan, Lapoo-Zaghmarz Ab-bandan | 1.000           |
| Vùng đất ngập nước quốc tế Shadegan                      | 2               |

### Iraq
| Tên                             | Diện tích (km²) |
| ------------------------------- | --------------- |
| Hawizeh Marsh (Haur Al-Hawizeh) | 1.377           |

### Israel
| Tên                             | Diện tích (km²) |
| ------------------------------- | --------------- |
| Khu bảo tồn thiên nhiên En Afeq | 0,66            |
| Khu bảo tồn thiên nhiên Hula    | 3               |

### Jordan
| Tên                                  | Diện tích (km²) |
| ------------------------------------ | --------------- |
| Khu bảo tồn vùng đất ngập nước Azraq | 73,72           |

### Lào
| Tên                                 | Diện tích (km²) |
| ----------------------------------- | --------------- |
| Vùng đất ngập nước Beung Kiat Ngong | 23,6            |
| Vùng đất ngập nước Xe Champhone     | 124             |

### Liban
| Tên                                     | Diện tích (km²) |
| --------------------------------------- | --------------- |
| Vùng đất ngập nước Ammiq                | 2,8             |
| Vách đá Deir el Nouriyeh tại Ras Chekaa |                 |
| Khu bảo tồn thiên nhiên Quần đảo Palm   | 4,5             |
| Bãi biển Týros                          | 3,8             |

### Malaysia
| Tên                                           | Diện tích (km²) |
| --------------------------------------------- | --------------- |
| Hồ Bera                                       | 311             |
| Sông Pulai                                    | 91              |
| Đảo Kukup                                     | 6               |
| Tanjung Piai                                  | 5               |
| Khu bảo tồn rừng Trusan Kinabatangan          | 404             |
| Khu bảo tồn động vật hoang dã Kulamba         | 207             |
| Khu bảo tồn rừng Kuala Maruap và Kuala Segama | 177             |
| Vùng đất trũng ngập nước Kinabatangan Segama  | 788             |

### Myanmar
| Tên                                                  | Diện tích (km²) |
| ---------------------------------------------------- | --------------- |
| Khu bảo tồn động vật hoang dã đất ngập nước Moyingyi | 2,56            |

### Nepal
| Tên                                           | Diện tích (km²) |
| --------------------------------------------- | --------------- |
| Khu bảo tồn động vật hoang dã Koshi Tappu     | 175             |
| Beeshazar Tal tại Chitwan                     | 32              |
| Ghodaghodi Tal tại Kailali                    | 25,63           |
| Hồ chứa Jagdishpur tại Kapilvastu             | 2,25            |
| Các hồ Gokyo tại Vườn quốc gia Sagarmatha     | 77,7            |
| Gosainkunda tại Vườn quốc gia Langtang        | 10,3            |
| Hồ Rara tại Vườn quốc gia Rara                | 15,83           |
| Hồ Phoksundo tại Vườn quốc gia Shey Phoksundo | 4,94            |
| Mai Pokhari tại Ilam                          | 0,12            |

### Philippines
| Tên                                                          | Diện tích (km²) |
| ------------------------------------------------------------ | --------------- |
| Khu bảo tồn động vật hoang dã Agusan Marsh                   | 148,36          |
| Môi trường sống và khu du lịch sinh thái Las Piñas-Parañaque | 1,75            |
| Vườn quốc gia Hồ Naujan                                      | 145,68          |
| Khu bảo tồn động vật hoang dã Đảo Olango                     | 58              |
| Vườn quốc gia sông ngầm Puerto Princesa                      | 222,02          |
| Vườn quốc gia biển Rạn san hô Tubbataha                      | 968,28          |

### Sri Lanka
| Tên                                    | Diện tích (km²) |
| -------------------------------------- | --------------- |
| Khu bảo tồn hồ chứa nước Annaiwiludawa | 13,97           |
| Vườn quốc gia Bundala                  | 62,10           |
| Sông Maduganga                         | 9,15            |
| Khu bảo tồn Vankalai                   | 48,39           |
| Khu vực đất ngập nước Kumana           | 190,11          |

### Syria
| Tên                                       | Diện tích (km²) |
| ----------------------------------------- | --------------- |
| Khu bảo tồn thiên nhiên Sabkhat al-Jabbul | 100             |

### Tajikistan
| Tên                       | Diện tích (km²) |
| ------------------------- | --------------- |
| Hồ Karakul                | 364             |
| Hồ chứa nước Kayrakum     | 520             |
| Hạ lưu sông Pyandj        |                 |
| Các hồ Shorkul và Rangkul | 24              |
| Hồ Zorkul                 | 38              |

### Turkmenistan
| Tên               | Diện tích (km²) |
| ----------------- | --------------- |
| Vịnh Turkmenbashy | 2.671,24        |

### Trung Quốc
| Tên                                                                  | Diện tích (km²) |
| -------------------------------------------------------------------- | --------------- |
| Vùng đất ngập nước Bitahai, Vân Nam                                  | 19              |
| Khu bảo tồn thiên nhiên Chongming Dongtan, Thượng Hải                | 326             |
| Khu bảo tồn thiên nhiên quốc gia Đại Phong, Giang Tô                 | 780             |
| Khu bảo tồn thiên nhiên quốc gia Hồ Dalai, Nội Mông                  | 7.400           |
| Khu bảo tồn thiên nhiên quốc gia Hải cẩu đốm Đại Liên, Liêu Ninh     | 117             |
| Dashanbao, Vân Nam                                                   | 59              |
| Dongdongtinghu, Hồ Nam                                               | 1.900           |
| Dongzhaigang, Hải Nam                                                | 54              |
| Khu bảo tồn thiên nhiên quốc gia Eerduosi, Nội Mông                  | 77              |
| Hồ Ngoring, Thanh Hải                                                | 659             |
| Khu bảo tồn thiên nhiên quốc gia Hồng Hà, Hắc Long Giang             | 218             |
| Khu bảo tồn rùa biển quốc gia Huidong, Quảng Đông                    | 4               |
| Vùng đất ngập nước Lashihai, Vân Nam                                 | 36              |
| Đầm Mai Po và các vịnh bên trong, Tân Giới, Hồng Kông                | 15              |
| Maidika, Khu tự trị Tây Tạng                                         | 435             |
| Mapangyong Cuo, Khu tự trị Tây Tạng                                  | 738             |
| Khu dự trữ chim mặt nước và vùng đất ngập nước Nam Động Đình, Hồ Nam | 1.680           |
| Vùng đất ngập nước Napahai, Vân Nam                                  | 21              |
| Niaodao ("Đảo Chim"), Thanh Hải                                      | 536             |
| Poyanghu, Giang Tây                                                  | 224             |
| Khu bảo tồn thiên nhiên quốc gia San Jiang, Hắc Long Giang           | 1.644           |
| Khu bảo tồn thiên nhiên rừng ngập mặn Shankou, Quảng Tây             | 40              |
| Cửa sông Shuangtai, Liêu Ninh                                        | 1.280           |
| Vùng đất ngập nước Sihcao, Đài Loan                                  | 5,15            |
| Khu bảo tồn thiên nhiên Hồ Xi Dongting, Hồ Nam                       | 350             |
| Khu bảo tồn thiên nhiên Hồ Khanka, Hắc Long Giang                    | 2.225           |
| Xianghai, Cát Lâm                                                    | 1.055           |
| Khu bảo tồn thiên nhiên quốc gia Yancheng, Giang Tô                  | 4.530           |
| Hồ Gyaring, Thanh Hải                                                | 649             |
| Zhalong, Hắc Long Giang                                              | 2.100           |
| Khu bảo tồn thiên nhiên rừng ngập mặn Trạm Giang, Quảng Đông         | 203             |

### UAE
| Tên                                             | Diện tích (km²) |
| ----------------------------------------------- | --------------- |
| Khu bảo tồn Mangrove và Alhafeya tại Khor Kalba | 14,94           |
| Khu bảo tồn động vật hoang dã Ras Al Khor       | 6,20            |
| Vườn quốc gia Wadi Wurayah                      | 127             |

### Uzbekistan
| Tên                           | Diện tích (km²) |
| ----------------------------- | --------------- |
| Hệ thống các hồ Aydar Arnasay | 5.271           |
| Hồ Dengizkul                  | 331             |

### Việt Nam
| Tên                                     | Diện tích (km²) |
| --------------------------------------- | --------------- |
| Hệ đất ngập nước Bàu Sấu - Nam Cát Tiên | 137,59          |
| Hồ Ba Bể                                | 100,48          |
| Vườn quốc gia Mũi Cà Mau                | 418,62          |
| Vườn quốc gia Tràm Chim                 | 73,13           |
| Vườn quốc gia Xuân Thủy                 | 120             |

### Yemen
| Tên            | Diện tích (km²) |
| -------------- | --------------- |
| Đầm phá Detwah |                 |

## Châu Âu

### Albania
| Tên                     | Diện tích (km²) |
| ----------------------- | --------------- |
| Hồ Shkodër và sông Buna | 495,62          |
| Đầm phá Karavasta       | 2.000           |
| Vườn quốc gia Butrint   | 135             |

### Andorra
| Tên                                                                       | Diện tích (km²) |
| ------------------------------------------------------------------------- | --------------- |
| Parc naturel de la vallée de Sorteny (Parc natural de la vall de Sorteny) | 10.80           |

### Armenia
| Tên              | Diện tích (km²) |
| ---------------- | --------------- |
| Khor Virap Marsh | 0.5             |
| Lake Arpi        | 32.30           |
| Lake Sevan       | 4902.31         |

### Azerbaijan
| Name                             | Diện tích (km²) |
| -------------------------------- | --------------- |
| Lake Ağgöl (Ağgöl National Park) | 5               |
| Gizil-Agach State Reserve        | 990.6           |

### Ba Lan

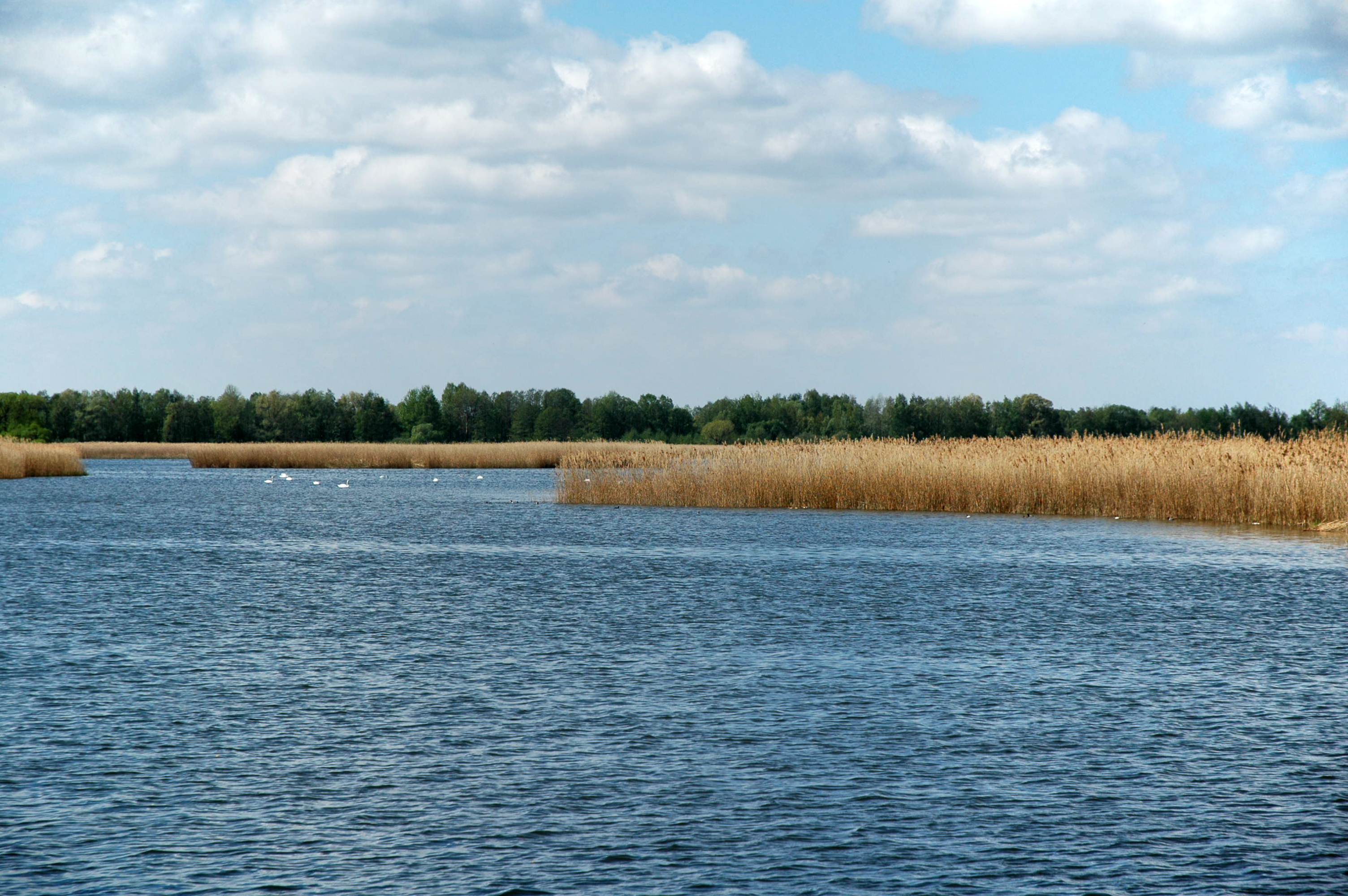
Hồ Słoneczny Górny, Khu bảo tồn thiên nhiên Các hồ Milicz, Ba Lan.

| Tên                                                                                  | Diện tích (km²) |
| ------------------------------------------------------------------------------------ | --------------- |
| Biebrza National Park (north-east Poland)                                            | 592             |
| Drużno Lake Nature Reserve (near the Vistula delta)                                  | 31              |
| Karaś Lake Nature Reserve (in the Masurian Lake District)                            | 8               |
| Karkonosze National Park, subalpine peat bogs (near the Czech border)                | 0.4             |
| Łuknajno Lake Nature Reserve (in the Masurian Lake District)                         | 7               |
| Milicz Ponds Nature Reserve (within Barycz Valley Landscape Park, south-west Poland) | 53              |
| Narew National Park (north-east Poland)                                              | 73.5            |
| Polesie National Park (east Poland)                                                  | 98              |
| Seven Island Lake Nature Reserve (near the Russian border)                           | 10              |
| Świdwie Nature Reserve (in Wkrzańska Forest in north-west Poland)                    | 8.9             |
| Słowiński National Park (on the Baltic coast)                                        | 182             |
| Ujście Warty National Park (confluence of the Warta và Oder)                         | 42              |
| Wigry National Park (north-east Poland)                                              | 151             |

### Bỉ
| Name                                       | Diện tích (km²) |
| ------------------------------------------ | --------------- |
| De Ijzerbroeken te Diksmuide en Lo-Reninge | 24              |
| Kalmthoutse Heide                          | 22              |
| Marais d'Harchies                          | 5               |
| Schorren van de Beneden Schelde            | 4.2             |
| Vlaamse Banken                             | 19              |
| Zwin                                       | 5               |

### Bosnia và Herzegovina
| Name             | Diện tích (km²) |
| ---------------- | --------------- |
| Bardaca Wetlands | 35              |
| Hutovo Blato     | 74.11           |
| Livanjsko Polje  | 458.68          |

### Bồ Đào Nha

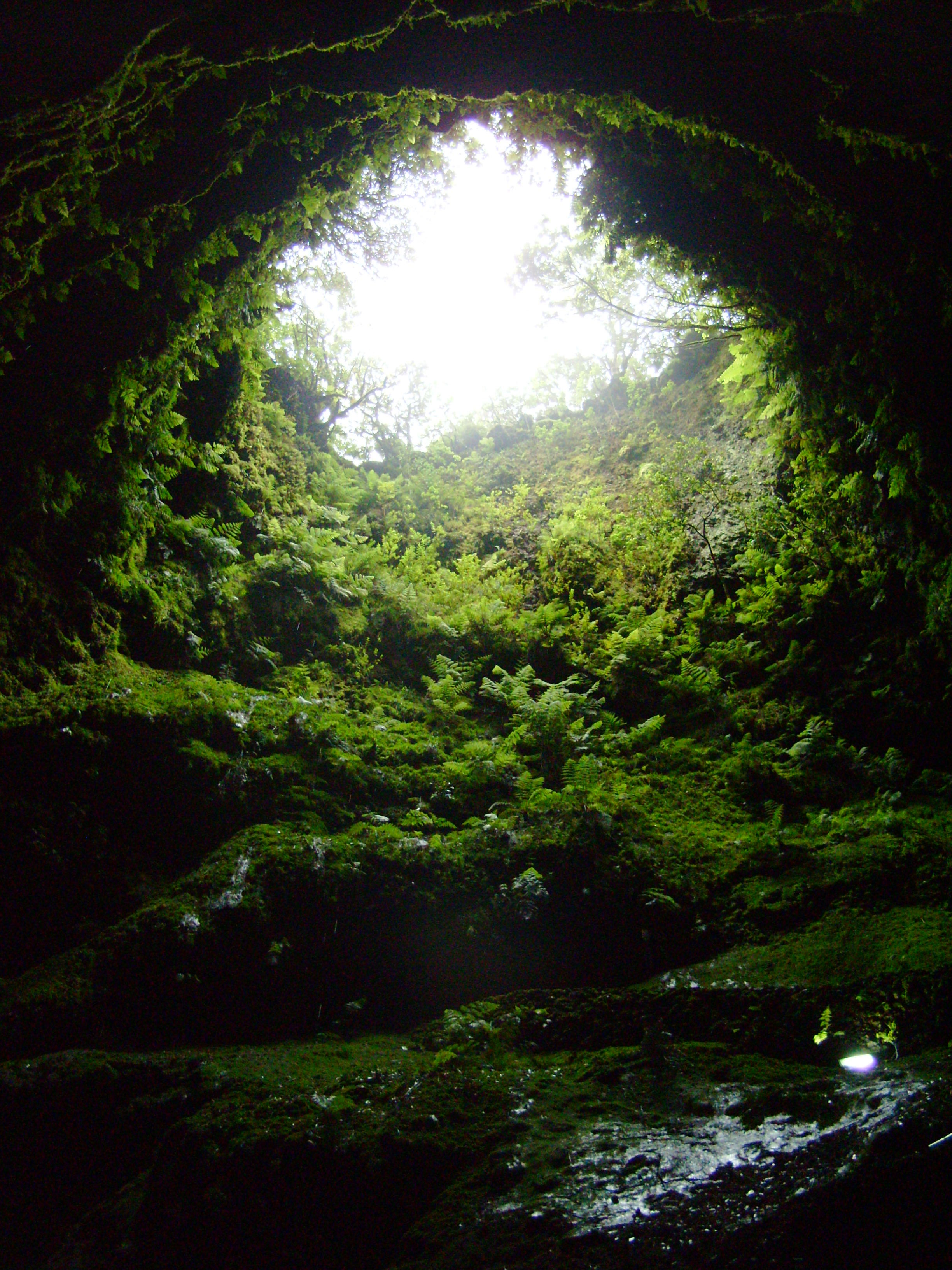
Algar do Carvão thuộc Azores, Bồ Đào Nha.

| Tên                                                                 | Diện tích (km²) |
| ------------------------------------------------------------------- | --------------- |
| Bertiandos and São Pedro of Arcos Lagoons                           | 346             |
| Caldeira da Graciosa                                                | 120             |
| Caldeira do Faial                                                   | 312             |
| Caldeirão do Corvo                                                  | 316             |
| Complexo Vulcânico das Furnas                                       | 2,855           |
| Complexo Vulcânico das Sete Cidades                                 | 2,171           |
| Complexo Vulcânico do Fogo                                          | 2,182           |
| Estrela Mountain Upper Plateau and upper Zêzere River               | 5,075           |
| Estuário do Tejo                                                    | 14,563          |
| Estuário do Sado                                                    | 25,588          |
| Fajã da Caldeira và Fajã dos Cubres                                 | 87              |
| Ilhéus das Formigas và Recife Dollabarat                            | 0.07            |
| Lagoa de Albufeira                                                  | 19.95           |
| Lagoa de St. André et Lagoa de Sancha                               | 26.38           |
| Mira Minde Polje and related Springs                                | 6.62            |
| Mondego Estuary                                                     | 15.18           |
| Pateira de Fermentelos Lake và Águeda và Cértima Valleys            | 15.59           |
| Paúl da Praia da Vitória (Praia da Vitória Marsh)                   | 0.16            |
| Paúl de Arzila                                                      | 5.85            |
| Paúl de Boquilobo                                                   | 5.29            |
| Paúl de Madriz (Bas Mondego)                                        | 2.26            |
| Paúl de Tornada (Tornada Marsh)                                     | 0.5             |
| Paúl do Taipal (Taipal Marsh)                                       | 2.33            |
| Furnas do Enxofre và Algar do Carvão (Planalto Central da Terceira) | 12.83           |
| Planalto Central das Flores (Morro Alto)                            | 25.72           |
| Planalto Central de São Jorge (Pico da Esperança)                   | 2.31            |
| Planalto Central do Pico (Achada)                                   | 7.48            |
| Ria de Alvor                                                        | 14.54           |
| Ria Formosa                                                         | 160             |
| Sapais de Castro Marim                                              | 22.35           |
| Vascão River                                                        | 443.31          |

### Bungary
| Name     | Diện tích (km²) |
| -------- | --------------- |
| Persina  | 69              |
| Ropotamo | 55              |
| Poda     | 1               |

### Croatia
| Name                                             | Diện tích (km²) |
| ------------------------------------------------ | --------------- |
| Crna Mlaka                                       | 7.56            |
| Kopački Rit                                      | 238.94          |
| Vransko Lake                                     | 57.48           |
| Lonjsko Polje và Mokro Polje (incl. Krapje Djol) | 512.18          |
| Neretva River Delta                              | 127.42          |

### Đan Mạch
| Name        | Diện tích (km²) |
| ----------- | --------------- |
| Little Belt | 351             |
| Læsø        | 664             |
| Wadden Sea  | 1505            |

### Estonia

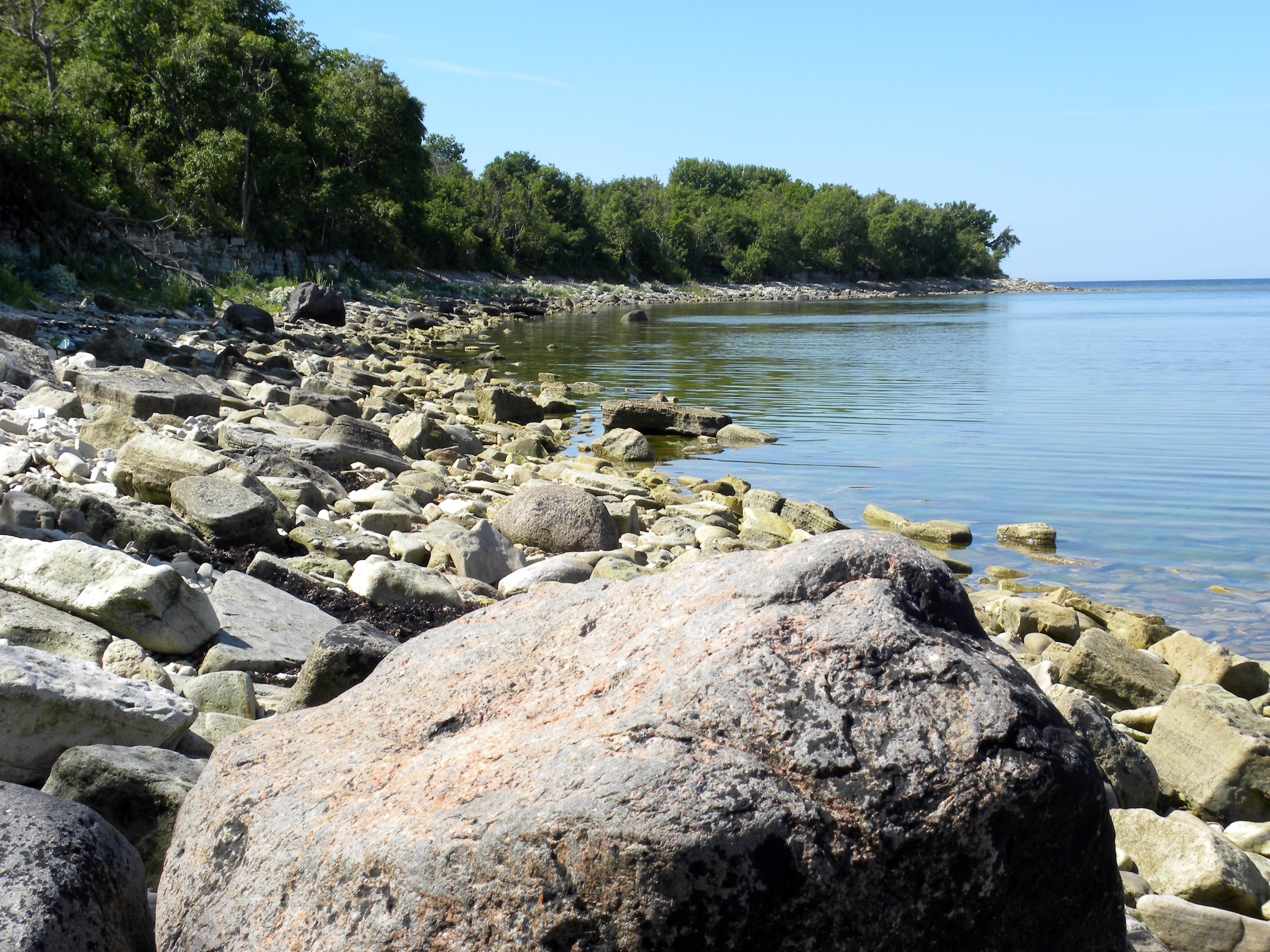
Vườn quốc gia Vilsandi ở Estonia

| Name                                                                                         | Diện tích (km²) |
| -------------------------------------------------------------------------------------------- | --------------- |
| Alam-Pedja Nature Reserve                                                                    | 260             |
| Emajõe-Suursoo Nature Reserve và Piirissaar Island                                           | 326             |
| Endla Nature Reserve                                                                         | 80.5            |
| Hiiumaa Islets and Käina Bay                                                                 | 177             |
| Laidevahe Nature Reserve                                                                     | 24.2            |
| Matsalu National Park                                                                        | 486.1           |
| Muraka Nature Reserve                                                                        | 124             |
| Nigula Nature Reserve                                                                        | 64              |
| Puhtu-Laelatu-Nehatu Wetland Complex (Puhtu-Laelatu Nature Reserve và Nehatu Nature Reserve) | 46.4            |
| Sookuninga Nature Reserve                                                                    | 58.7            |
| Soomaa National Park                                                                         | 371.7           |
| Vilsandi National Park                                                                       | 241             |

### Phần Lan
| Name                 | Diện tích (km²) |
| -------------------- | --------------- |
| Vanhankaupunginlahti | 5.08            |

### Pháp
| Name                                                    | Diện tích (km²) |
| ------------------------------------------------------- | --------------- |
| Baie de Somme                                           | 170             |
| Baie du Mont Saint-Michel                               | 620             |
| Basse-Mana                                              | 590             |
| Basses Vallées Angenvines                               | 65              |
| Bassin du Drugeon                                       | 59              |
| Camargue                                                | 850             |
| Etang de Biguglia                                       | 20              |
| Etangs de la Champagne humide                           | 1,350           |
| Etangs de la Petite Woëvre                              | 53              |
| Etangs du Lindre, Forêt du Romersberg et zones voisines | 53              |
| Golfe du Morbihan                                       | 230             |
| Grand Cul-de-Sac Marin de la Guadeloupe                 | 200             |
| Grande Brière                                           | 190             |
| La Brenne                                               | 1,400           |
| La Petite Camargue                                      | 370             |
| Lac de Grand-Lieu                                       | 63              |
| Lac du Bourget - Marais de Chautagne                    | 55              |
| Marais De Kaw                                           | 1,370           |
| Marais du Cotentin et du Bessin, Baie des Veys          | 325             |
| Marais du Fier d'Ars                                    | 45              |
| Marais salants de Guérande et du Més                    | 52              |
| Rives du Lac Léman                                      | 33              |

### Gruzia
| Name                         | Diện tích (km²) |
| ---------------------------- | --------------- |
| Ispani Mire                  | 7.7             |
| Wetlands of Central Kolkheti | 337.1           |

### Đức
| Name                                                      | Diện tích (km²) |
| --------------------------------------------------------- | --------------- |
| Danube floodplains & Donaumoos                            | 80              |
| Elbe river floodplains between Schnackenburg và Lauenburg | 75              |
| Bodden Sea: Rügen - Hiddensee - Zingst                    | 258             |
| Schleswig-Holstein Wadden Sea and adjacent areas          | 4549            |
| Lake Starnberg                                            | 57              |
| Lower Saxon Wadden Sea, East Frisian Wadden Sea & Dollart | 1216            |

### Hy Lạp
| Name                                                             | Diện tích (km²) |
| ---------------------------------------------------------------- | --------------- |
| Amvrakikos Gulf                                                  | 236.49          |
| Artificial Lake Kerkini                                          | 109.96          |
| Axios, Loudias, Aliakmon Delta                                   | 118.08          |
| Evros Delta                                                      | 92.67           |
| Kotychi Lagoons                                                  | 63.02           |
| Lake Mikri Prespa                                                | 50.78           |
| Lake Vistionis, Porto Lagos, Lake Ismaris, and adjoining lagoons | 243.96          |
| Lakes Volvi, and Koronia                                         | 163.88          |
| Messolonghi-Etoliko Lagoons                                      | 33.87           |
| Nestos Delta and adjoining lagoons                               | 219.30          |

### Guernsey
| Tên                                           | Diện tích (km²) |
| --------------------------------------------- | --------------- |
| Bờ biển Tây Alderney và Các đảo Burhou (C.I.) | 156,29          |
| Đảo Lihou và l'Erée Headland, Guernsey        | 4,27            |

### Iceland
| Name                      | Diện tích (km²) |
| ------------------------- | --------------- |
| Grunnafjördur             | 14.70           |
| Myvatn-Laxá region (part) | 200             |
| Thjörsárver               | 375             |

### Đảo Man
| Tên                        | Diện tích (km²) |
| -------------------------- | --------------- |
| Ballaugh Curragh, Ballaugh | 1,93            |

### Ý

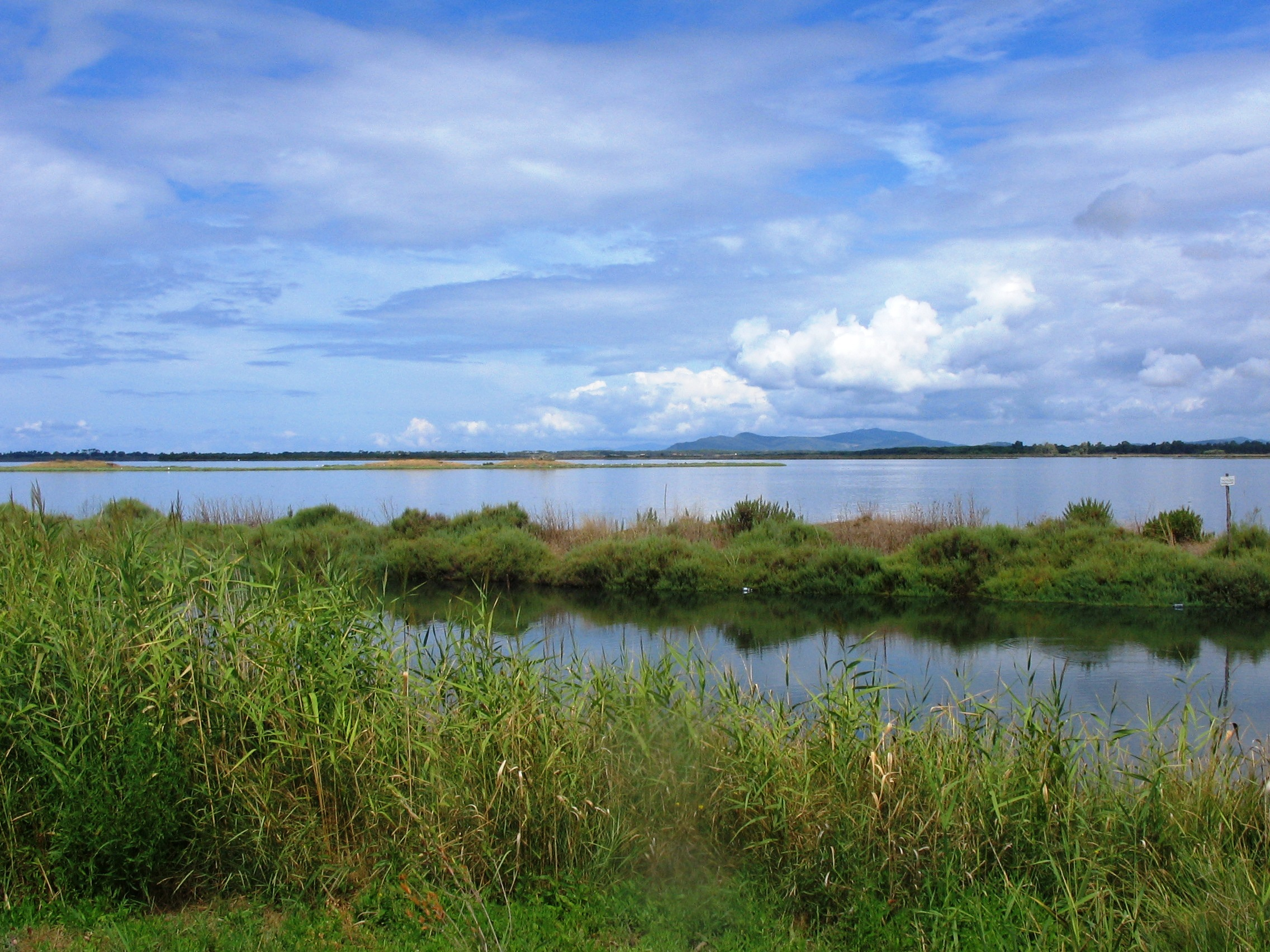
Laguna di Orbetello tại Ý.

| Tên                                                         | Diện tích (km²) |
| ----------------------------------------------------------- | --------------- |
| Bacino dell'Angitola                                        | 9               |
| Biviere di Gela                                             | 2.6             |
| Isola Boscone                                               | 2.0             |
| Lago dei Monaci                                             | 0.9             |
| Lago di Barrea                                              | 3.0             |
| Lago di Matzi                                               | 4.1             |
| Lago di Caprolace                                           | 2.3             |
| Lago di Fogliano                                            | 4.0             |
| Lago di Nazzano                                             | 2.7             |
| Lago di Sabaudia                                            | 15              |
| Lago di Tovel                                               | 0.4             |
| Laguna di Marano: Foci dello Stella                         | 14              |
| Laguna di Orbetello                                         | 9               |
| Laguna di Venezia: Valle Averto                             | 5               |
| Le Cesine                                                   | 6               |
| Ortazzo e Ortazzino                                         | 4.4             |
| Palude Brabbia (near Cazzago Brabbia)                       | 4.6             |
| Palude della Diaccia Botrona                                | 25              |
| Palude di Bolgheri                                          | 5               |
| Palude di Colfiorito                                        | 1.6             |
| Palude di Ostiglia                                          | 1.2             |
| Piallassa della Baiona e Risega                             | 16              |
| Pian di Spagna - Lago di Mezzola                            | 17              |
| Punte Alberete                                              | 4.8             |
| Sacca di Bellocchio                                         | 2.2             |
| Saline di Cervia                                            | 8               |
| Saline di Margherita di Savoia                              | 39              |
| Stagno di Cábras                                            | 36              |
| Stagno di Cagliari (a.k.a. Santa Gilla)                     | 35              |
| Stagno di Corru S'Ittiri, Stagni di San Giovanni e Marceddì | 26              |
| Stagno di Mistras                                           | 7               |
| Stagno di Molentargius                                      | 14              |
| Stagno di Pauli Maiori                                      | 2.9             |
| Stagno di Sale Porcus                                       | 3.3             |
| Stagno di S'Ena Arrubia                                     | 2.2             |
| Iseo                                                        | 3.3             |
| Torre Guaceto                                               | 9               |
| Valle Bertuzzi                                              | 31              |
| Valle Campotto e Bassarone                                  | 14              |
| Valle Cavanata                                              | 2.4             |
| Valle di Gorino                                             | 13              |
| Valle Santa                                                 | 2.6             |
| Valli del Mincio                                            | 11              |
| Valli residue del comprensorio di Comacchio                 | 135             |
| Vendicari                                                   | 15              |
| Vincheto di Cellarda                                        | 1.0             |

### Jersey
| Tên                                         | Diện tích (km²) |
| ------------------------------------------- | --------------- |
| Les Écrehous và Les Dirouilles              | 54.59           |
| Les Minquiers                               | 95.75           |
| Les Pierres de Lecq                         | 5.12            |
| South East Coast of Jersey, Channel Islands | 32.10           |

### Kazakhstan
| Tên                                             | Diện tích (km²) |
| ----------------------------------------------- | --------------- |
| Alakol-Sasykkol Lakes System                    | 9,15            |
| Koibagar-Tyuntyugur Lake System                 |                 |
| Kulykol-Taldykol Lake System                    |                 |
| Naurzum Lake System                             |                 |
| Lakes of the lower Turgay & Irgiz               |                 |
| Tengiz-Korgalzhyn Lake System                   | 3,533           |
| Ural River Delta and adjacent Caspian Sea coast |                 |
| Zharsor-Urkash Lake System                      |                 |

### Cộng hòa Kyrgyz
| Tên           | Diện tích (km²) |
| ------------- | --------------- |
| Chatyr-Kul    | 161             |
| Issyk Kul     |                 |
| Song Kol Lake | 368.7           |

### Latvia
| Tên                     | Diện tích (km²) |
| ----------------------- | --------------- |
| Lake Engure             | 0.2             |
| Lake Kaņieris           |                 |
| Lubana Wetland Complex  |                 |
| Northern Bogs           |                 |
| Pape Wetland Complex    |                 |
| Teici và Pelecares bogs |                 |

### Liechtenstein
| Tên            | Diện tích (km²) |
| -------------- | --------------- |
| Ruggeller Riet | 1,01            |

### Luxembourg
| Tên                   | Diện tích (km²) |
| --------------------- | --------------- |
| Haff Réimech          | 3,13            |
| Thung lũng Haute-Sûre | 169             |

### Macedonia
| Tên       | Diện tích (km²) |
| --------- | --------------- |
| Hồ Dojran | 26,96           |
| Hồ Prespa | 189,2           |

### Malta
| Tên      | Diện tích (km²) |
| -------- | --------------- |
| Ghadira  | 0,11            |
| Is-Simar | 0,05            |

### Moldova
| Tên                     | Diện tích (km²) |
| ----------------------- | --------------- |
| Hạ lưu sông Dniester    | 600             |
| Các hồ hạ lưu sông Prut | 191,52          |
| Unguri – Holosnita      | 155,53          |

### Monaco
| Tên                                                | Diện tích (km²) |
| -------------------------------------------------- | --------------- |
| Khu bảo tồn biển Larvotto và vùng ven biển Portier | 0,1             |

### Montenegro
| Tên       | Diện tích (km²) |
| --------- | --------------- |
| Hồ Skadar | 2               |

### Hà Lan

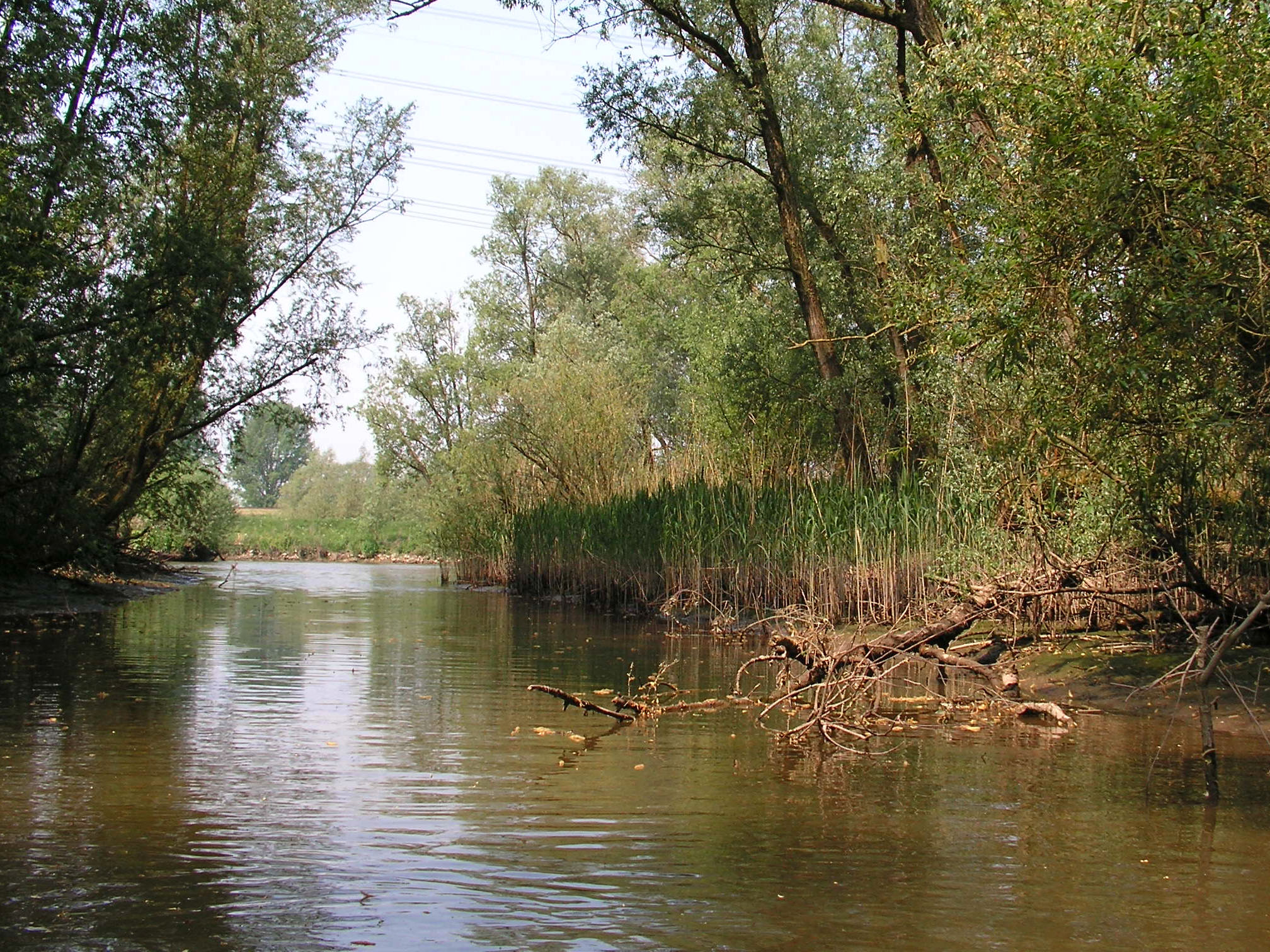
De Biesbosch của Hà Lan.

| Tên                                                                  | Diện tích (km²) |
| -------------------------------------------------------------------- | --------------- |
| Alde Feanen                                                          | 25              |
| Bargerveen Nature Reserve                                            | 21              |
| Boschplaat                                                           | 44              |
| Broekvelden / Vettenbroek                                            | 7               |
| De Biesbosch (southern part)                                         | 17              |
| De Deelen                                                            | 5.2             |
| De Wieden                                                            | 94              |
| Deurnese Peelgebieden                                                | 14.5            |
| Drontermeer                                                          | 6               |
| Engbertsdijksvenen                                                   | 9.75            |
| Fluessen / Vogelhoek / Morra                                         | 21              |
| Grevelingen                                                          | 139             |
| Griend                                                               | 0.23            |
| Groote Peel                                                          | 9               |
| Haringvliet                                                          | 108             |
| Hollands Diep                                                        | 40.5            |
| IJmeer                                                               | 74              |
| IJsselmeer                                                           | 1,080           |
| Ketelmeer và Vossemeer                                               | 39              |
| Krammer-Volkerak                                                     | 64.5            |
| Lauwersmeer                                                          | 58              |
| Leekstermeergebied                                                   | 14.5            |
| Markermeer                                                           | 610             |
| Naardermeer                                                          | 7.52            |
| Oostelijke Vechtplassen                                              | 45              |
| Oosterschelde & Markiezaatmeer                                       | 380             |
| Oostvaardersplassen                                                  | 56              |
| Oudegaasterbrekken                                                   | 8.5             |
| Rottige Meenthe                                                      | 11.3            |
| Sneekermeer / Goengarijpsterpoelen / Terkaplester-poelen và Akmarijp | 23              |
| Veerse Meer                                                          | 25.75           |
| Veluwemeer                                                           | 31.5            |
| Voordelta                                                            | 900             |
| Voornes Duin                                                         | 15              |
| Frisian Islands, Coastline of the North Sea, Breehaart               | 1,350           |
| Biển Wadden                                                          | 2.499,98        |
| Weerribben                                                           | 34              |
| Western Scheldt en Verdronken Land van Saeftinge                     | 195             |
| Wolderwijd en Nuldernauw                                             | 26              |
| Zoommeer                                                             | 11.75           |
| Zuidlaardermeer                                                      | 21              |
| Zwanenwater                                                          | 6               |
| Zwarte Meer                                                          | 20.5            |

### Rumani

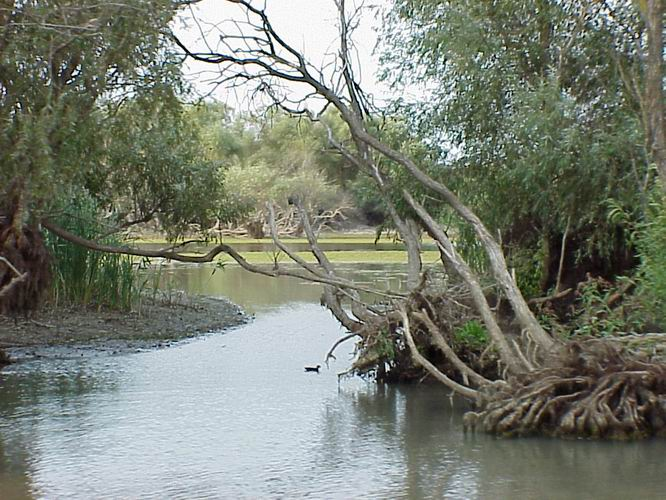
Đồng bằng châu thổ sông Donau, khu Ramsar và Di sản thế giới của Rumani.

| Tên                                | Diện tích (km²) |
| ---------------------------------- | --------------- |
| Bistret                            | 274,82          |
| Blahnita                           | 452,86          |
| Borcea Arm                         | 215,29          |
| Calafat-Ciuperceni-Danube          | 292,06          |
| Canaralele de la Horsova           | 74,06           |
| Công viên tự nhiên Comana          | 249,63          |
| Đồng bằng châu thổ sông Donau      | 6.470           |
| Quần đảo Danube-Bugeac-Iortmac     | 828,32          |
| Khu phức hợp ao cá Dumbrăviţa      | 4,14            |
| Công viên tự nhiên Iron Gates      | 1.156,66        |
| Hợp lưu sông Jiu-Danube            | 198             |
| Hồ Calarasi                        | 50,01           |
| Hồ Techirghiol                     | 14,62           |
| Công viên ngập nước tự nhiên Mureş | 171,66          |
| Old Danube-Macin Arm               | 267,92          |
| Hợp lưu sông Olt-Danube            | 466,23          |
| Đầm lầy Poiana Stampei             | 6,40            |
| Đảo nhỏ Braila                     | 175,86          |
| Suhaia                             | 195,94          |

### Séc
| Tên                            | Diện tích (km²) |
| ------------------------------ | --------------- |
| Krkonošská rašeliniště         | 2.3             |
| Lednické rybníky               | 6.5             |
| Litovelské pomoraví            | 51.22           |
| Mokřad dolního Podyjí          | 115             |
| Mokřady Liběchovky a Pšovky    | 3.5             |
| Novozámecký a Břehyňský rybník | 9.23            |
| Podzemní Punkva                | 15.71           |
| Poodří                         | 54.50           |
| Třeboňská rašeliniště          | 1.1             |
| Třeboňské rybníky              | 101.65          |
| Šumavská rašeliniště           | 63.71           |

### Serbia
| Tên                       | Diện tích km² |
| ------------------------- | ------------- |
| Labudovo Okno             | 37,33         |
| Hồ Ludaš                  | 5,93          |
| Đầm lầy Obedska           | 175,01        |
| Peštersko                 | 34,55         |
| Slano Kopovo              | 9,76          |
| Stari Begej - Carska Bara | 17,67         |

### Síp
| Tên                                   | Diện tích (km²) |
| ------------------------------------- | --------------- |
| Akrotiri (Lãnh thổ hải ngoại của Anh) | 21,71           |
| Hồ muối Larnaca                       | 15,85           |

### Slovakia

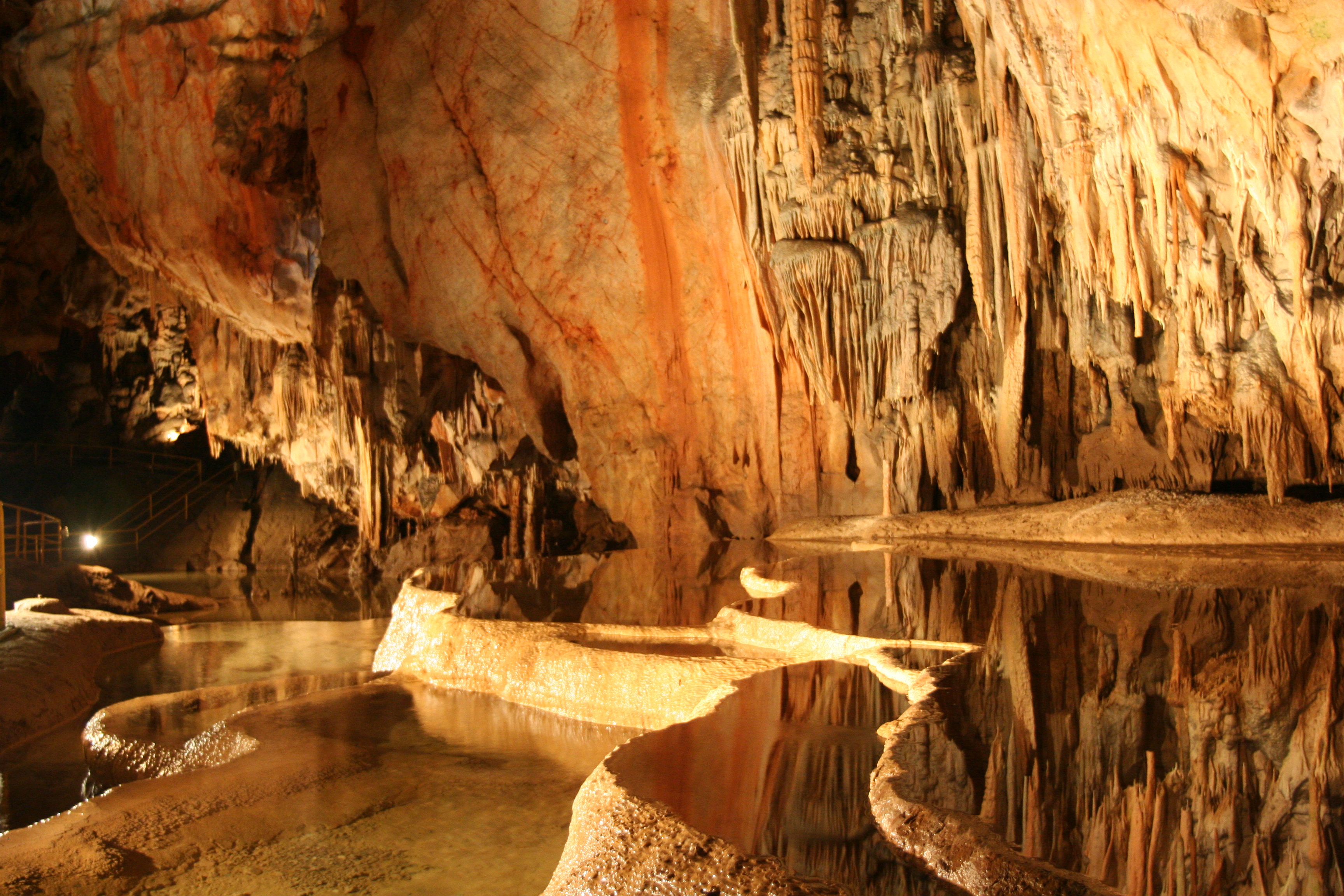
Hang Domica, Slovakia.

| Tên                                   | Diện tích (km²) |
| ------------------------------------- | --------------- |
| Các hang động tại Thung lũng Demänova | 14,48           |
| Domica                                | 6,22            |
| Dunajské luhy                         | 144,88          |
| Latorica                              | 44,05           |
| Moravské luhy                         | 53,8            |
| Sông Orava và các nhánh sông của nó   | 8,65            |
| Đầm lầy Parížske                      | 1,84            |
| Poiplie                               | 4,11            |
| Thung lũng sông Rudava                | 5,6             |
| Ao cá Senné                           | 4,25            |
| Šúr                                   | 11,37           |
| Sông Tisa                             | 7,35            |
| Vùng đất ngập nước Turiec             | 7,5             |
| Vùng đất ngập nước lưu vực sông Orava | 92,87           |

### Slovenia
| Tên                             | Diện tích km² |
| ------------------------------- | ------------- |
| Hồ Cerknica và các vùng lân cận | 72,50         |
| Chảo muối Sečovlje              | 6,5           |
| Các hang Škocjan                | 3,05          |

### Thổ Nhĩ Kỳ
| Tên                           | Diện tích (km²) |
| ----------------------------- | --------------- |
| Đầm phá Akyatan               | 147             |
| Đồng bằng châu thổ sông Gediz | 149             |
| Đồng bằng sông Göksu          | 150             |
| Đồng bằng châu thổ Kizilirmak | 217             |
| Kizören Obrouk                | 1,27            |
| Hồ Burdur                     | 248             |
| Hồ Kus                        | 204             |
| Hồ Kuyucuk (Kuyucuk Gölü)     | 4,16            |
| Hồ Seyfe (Seyfe Gölü)         | 107             |
| Hồ Uluabat                    | 199             |
| Meke Maar                     | 2,02            |
| Đầm lầy Sultan                | 172             |
| Đầm phá Yumurtalik            | 198,53          |

### Thụy Điển
| Tên                                     | Diện tích (km²) |
| --------------------------------------- | --------------- |
| Aloppkölen - Köpmankölen                | 201             |
| Ånnsjön                                 | 110             |
| Asköviken - Sörfjärden                  | 122             |
| Åsnen                                   | 168             |
| Quần đảo Blekinge                       | 125             |
| Dalälven - Färnebofjärden               | 173             |
| Dättern                                 | 40,1            |
| Dumme mosse                             | 33,5            |
| Emån                                    | 15,8            |
| Falsterbo - Foteviken                   | 75,3            |
| Fylleån                                 | 9,1             |
| Gammelstadsviken                        | 4,36            |
| Khu bảo tồn thiên nhiên Getterön        | 4,5             |
| Bờ biển phía Đông Gotland               | 49              |
| Helgeån                                 | 80,5            |
| Hjälstaviken                            | 7,7             |
| Hornborgasjön                           | 65,1            |
| Hovran cùng môi trường xung quanh       | 48,6            |
| Kallgate - Hejnum                       | 16,5            |
| Kilsviken                               | 90,9            |
| Klingavälsån - Krankesjön               | 39,7            |
| Komosse                                 | 40,7            |
| Kvismaren                               | 7,8             |
| Laidaure                                | 41,5            |
| Cửa biển Lundåkra                       | 19,8            |
| Mörrumsån - Pukavik                     | 27,4            |
| Mossaträsk - Stormyran                  | 9,5             |
| Cửa sông Göta                           | 72,1            |
| Bờ biển phía Đông Öland                 | 84,6            |
| Oldflån - Flån                          | 101             |
| Östen                                   | 10,1            |
| Ottenby                                 | 16,1            |
| Persöfjärden                            | 33,2            |
| Sjaunja                                 | 1.886           |
| Skälderviken                            | 13,5            |
| Nam Bråviken                            | 36,1            |
| Stigfjorden                             | 69,4            |
| Quần đảo ngoài khơi Stockholms          | 150             |
| Vườn quốc gia Store Mosse và Hồ Kävsjön | 75,8            |
| Storkölen                               | 70,4            |
| Sulsjön - Sulån                         | 3,5             |
| Svartån tại Västmanland                 | 22,3            |
| Tåkern                                  | 56,5            |
| Tärnasjön                               | 118             |
| Tavvavuoma                              | 287             |
| Tjålmejaure - Laisdalen                 | 214             |
| Tönnersjöheden - Årshultsmyren          | 123             |
| Träslövsläge - Morups Tånge             | 19,9            |
| Tysjöarna                               | 4,1             |
| Đồng bằng châu thổ sông Ume             | 10,4            |
| Tây Roxen                               | 41,7            |

### Thụy Sĩ

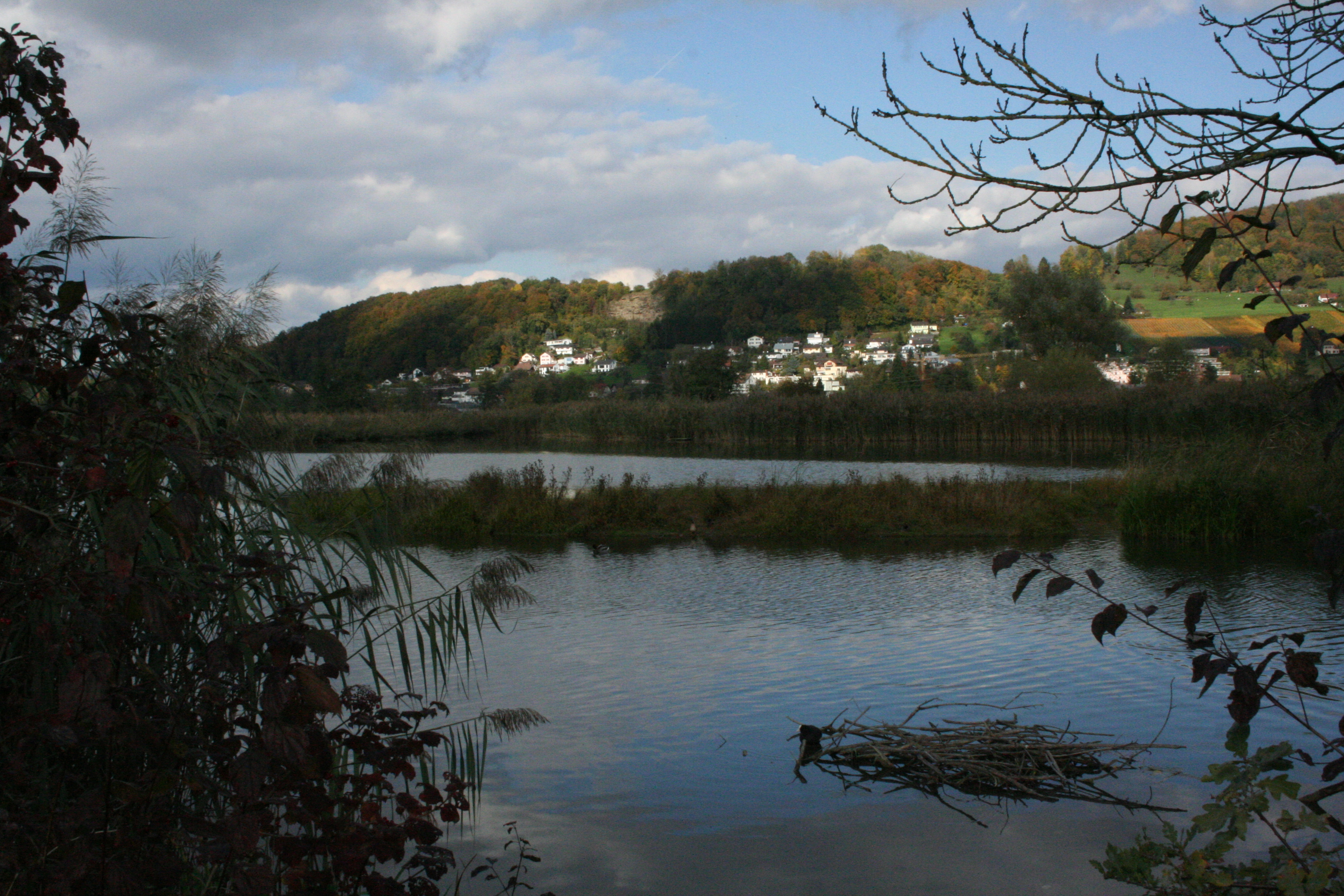
Hồ chứa nước Klingnauer ở Thụy Sĩ.

| Tên                                 | Diện tích (km²) |
| ----------------------------------- | --------------- |
| Bolle di Magadino                   | 7               |
| Cudrefin                            | 12              |
| Kaltbrunner Riet                    | 1,5             |
| Hồ chứa Klingnauer                  | 3,6             |
| Sông Rhône tại Allondon và La Laire | 20              |
| Les Grangettes                      | 3,3             |
| Hồ chứa Niederried                  | 3,0             |
| Bờ Nam của Hồ Neuchâtel             | 17              |

### Vương quốc Liên hiệp Anh và Bắc Ireland
Lãnh thổ phụ thuộc hoàng gia Anh
Xem thêm: Guernsey, Đảo Man, Jersey

## Châu Đại Dương

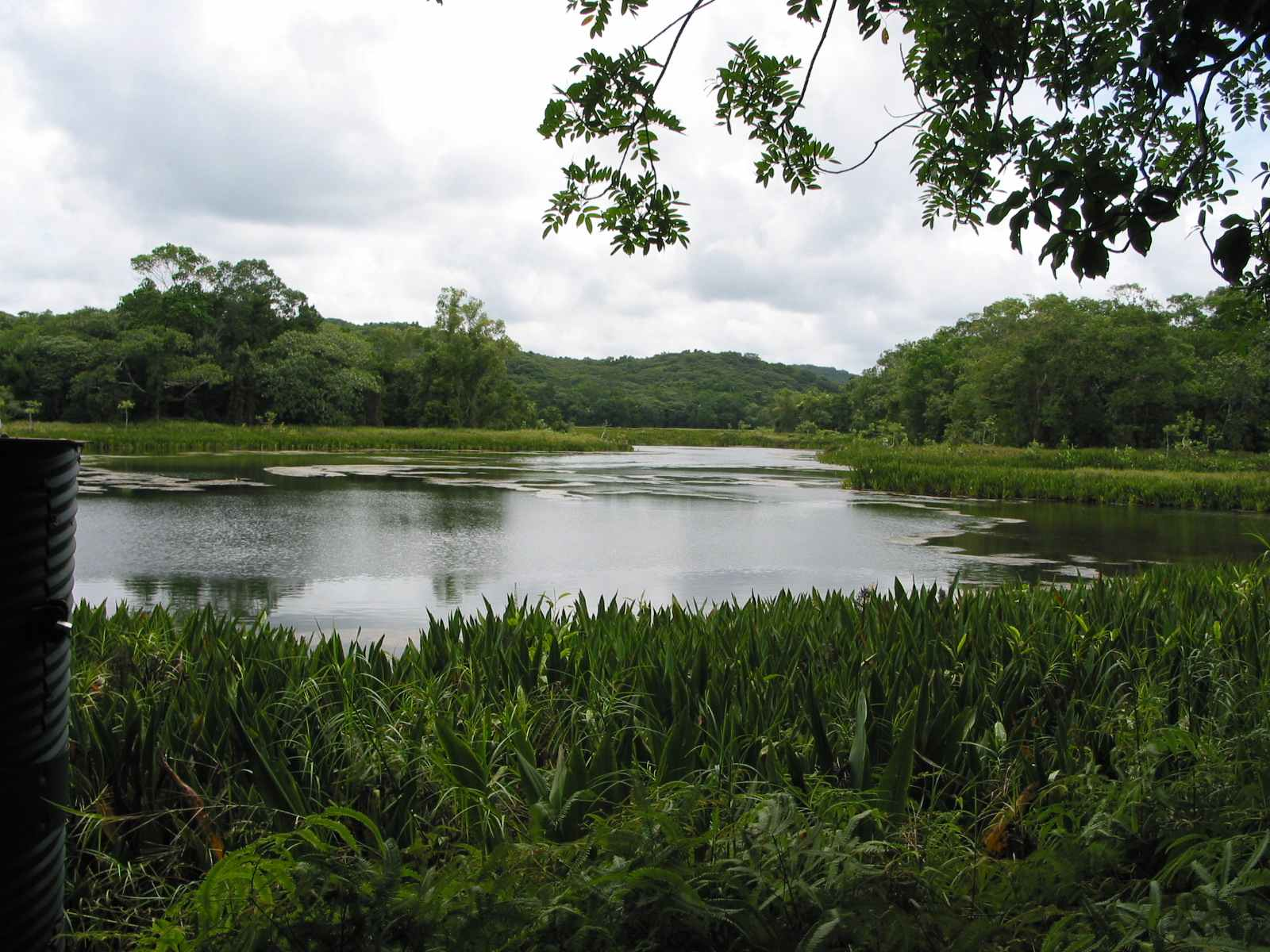
Hồ Ngardok, Palau.

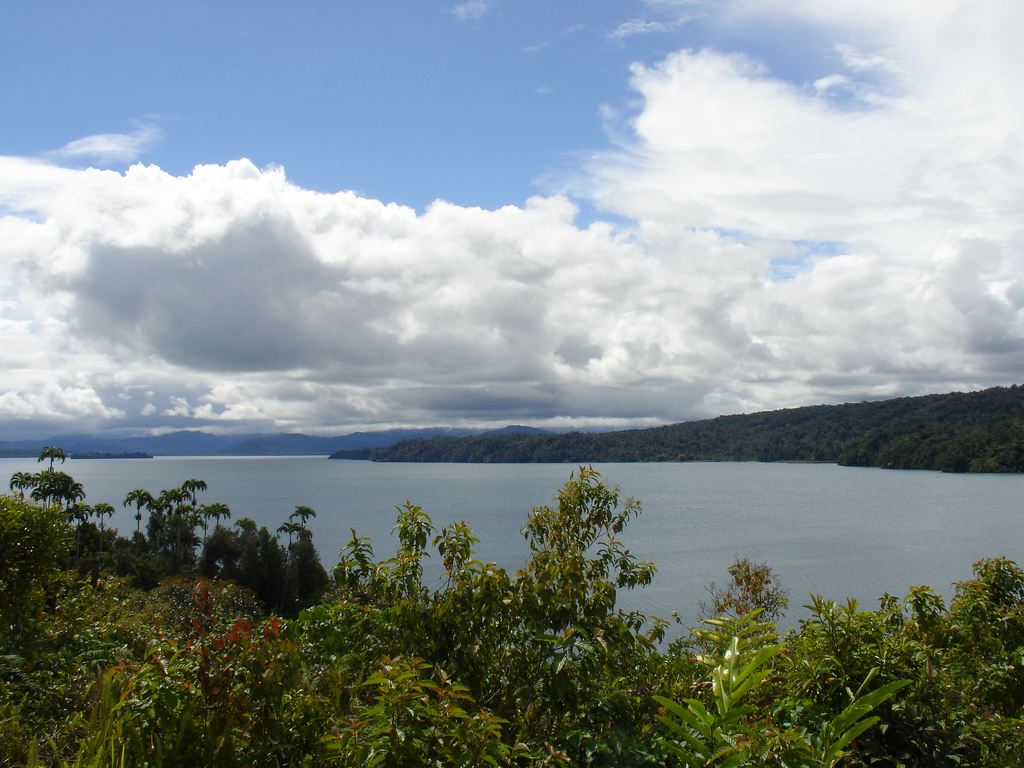
Hồ Kutubu, Papua New Guinea.

### Fiji
| Tên                      | Diện tích (km²) |
| ------------------------ | --------------- |
| Khu bảo tồn Thượng Navua | 6,15            |

### Quần đảo Marshall
| Tên                           | Diện tích (km²) |
| ----------------------------- | --------------- |
| Khu bảo tồn đảo san hô Jaluit | 690             |
| Đảo san hô Namdrik            | 111,9           |

### New Zealand
| Tên                                   | Diện tích (km²) |
| ------------------------------------- | --------------- |
| Mũi đất Farewell Spit                 | 94,27           |
| Vịnh Firth của Thames                 | 78              |
| Vùng đất ngập nước Kopuatai Peat Dome | 96,65           |
| Cửa sông Manawatu                     | 2               |
| Khu dữ trữ vùng đất ngập nước Waituna | 35,56           |
| Vùng đất ngập nước Whangamarino       | 56,9            |

### Palau
| Tên        | Diện tích (km²) |
| ---------- | --------------- |
| Hồ Ngardok | 4,93            |

### Papua New Guinea
| Tên                                 | Diện tích (km²) |
| ----------------------------------- | --------------- |
| Hồ Kutubu                           | 49,24           |
| Khu bảo tồn động vật hoang dã Tonda | 5.900           |

### Samoa
| Tên                       | Diện tích (km²) |
| ------------------------- | --------------- |
| Vườn quốc gia Hồ Lanoto’o | 4,70            |

## Bắc Mỹ

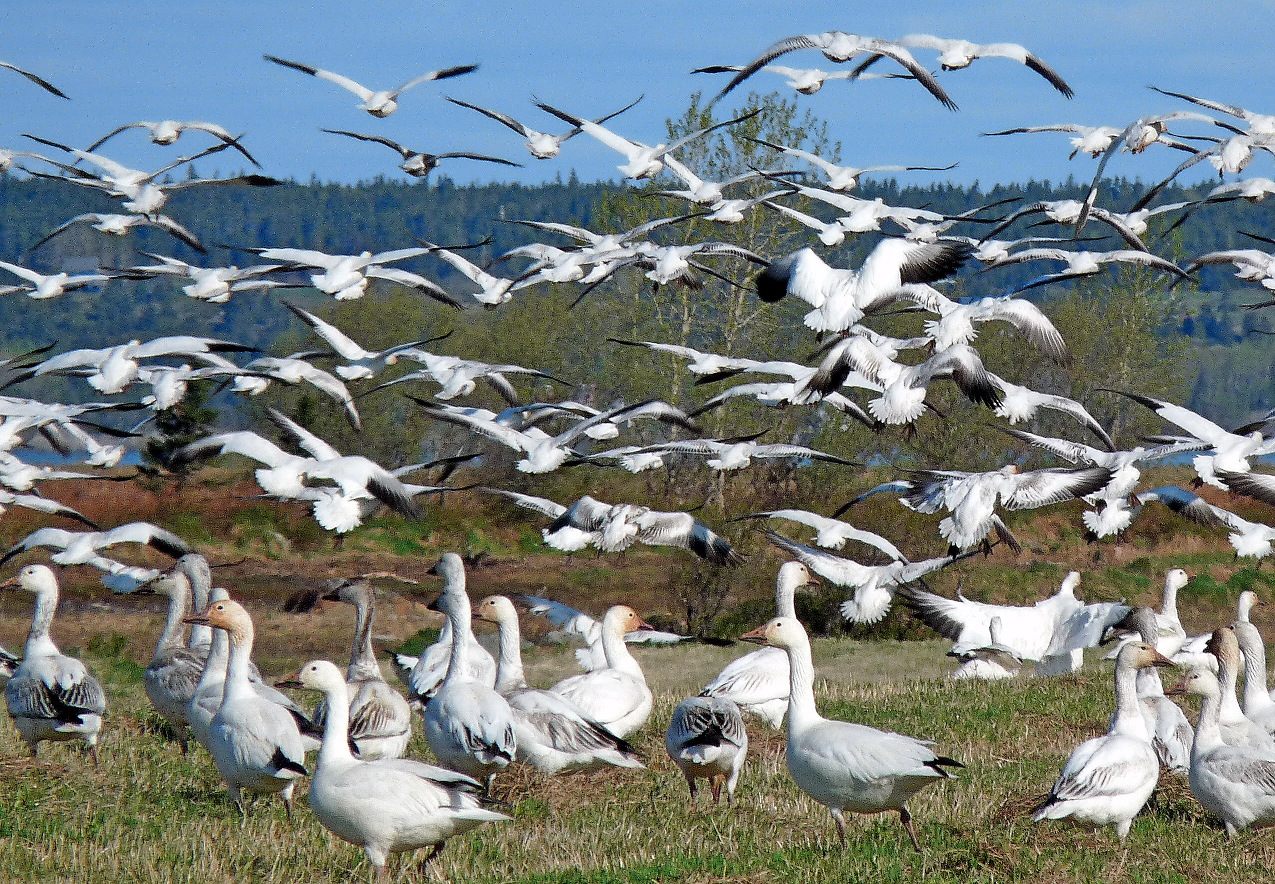
Ngỗng trắng tại Baie de l'Isle-Verte, Canada.

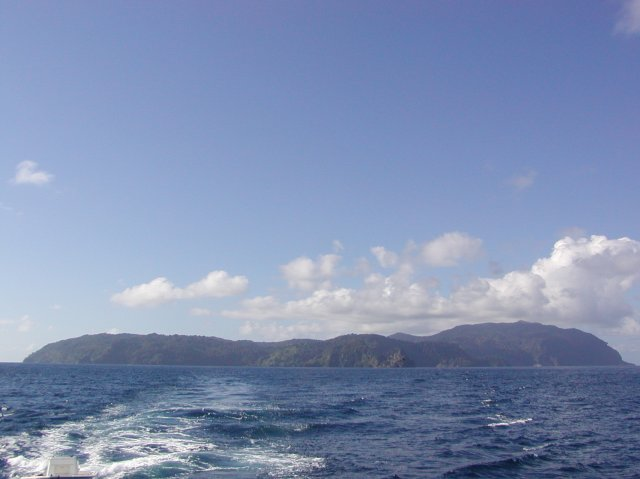
Đảo Cocos, Costa Rica.

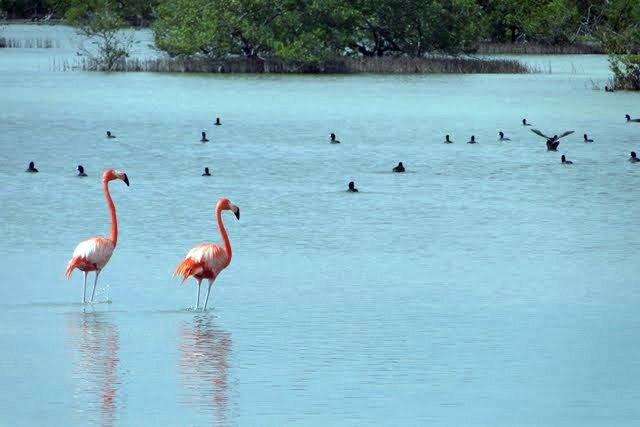
Những con hồng hạc tại vùng Đầm lầy Zapata, Cuba.

### Antigua và Barbuda
| Tên                | Diện tích (km²) |
| ------------------ | --------------- |
| Đầm phá Codrington | 36              |

### Bahamas
| Tên                  | Diện tích (km²) |
| -------------------- | --------------- |
| Vườn quốc gia Inagua | 326             |

### Barbados
| Tên                 | Diện tích (km²) |
| ------------------- | --------------- |
| Đầm lầy Graeme Hall | 0.33            |

### Belize
| Tên                                        | Diện tích (km²) |
| ------------------------------------------ | --------------- |
| Khu bảo tồn động vật hoang dã Crooked Tree | 66              |
| Vườn quốc gia Sarstoon-Temash              | 170             |

### Canada
| Tên                                              | Diện tích (km²) |
| ------------------------------------------------ | --------------- |
| Alaksen                                          | 6               |
| Vùng đất ngập nước Baie de l'Isle-Verte          | 22              |
| Hồ Beaverhill                                    | 181             |
| Cap Tourmente                                    | 24              |
| Vịnh Chignecto                                   | 10              |
| Khu quản lý động vật hoang dã Thung lũng Creston | 70              |
| Đồng bằng Marsh                                  | 230             |
| Khu bảo tồn chim Dewey Soper Migratory           | 8.159           |
| Cửa sông Grand Codroy                            | 9               |
| Các hồ Hay-Zama                                  | 500             |
| Hồ Saint-François                                | 23              |
| Hồ Saint-Pierre                                  | 120             |
| Hồ Last Mountain                                 | 156             |
| Long Point                                       | 137             |
| Vịnh Malpeque                                    | 244             |
| Vùng đất ngập nước Mary's Point                  | 12              |
| Vịnh Matchedash                                  | 18              |
| Khu bảo tồn Chim di trú Sông McConnell           | 328             |
| Khu bảo tồn Mer Bleue                            | 33              |
| Vùng đất ngập nước Minesing                      | 60              |
| Bến cảng Musquodoboit                            | 19              |
| Oak Hammock Marsh                                | 36              |
| Old Crow Flats                                   | 6.170           |
| Đồng bằng Peace-Athabasca                        | 3.213           |
| Vườn quốc gia Point Pelee                        | 16              |
| Đèo Polar Bear                                   | 2.624           |
| Công viên tỉnh Polar Bear                        | 24.087          |
| Khu bảo tồn Chim di trú Vịnh Queen Maud          | 62.782          |
| Các hồ Quill                                     | 635             |
| Vùng đất thấp Rasmussen                          | 3.000           |
| Vịnh Shepody                                     | 122             |
| Southern Bight–Lưu vực sông Minas                | 268             |
| Vịnh Southern James (Sông Moose & Vịnh Hannah)   | 253             |
| St. Clair                                        | 2               |
| Đầm phá Tabusintac và cửa sông                   | 50              |
| Phạm vi Whooping Crane Summer                    | 16.895          |

### Costa Rica
| Tên                                          | Diện tích (km²) |
| -------------------------------------------- | --------------- |
| Khu bảo vệ hoang dã Caño Negro               | 99,69           |
| Hồ Arenal                                    | 672,96          |
| Gandoca-Manzanillo                           | 94,45           |
| Vùng đất ngập nước đông bắc vùng biển Caribe | 753,10          |
| Vùng đất ngập nước Laguna Maquenque          | 596,92          |
| Đảo Cocos                                    | 996,23          |
| Đầm phá Respringue                           | 0,75            |
| Đầm lầy ngập mặn Potrero Grande              | 1,39            |
| Palo Verde                                   | 245,19          |
| Tamarindo                                    | 5               |
| Terraba-Sierpe                               | 306,54          |
| Vùng đầm lầy Talamanca                       | 1.925,20        |

### Cuba
| Tên                                      | Diện tích (km²) |
| ---------------------------------------- | --------------- |
| Đầm lầy Zapata                           | 4.520           |
| Buenavista                               | 3.135           |
| Đầm lầy Nam Lanier trên đảo Juventud     | 1.262           |
| Vùng đầm lầy lớn Norte de Ciego de Ávila | 2.268,75        |
| Vùng đất ngập nước đồng bằng sông Cauto  | 478,36          |
| Vùng ngập nước sông Máximo-Cagüey        | 220             |

### Cộng hòa Dominican
| Tên                                              | Diện tích (km²) |
| ------------------------------------------------ | --------------- |
| Lago Enriquillo                                  | 200             |
| Parque Nacional Manglares del Bajo Yuna          | 77.518          |
| Refugio de Vida Silvestre Laguna Cabral o Rincón | 46              |

### El Salvador
| Tên                                    | Diện tích (km²) |
| -------------------------------------- | --------------- |
| Khu bảo tồn thiên nhiên Laguna Jocotal | 44,79           |
| Vịnh Jiquilisco                        | 635             |
| Hồ Güija                               | 101,80          |
| Hồ Jaltepeque                          | 494,54          |
| Đập thủy điện Cerrón Grande            | 606,98          |
| Hồ Olomega                             | 75,57           |

### Grenada
| Tên                       | Diện tích (km²) |
| ------------------------- | --------------- |
| Vùng đất ngập nước Levera | 5,18            |

### Jamaica
| Tên                                                             | Diện tích (km²) |
| --------------------------------------------------------------- | --------------- |
| Sông Đen                                                        | 57              |
| Khu bảo tồn Sông Mason, Khu Ramsar và khu bảo tồn chim quốc gia | 0,82            |
| Palisadoes – Port Royal                                         | 75,23           |
| Bãi cạn và vùng đất ngập nước Portland Bight                    | 245,42          |

### Nicaragua
| Tên                                                  | Diện tích (km²) |
| ---------------------------------------------------- | --------------- |
| Miskitos Cays và dải đất ven biển Immediata          | 850             |
| Đồng bằng châu thổ Estero Real và Llanos de Apacunca | 817             |
| Đầm phá Apanás-Asturias                              | 54,15           |
| Los Guatuzos                                         | 437,5           |
| Khu bảo tồn Vida Silvestre Río San Juan              | 430             |
| Hệ thống đất ngập nước Bahía de Bluefields           | 865,01          |
| Hệ thống đất ngập nước San Miguelito                 | 434,75          |
| Hệ thống các hồ Playitas-Moyúa-Tecomapa              | 11,61           |
| Hệ thống đầm phá Tisma                               | 168,5           |

### Panama
| Tên                                                            | Diện tích (km²) |
| -------------------------------------------------------------- | --------------- |
| Bahía de Panamá                                                | 489,19          |
| Vịnh Montijo                                                   | 807,65          |
| Vùng đất ngập nước có tầm quan trọng quốc tế Damani-Guariviara | 240,89          |
| Punta Patiño                                                   | 138,05          |
| San San-Pond Sak                                               | 164,14          |

### Paraguay
| Tên                                         | Diện tích (km²) |
| ------------------------------------------- | --------------- |
| Khu bảo tồn và Vườn quốc gia Estero Milagro | 250             |
| Vườn quốc gia Ypoá                          | 1,000           |
| Đầm phá Chaco Lodge                         | 25              |
| Đầm phá Teniente Rojas Silva                | 84,7            |
| Khu bảo tồn và Vườn quốc gia Sông Negro     | 3.700           |
| Vườn quốc gia Tinfunque                     | 2.800           |

### Saint Lucia
| Tên                   | Diện tích (km²) |
| --------------------- | --------------- |
| Rừng ngập mặn Mankoté | 0,6             |
| Vịnh Savannes         | 0,25            |

### Trinidad và Tobago
| Tên               | Diện tích (km²) |
| ----------------- | --------------- |
| Rạn san hô Buccoo | 1.287           |
| Đầm lầy Caroni    | 8.398           |
| Đầm lầy Nariva    | 6.234           |

## Nam Mỹ

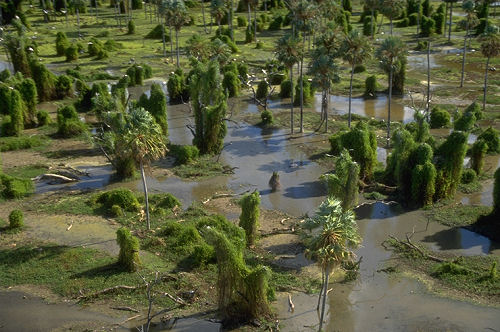
Đầm lầy tại Vườn quốc gia Río Pilcomayo, Argentina.

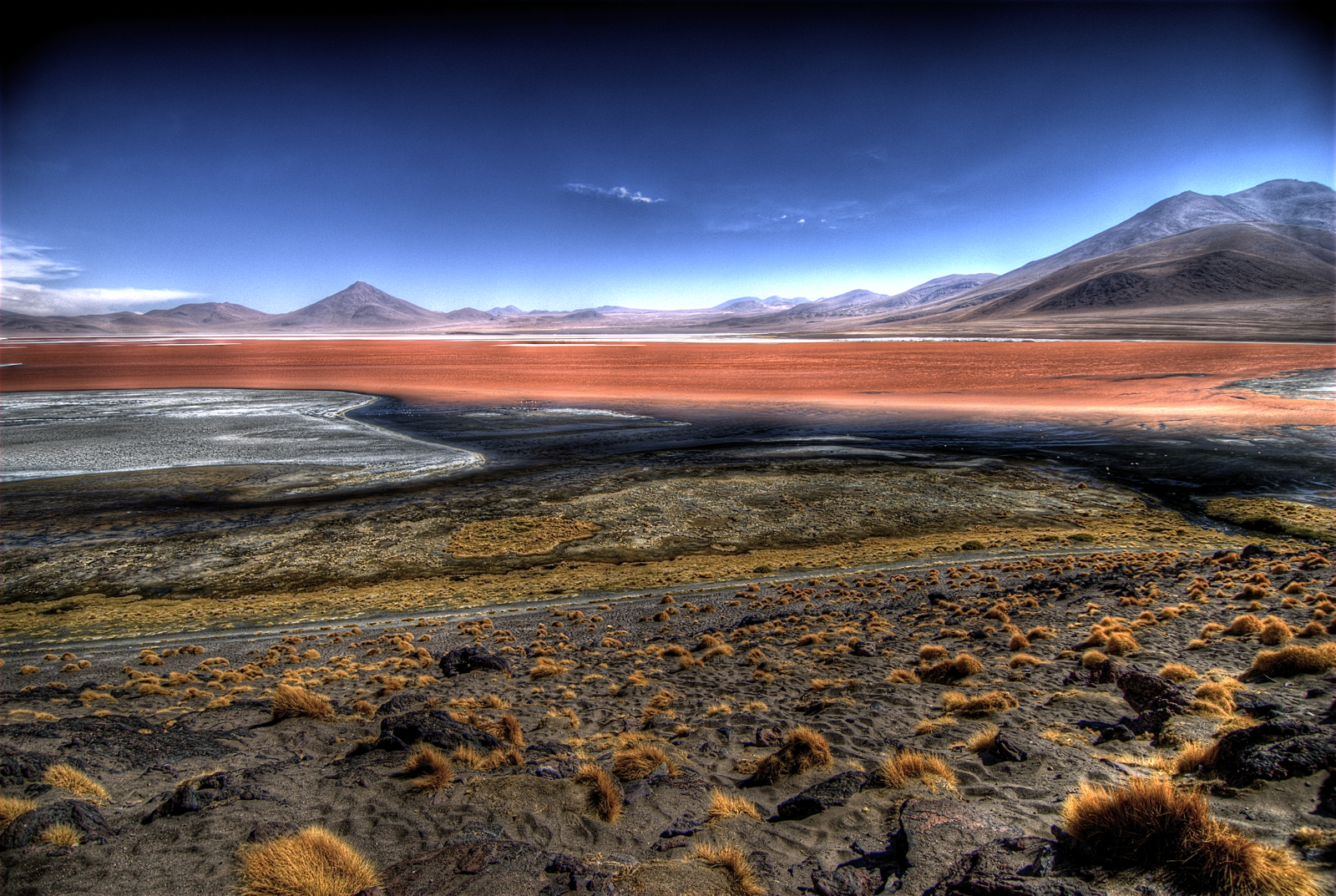
Los Lípez tại Bolivia.

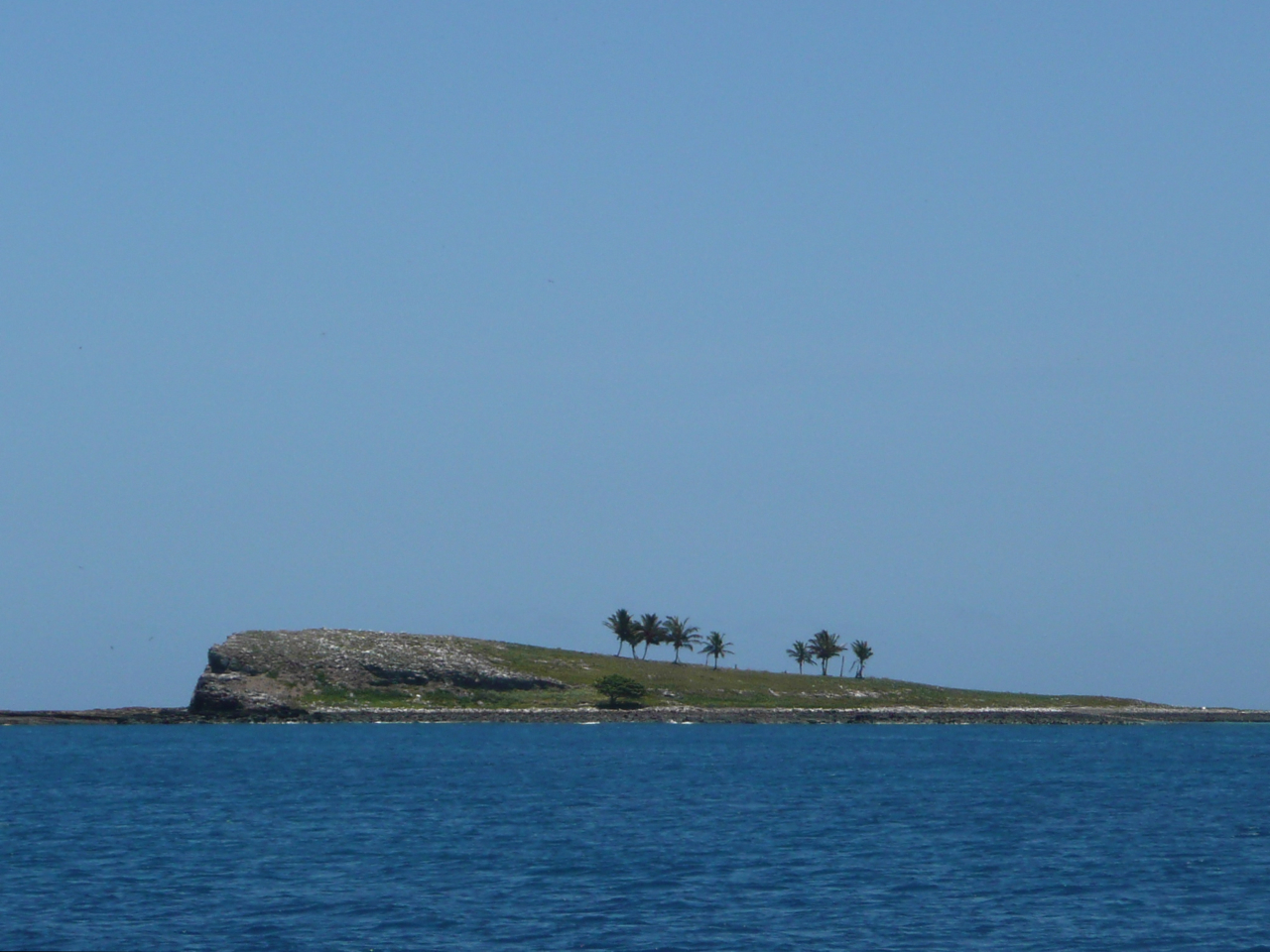
Vườn quốc gia biển Abrolhos, Brasil.

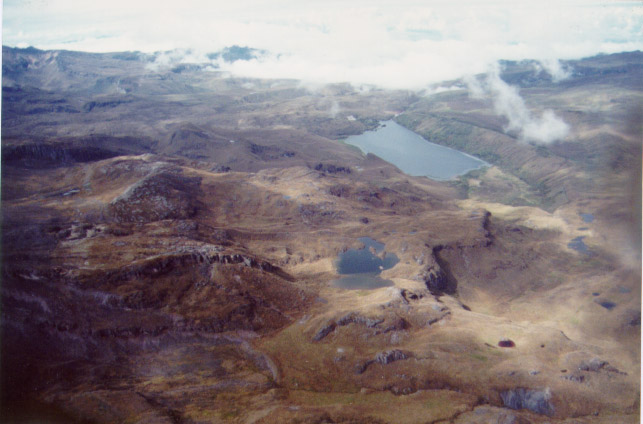
Toàn cảnh vùng Hồ Otún, Colombia.

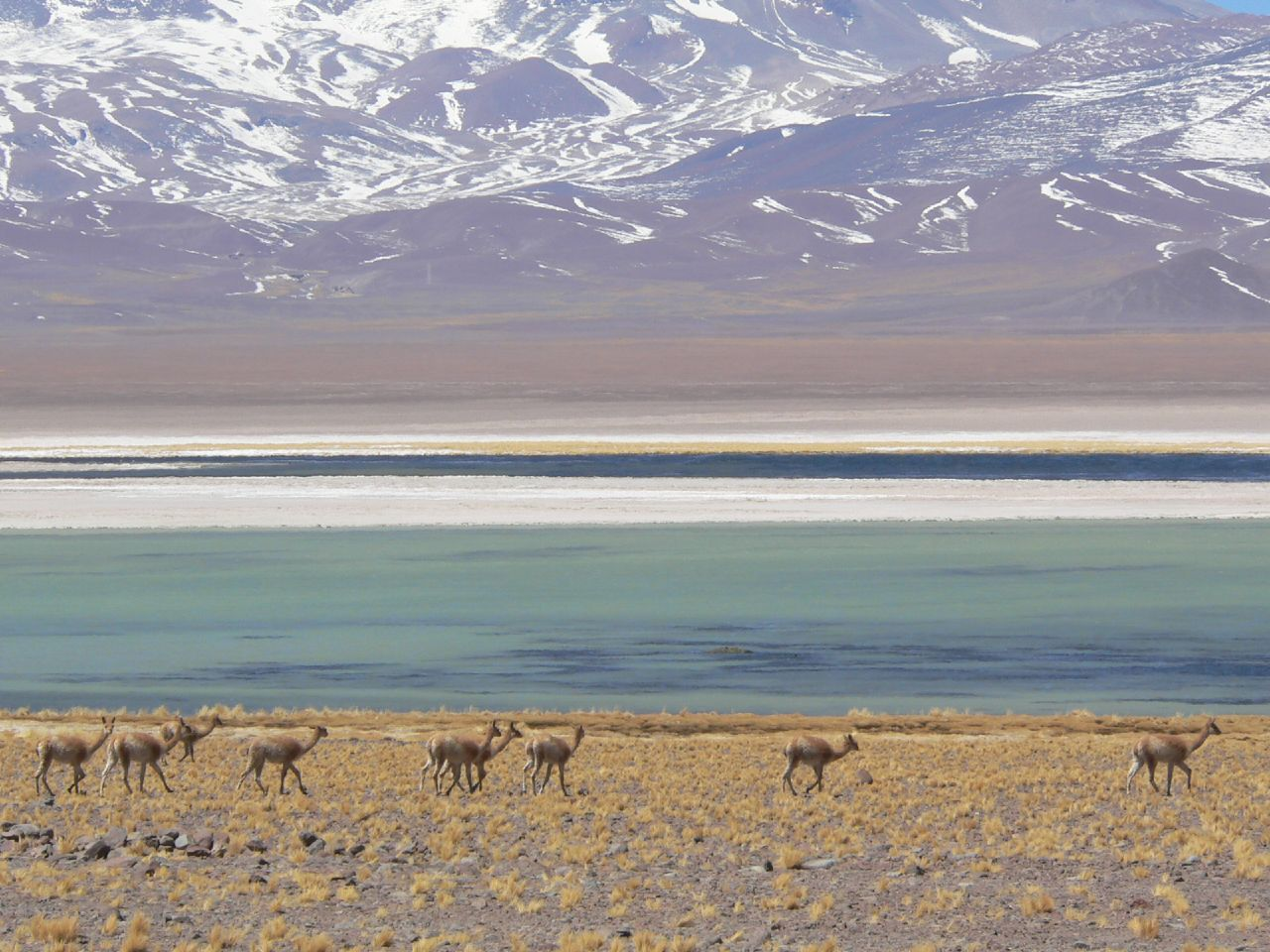
Đầm phá Santa Rosa, Vườn quốc gia Nevado Tres Cruces, Chile.

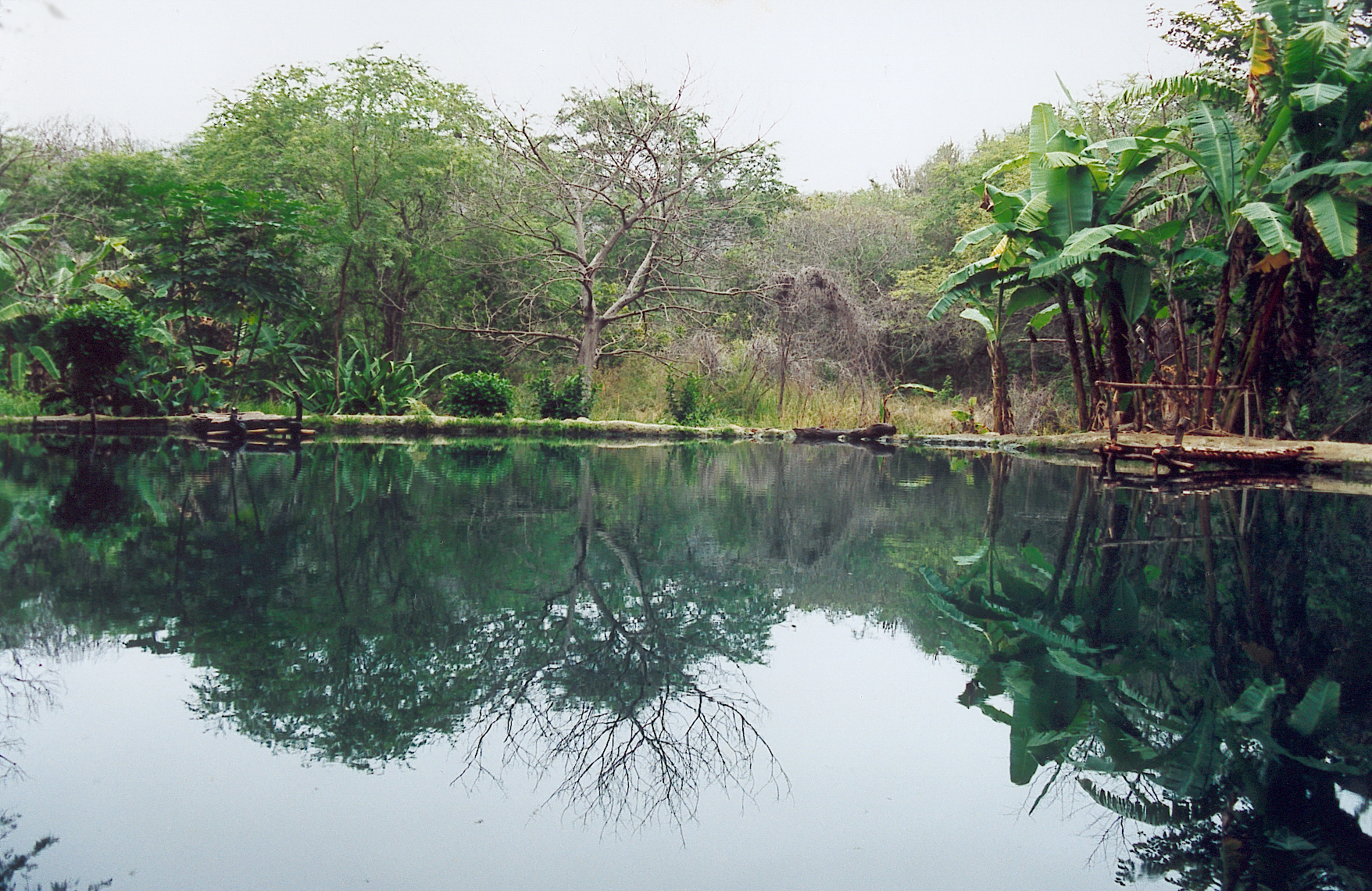
Vùng đầm phá Sulfur, Vườn quốc gia Machalilla, Ecuador.

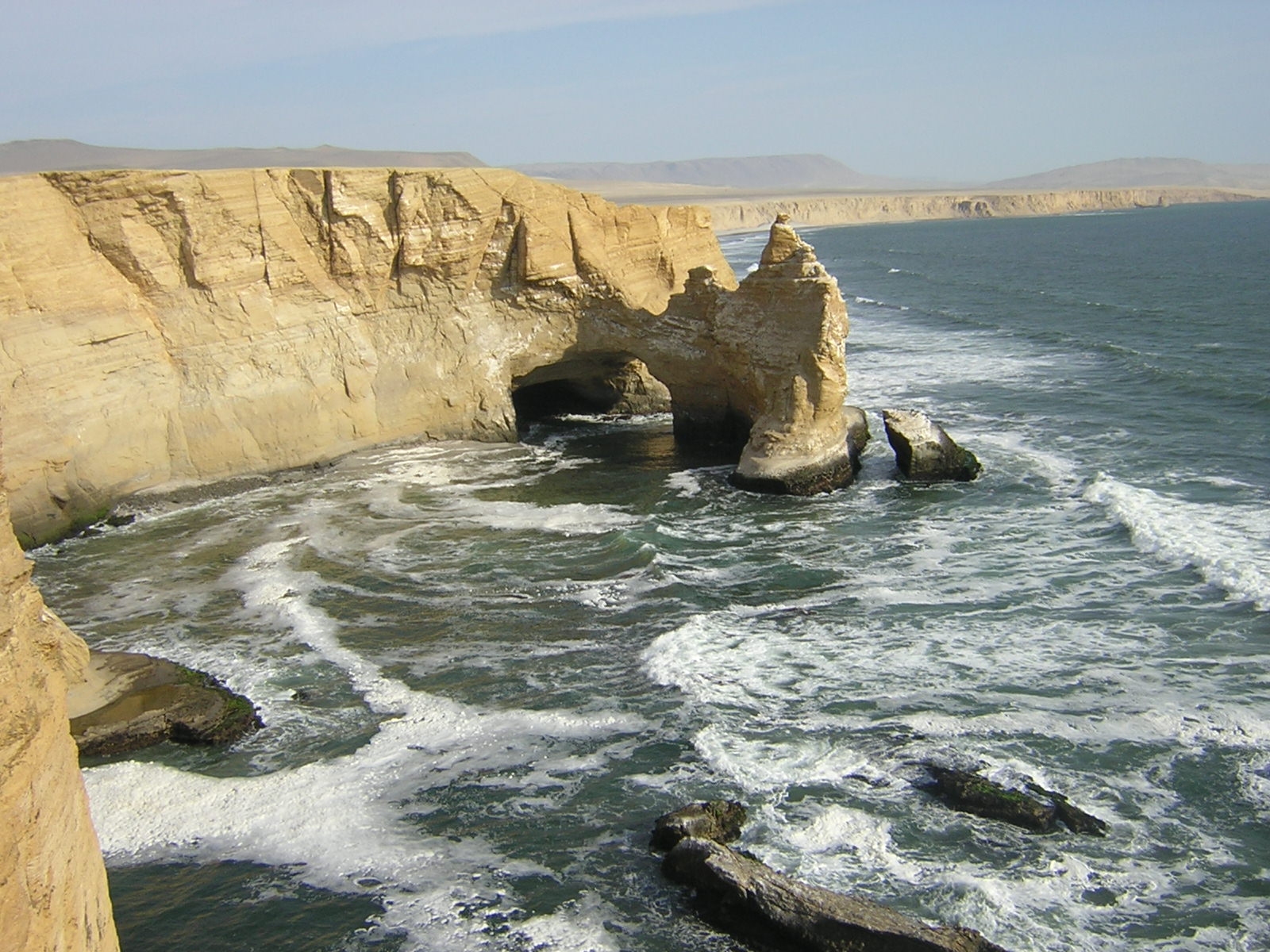
Paracas, Peru.

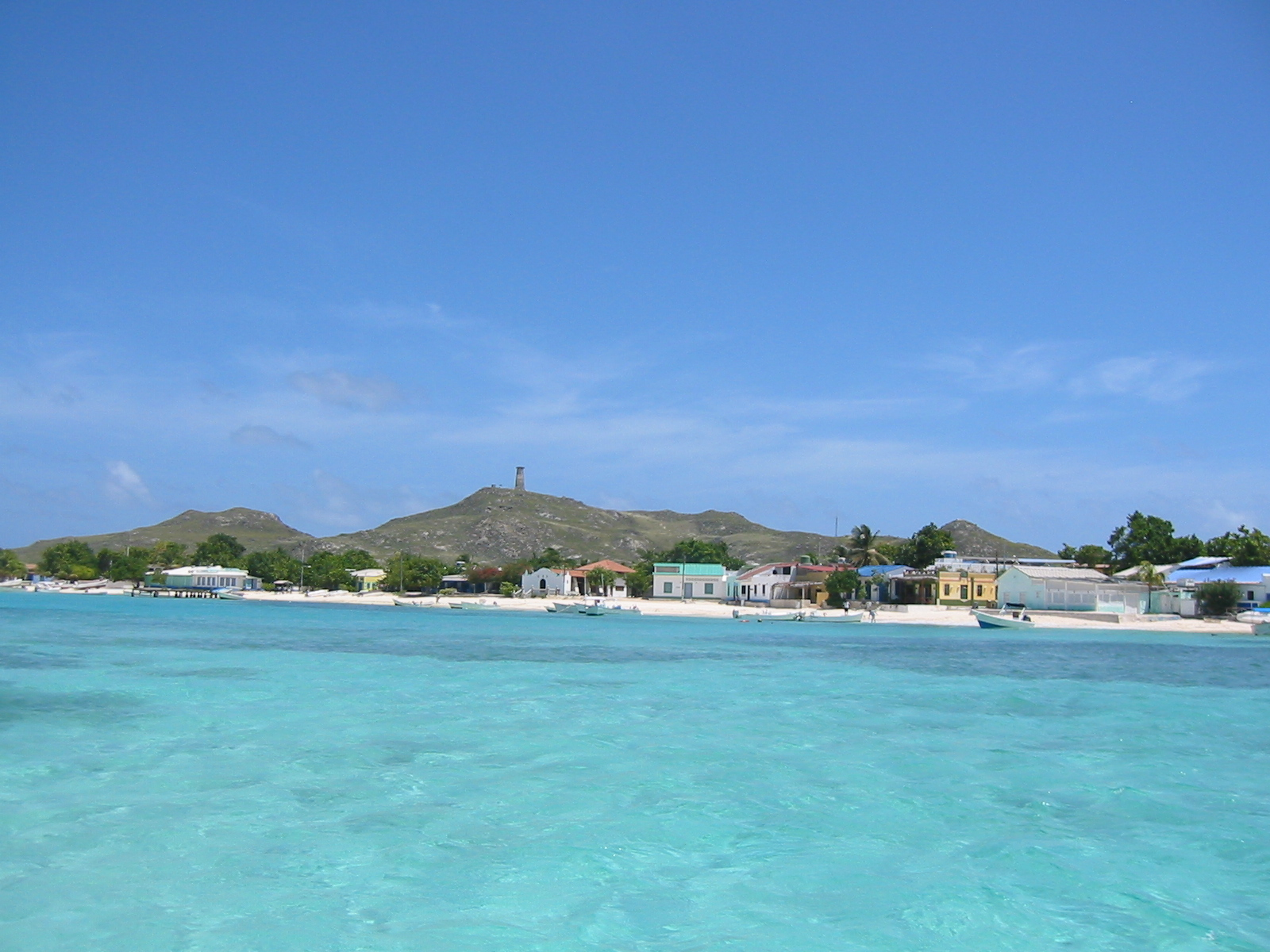
Quần đảo Los Roques, Venezuela.

### Argentina
| Tên                                                    | Diện tích (km²) |
| ------------------------------------------------------ | --------------- |
| Bahía de Samborombón                                   | 2.439,65        |
| Sông Dulce và Đầm lầy Mar Chiquita                     | 9.960           |
| Glaciar Vinciguerra y turberas asociadas               | 27,6            |
| Hồ Melincué                                            | 920             |
| Humedales Chaco                                        | 5.080           |
| Bán đảo Valdés                                         | 426,95          |
| Jaaukanigás                                            | 4.920           |
| Vườn quốc gia Laguna Blanca                            | 112,50          |
| Vùng đất ngập nước Llancanelo                          | 650             |
| Vùng đất ngập nước Pozuelos                            | 162,24          |
| Vùng đất ngập nước Altoandinas và Puneñas de Catamarca | 12.281,75       |
| Vùng đất ngập nước Guanacache, Desaguadero và Bebedero | 9.623,70        |
| Vùng đất ngập nước Vilama                              | 1.570           |
| Vùng đất ngập nước Iberá                               | 245,50          |
| Công viên tỉnh El Tromen                               | 300             |
| Palmar Yatay                                           | 214,50          |
| Khu bảo tồn bờ biển Đại Tây Dương Tierra del Fuego     | 286             |
| Khu bảo tồn sinh thái Costanera Sur                    | 3,53            |
| Khu bảo tồn thiên nhiên Otamendi                       | 30              |
| Khu bảo tồn tỉnh Laguna Brava                          | 4.050           |
| Vườn quốc gia Río Pilcomayo                            | 518,89          |

### Bolivia
| Tên                                          | Diện tích (km²) |
| -------------------------------------------- | --------------- |
| Bañados del Izozog y el río Parapetí         | 6.158,82        |
| Cuenca de Tajzara                            | 55              |
| Hồ Titicaca (Khu vực thuộc lãnh thổ Bolivia) | 8.000           |
| Hồ Poopó và Uru Uru                          | 9.676,07        |
| Đầm phá Concepción                           | 311,24          |
| Vùng đất ngập nước Llanos de Moxos           | 69,000          |
| Los Lípez                                    | 14.277,17       |
| Quần đảo Salinas của San José                | 8.567,54        |
| Pantanal tại Bolivia                         | 31.898,88       |
| Sông Blanco                                  | 24.049,16       |
| Sông Matos                                   | 17.297,88       |
| Khu Ramsar Río Yata                          | 28.132,29       |

### Brasil
| Tên                                                                | Diện tích (km²) |
| ------------------------------------------------------------------ | --------------- |
| Vườn quốc gia biển Abrolhos                                        | 913             |
| Khu vực bảo vệ Baixada Maranhense                                  | 17.750,36       |
| Đảo Bananal                                                        | 5.623,12        |
| Vườn quốc gia Lagoa do Peixe                                       | 344             |
| Khu dự trữ phát triển bền vững Mamirauá                            | 11.240          |
| Vườn quốc gia Pantanal Matogrossense                               | 1.350           |
| Công viên biển bang Manoel Luís, Baixios do Mestre Álvaro và Tarol | 345,56          |
| Reentrancias Maranhenses                                           | 26.809,11       |
| Fazenda Rio Negro                                                  | 70              |
| Khu dự trữ di sản thiên nhiên của SESC tại Pantanal                | 878,71          |
| Vườn bang Rio Doce                                                 | 359,73          |

### Chile
| Tên                                      | Diện tích (km²) |
| ---------------------------------------- | --------------- |
| Vịnh Lomas                               | 589,46          |
| Khu bảo tồn thiên nhiên Carlos Anwandter | 48,77           |
| Khu bảo tồn quốc gia El Yali             | 5,2             |
| Đầm phá Negro Francisco và Santa Rosa    | 624,6           |
| Đài tưởng niệm tự nhiên Salar de Surire  | 158,58          |
| Chảo muối Salar de Tara                  | 54,43           |
| Chảo muối Salar del Huasco               | 60              |
| Khu bảo tồn thiên nhiên Conchalí         | 0,34            |
| Sistema Hidrológico de Soncor            | 50,16           |

### Colombia
| Tên                                                                | Diện tích (km²) |
| ------------------------------------------------------------------ | --------------- |
| Hồ Otún                                                            | 65,79           |
| Châu thổ sông Baudó                                                | 88,88           |
| Đầm phá Cocha                                                      | 390             |
| Hệ thống cửa sông Magdalena, đầm lầy Ciénaga Grande de Santa Marta | 4.000           |
| Hệ thống hồ Chingaza                                               | 40,58           |

### Ecuador
| Tên                      | Diện tích (km²) |
| ------------------------ | --------------- |
| Vườn quốc gia Cajas      | 285,44          |
| Vườn quốc gia Machalilla | 144,3           |

### Peru
| Tên                                         | Area (km²) |
| ------------------------------------------- | ---------- |
| Hồ Salinas                                  | 176,57     |
| Vùng đất ngập nước Abanico của sông Pastaza | 38.273,29  |
| Vùng đất ngập nước Lucre – Huacarpay        | 19,79      |
| Hồ Titicaca (phần lãnh thổ Peru)            | 4.600      |
| Đầm phá Indio – Đập Españoles               | 5,02       |
| Đầm phá Las Arreviatadas                    | 12,50      |
| Rừng ngập mặn San Pedro de Vice             | 33,99      |
| Khu bảo tồn quốc gia Pacaya Samiria         | 20,800     |
| Khu bảo tồn quốc gia Paracas                | 3.350      |
| Khu bảo tồn quốc gia Junin                  | 530        |
| Khu bảo tồn quốc gia Đầm phá Mejía          | 6,91       |
| Khu bảo tồn quốc gia Rừng ngập mặn Tumbes   | 29,72      |
| Khu vực trú ẩn hoang dã Pantanos de Villa   | 2,63       |

### Suriname
| Tên              | Diện tích (km²) |
| ---------------- | --------------- |
| Coppenamemonding | 120             |

### Uruguay
| Tên                                                  | Diện tích (km²) |
| ---------------------------------------------------- | --------------- |
| Vùng đất ngập nước ven biển phía Đông Franja Costera | 4.074,08        |
| Cửa sông Farrapos và các đảo sông Uruguay            | 174,96          |

### Venezuela
| Tên                  | Diện tích (km²) |
| -------------------- | --------------- |
| Quần đảo Los Roques  | 2.132,20        |
| Đầm lầy Los Olivitos | 260             |
| Cuare                | 99,68           |
| Đầm phá Restinga     | 52,48           |
| Đầm phá Tacarigua    | 92              |

## Châu Phi

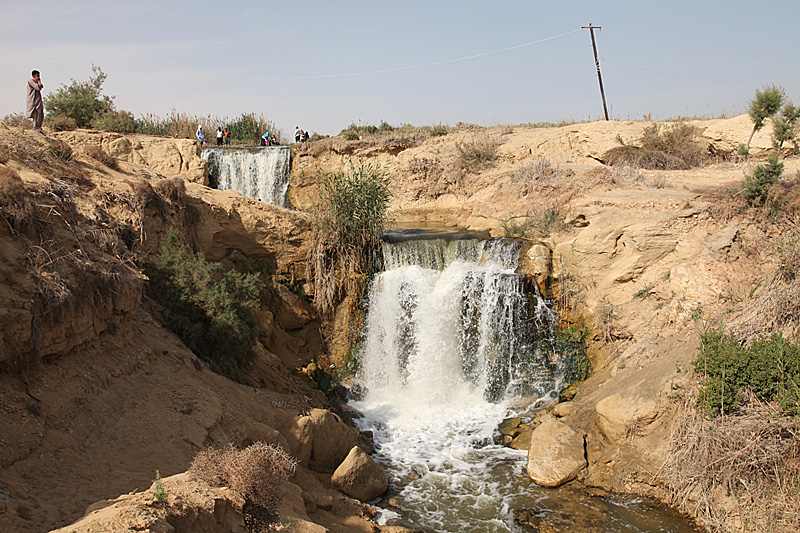
Một thác nước tại Khu bảo tồn Wadi El Rayan, Ai Cập.

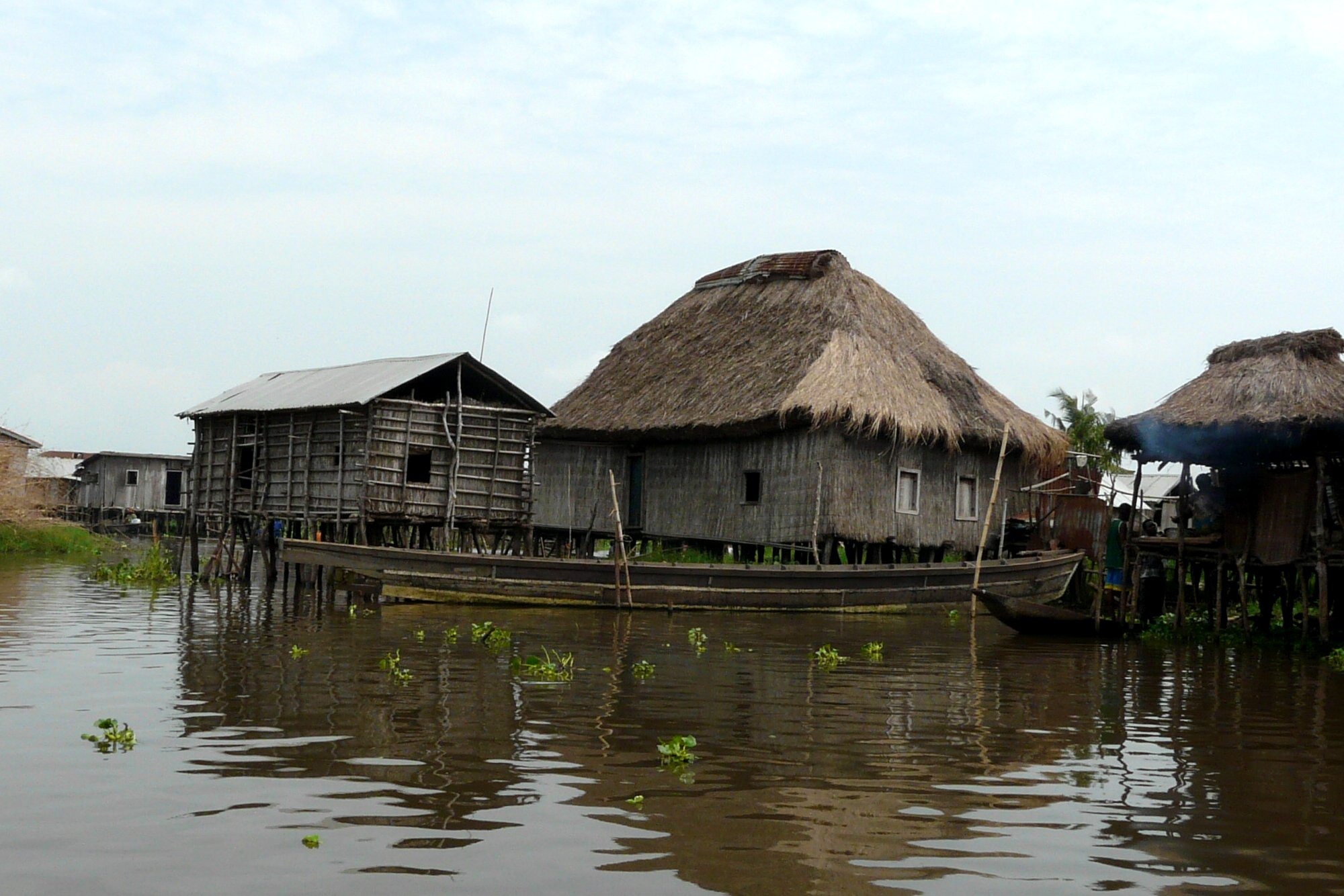
Một ngôi làng trên Hồ Nokoué, Bénin.

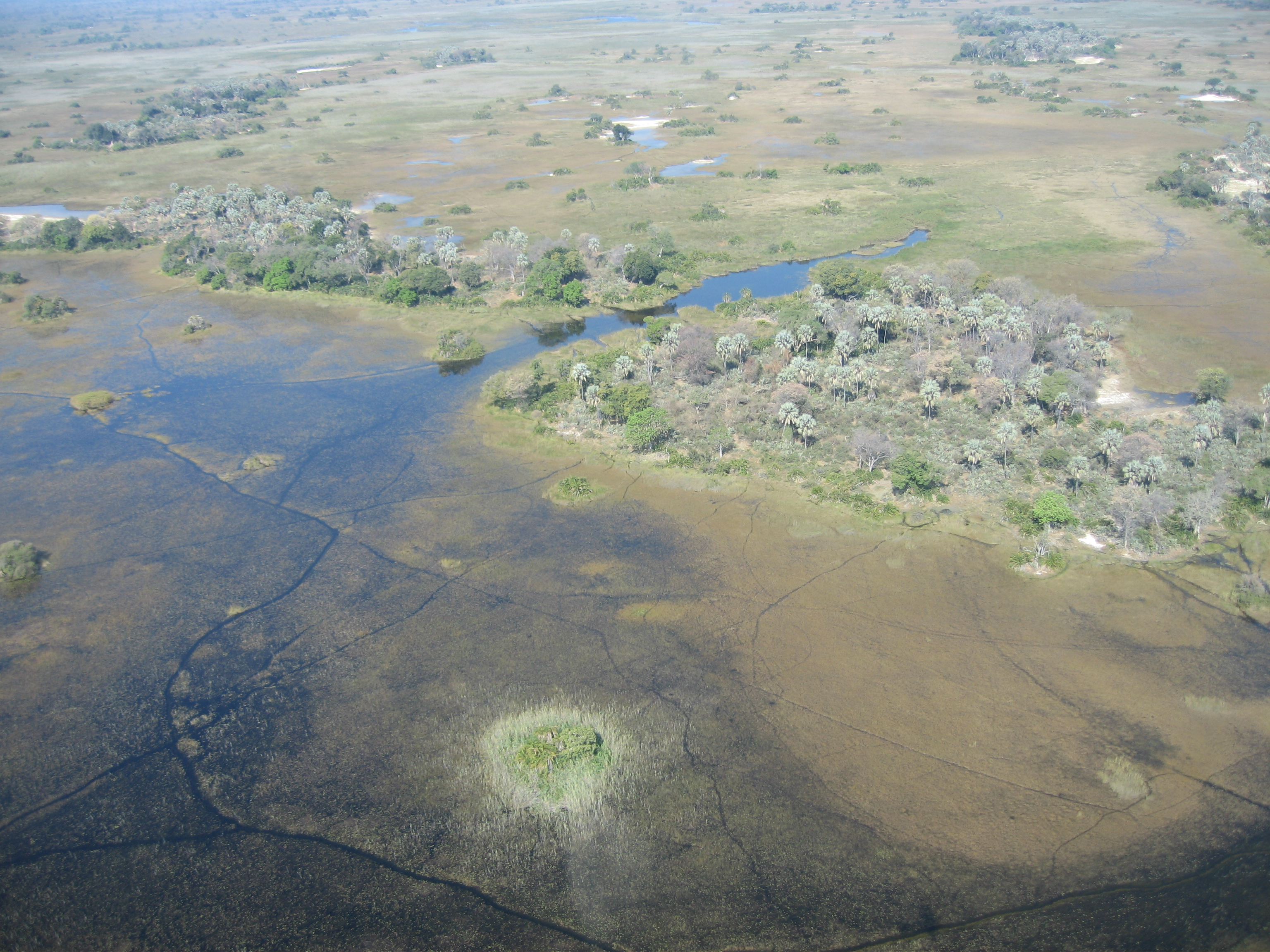
Đồng bằng Okavango, Botswana.

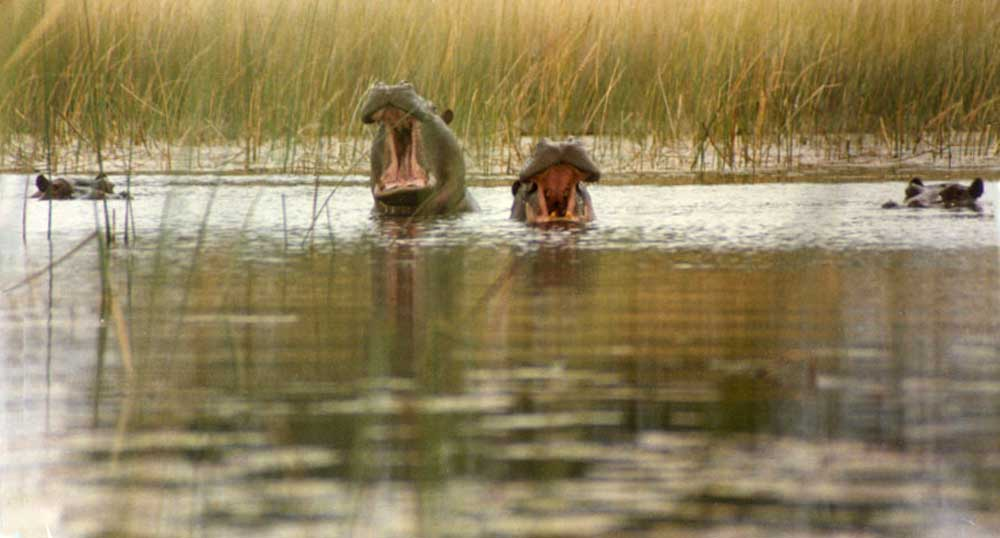
Hà mã ở Đồng bằng Okavango, Botswana.

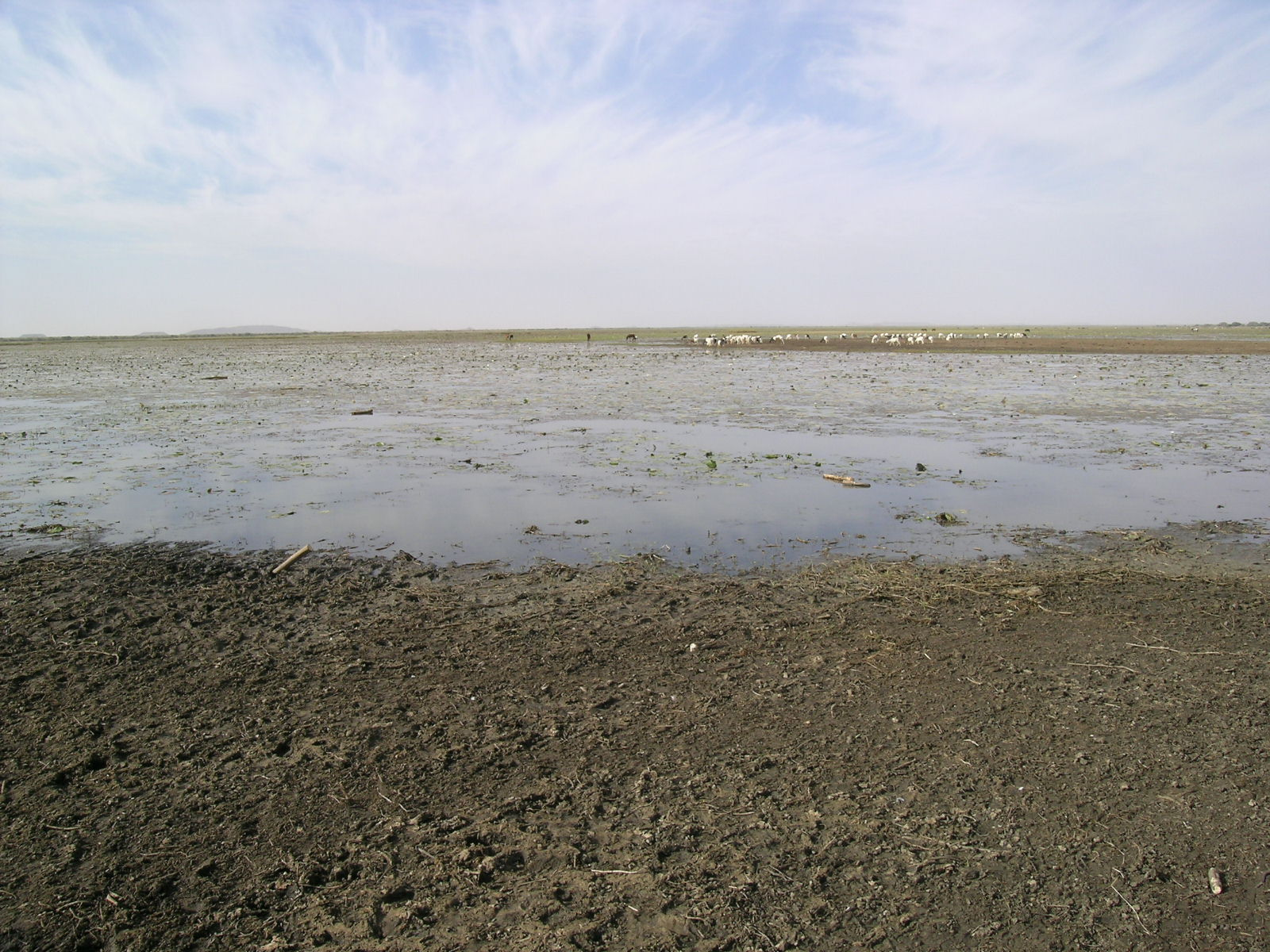
Hồ Mare d'Oursi, Burkina Faso.

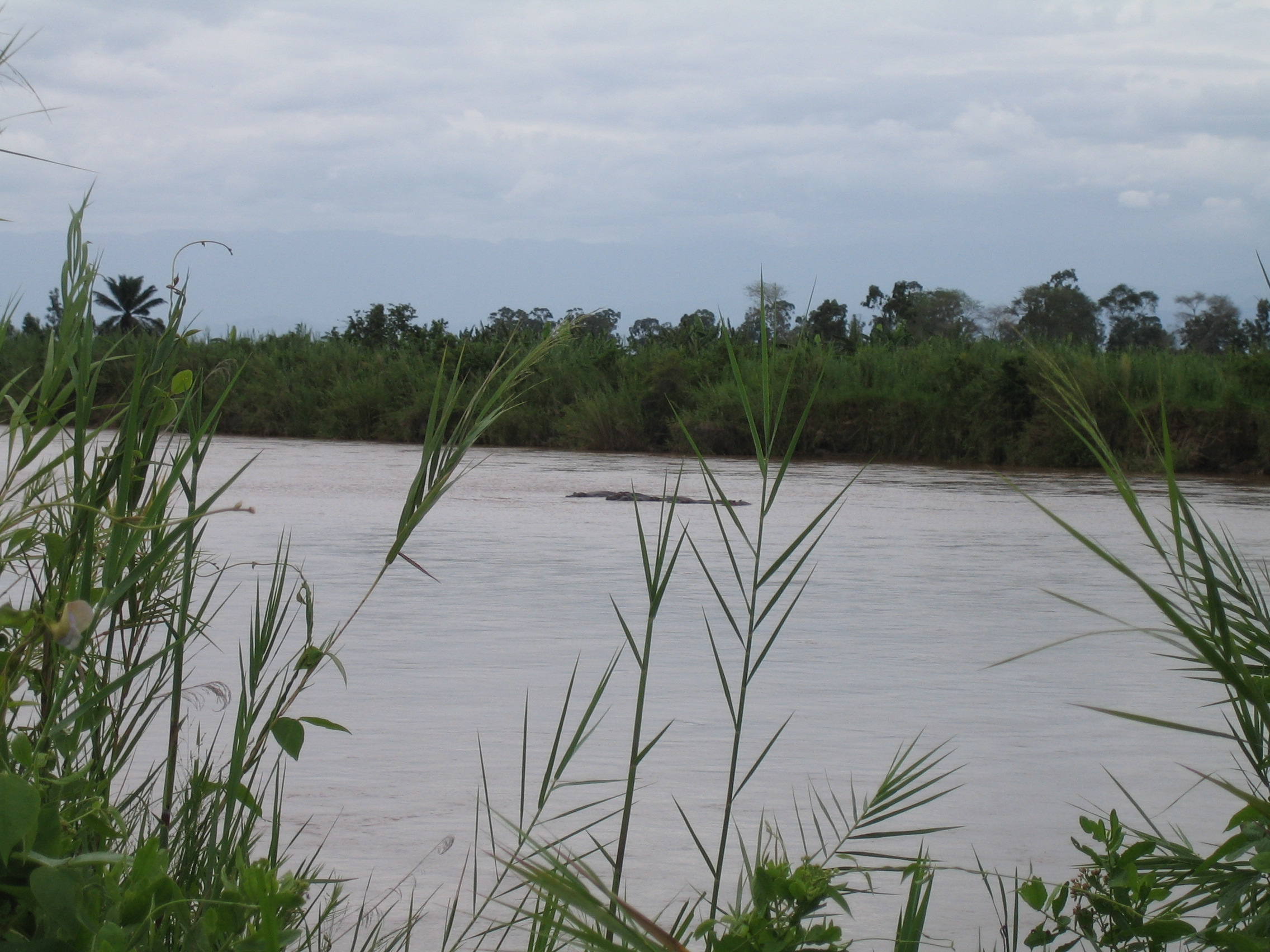
Đồng bằng sông Rusizi, Burundi.

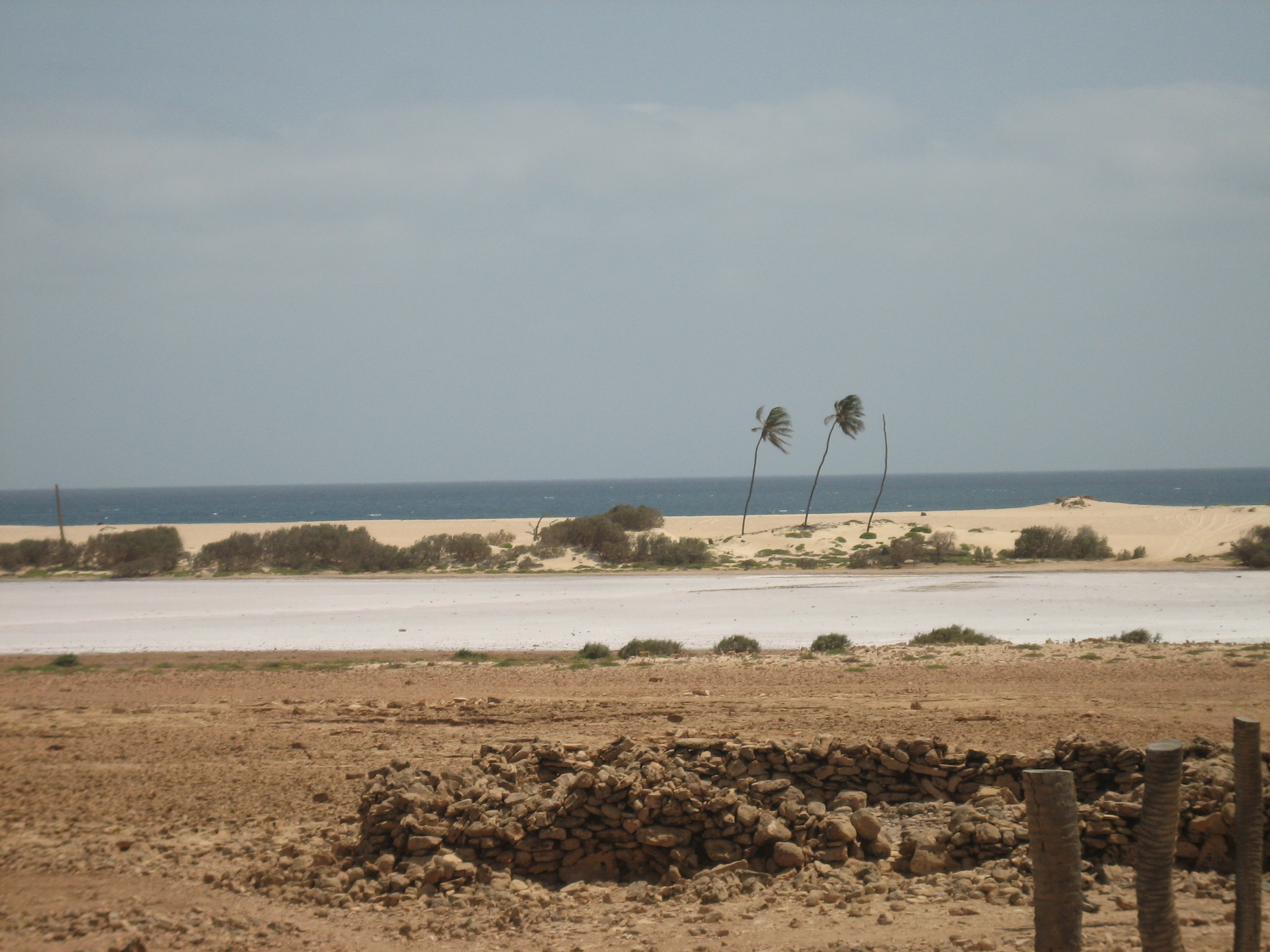
Vùng đầm phá ven biển Curral Velho, Cape Verde.

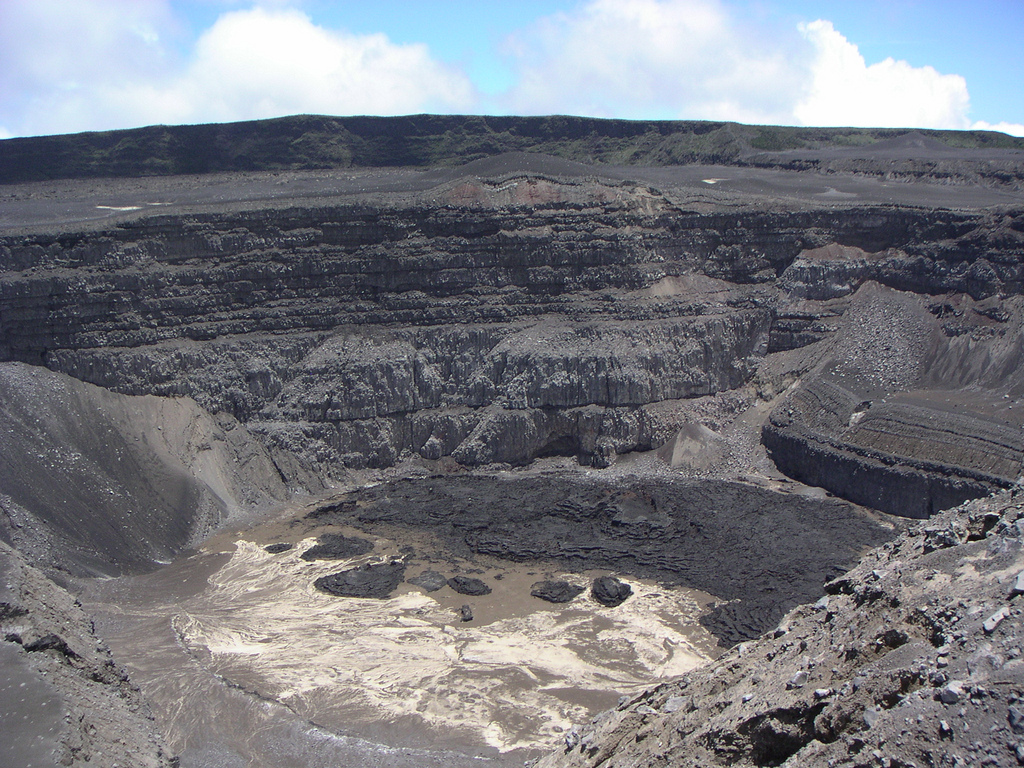
Hồ trên Núi Karthala, Comoros.

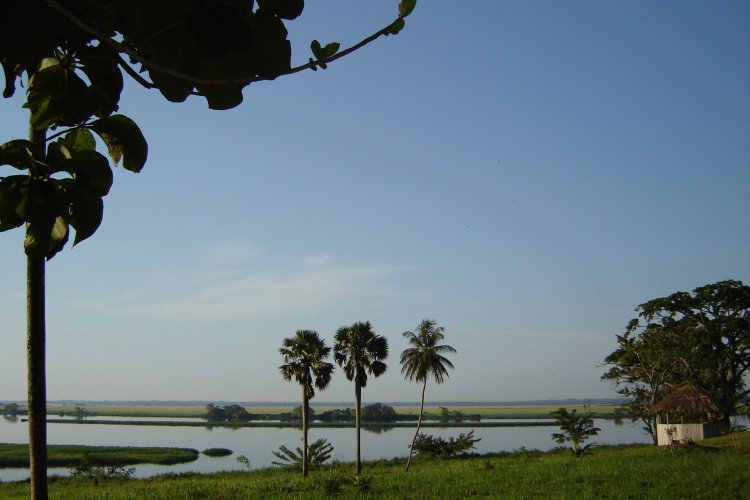
Hồ Mai-Ndombe và Tumba-Ngiri-Maindombe, Cộng hòa Dân chủ Congo.

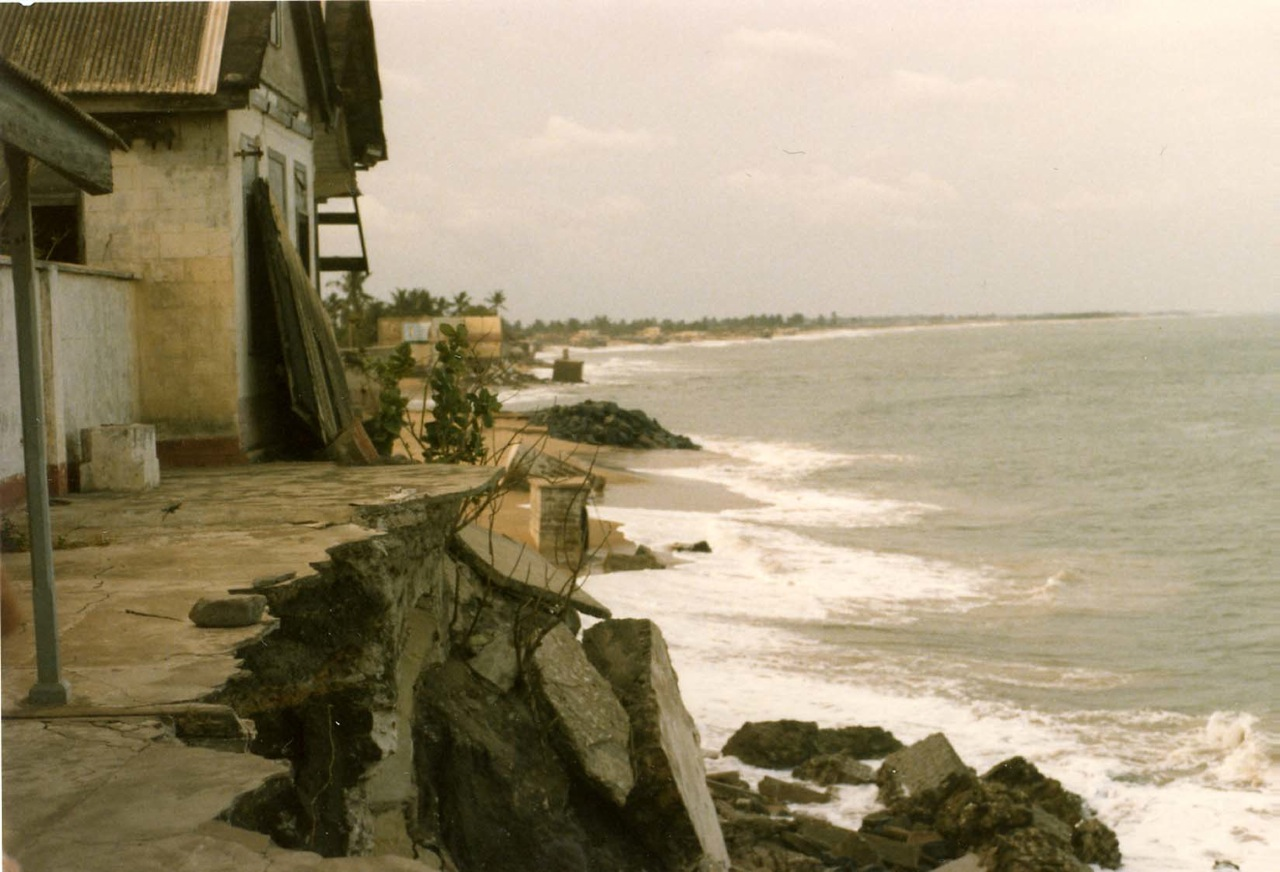
Ven biển Keta, Ghana.

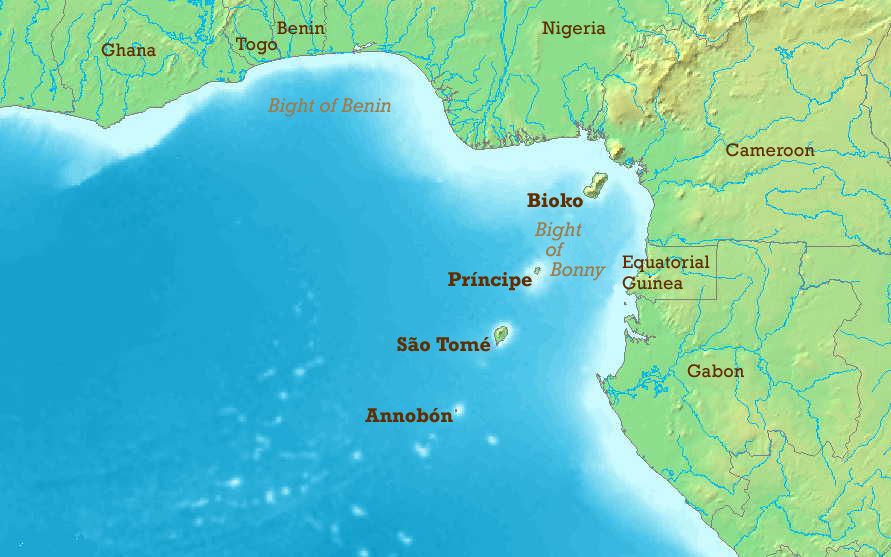
Vị trí của hòn đảo Annobón, Khu Ramsar tại Guinea Xích Đạo.

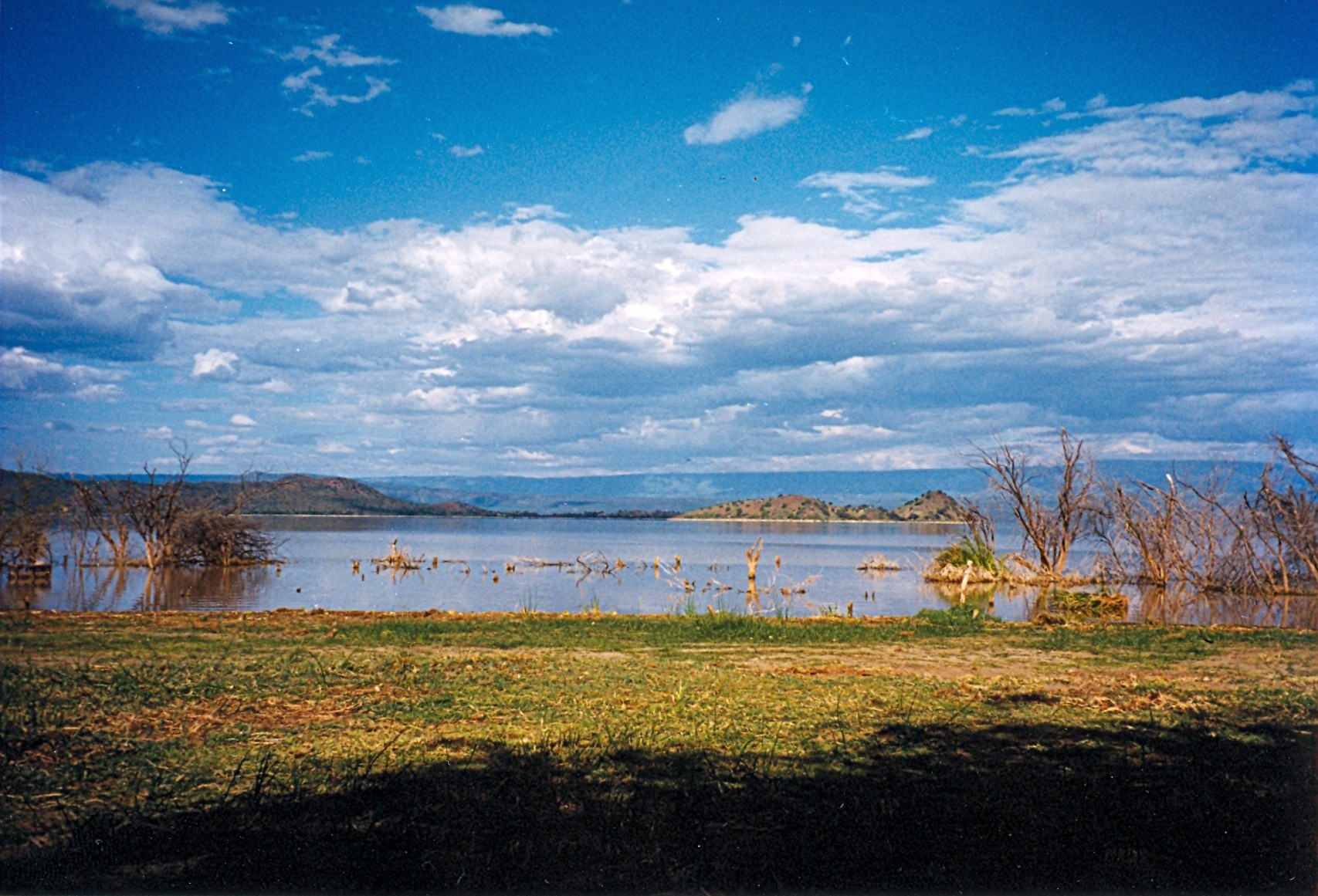
Hồ Baringo tại Kenya

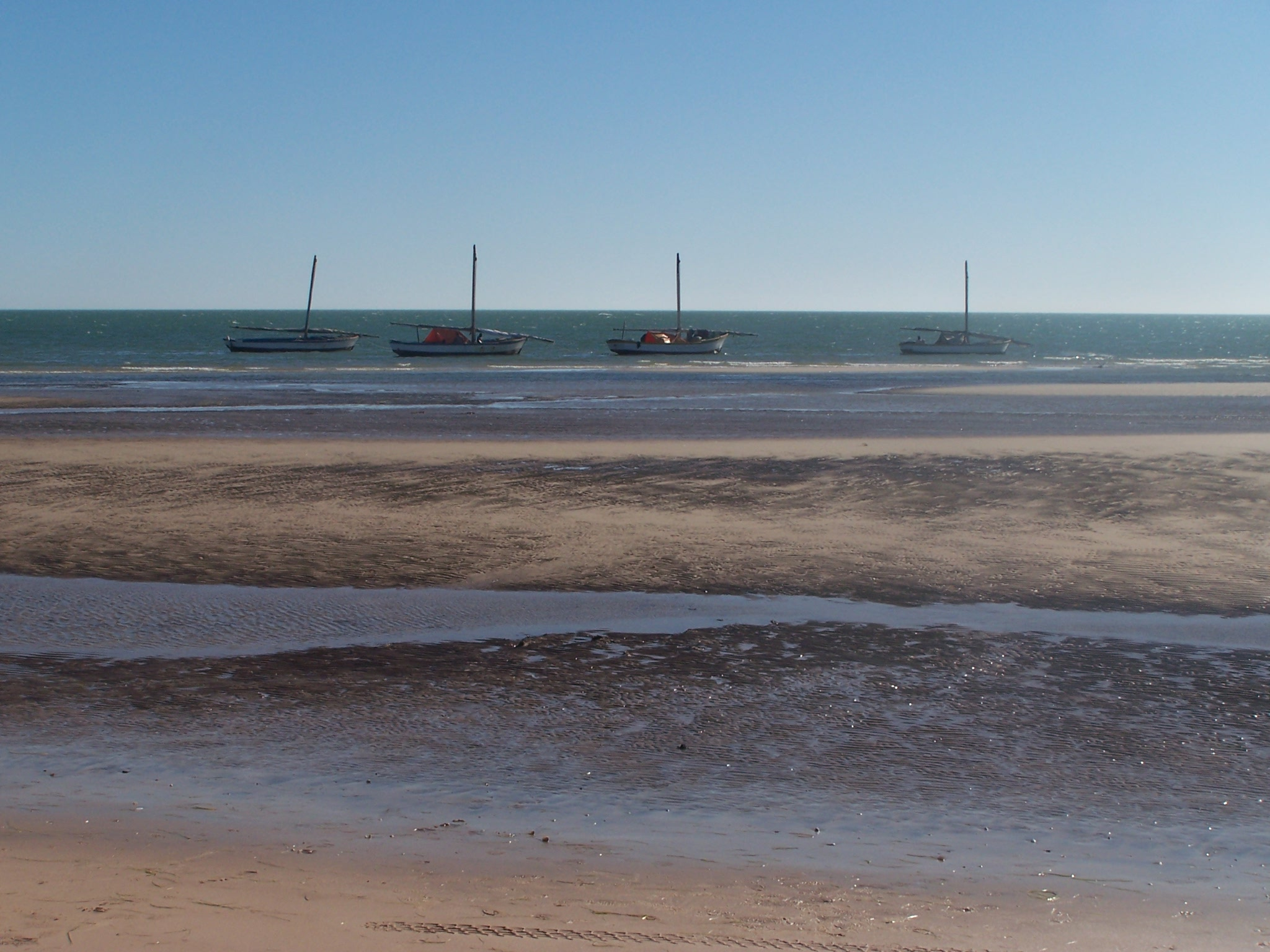
Bãi biển thuộc Vườn quốc gia Banc d'Arguin, Mauritanie.

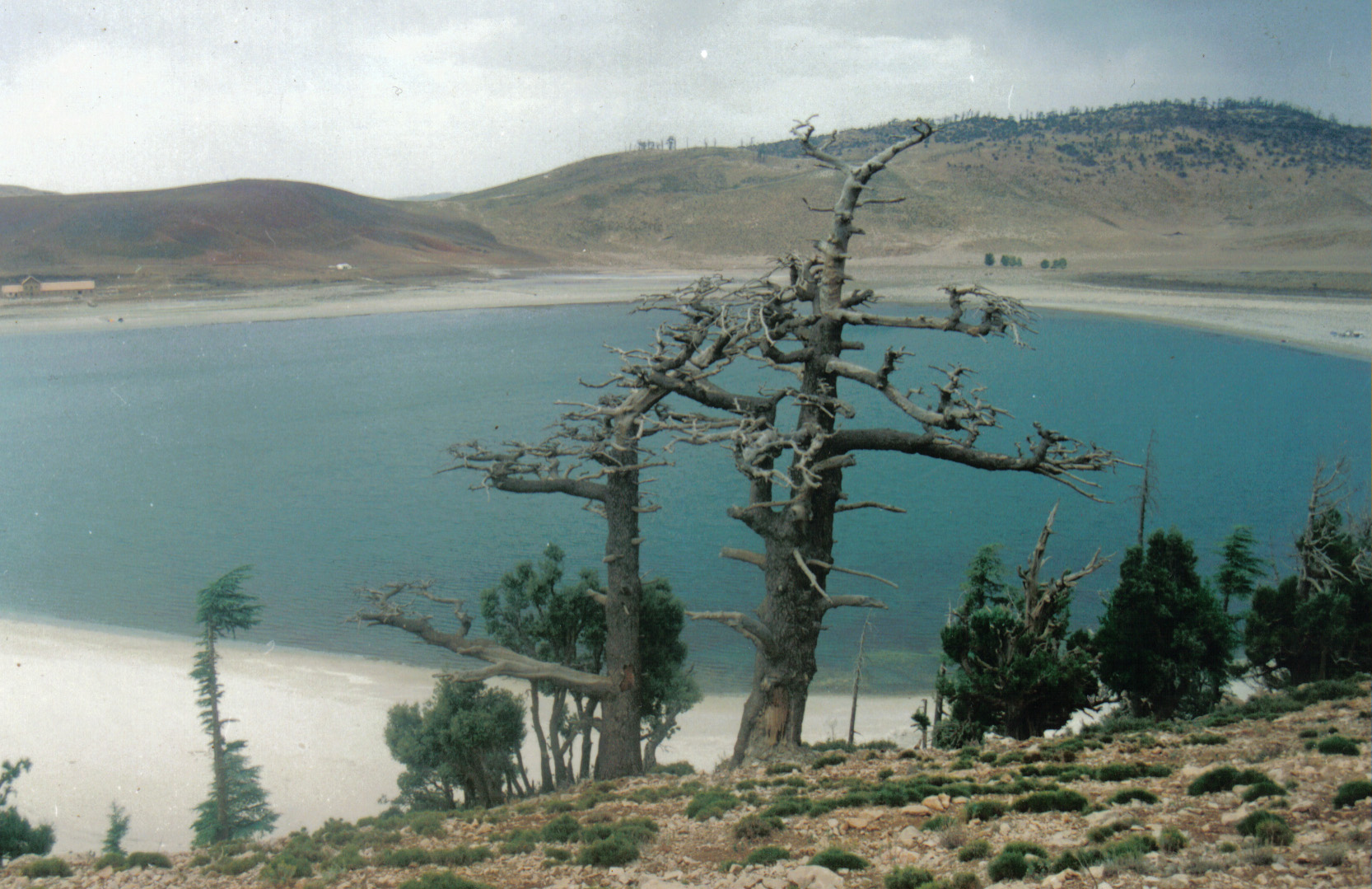
Hồ Aguelmame Sidi Ali, Maroc.

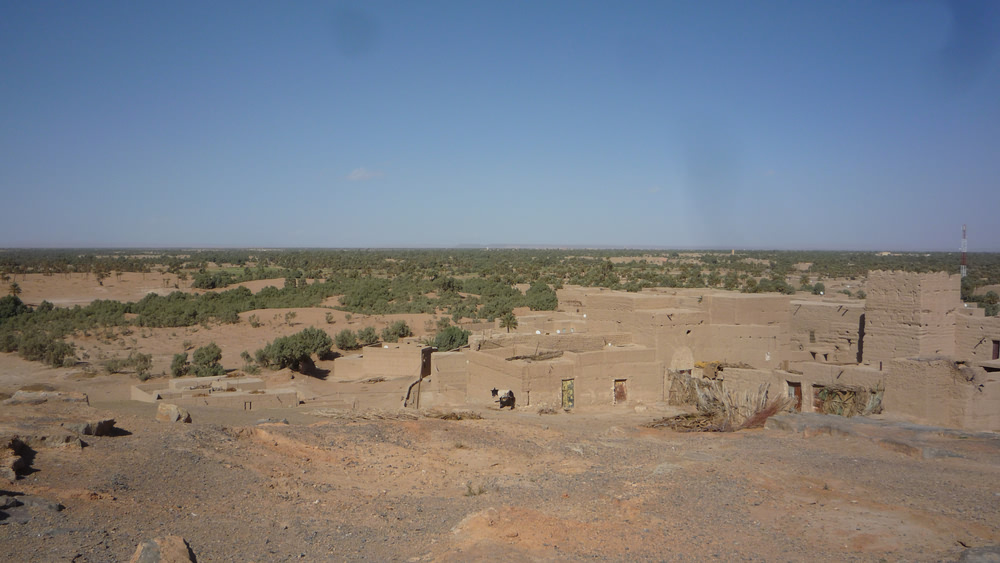
Toàn cảnh Ốc đảo Tafilalet, Maroc.

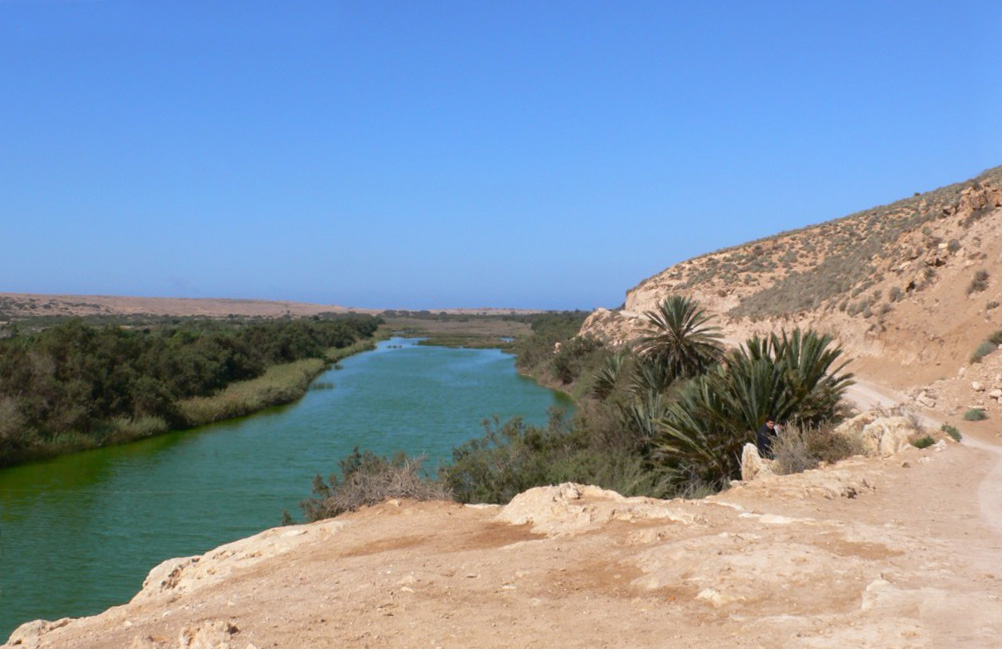
Vườn quốc gia Souss-Massa, Maroc.

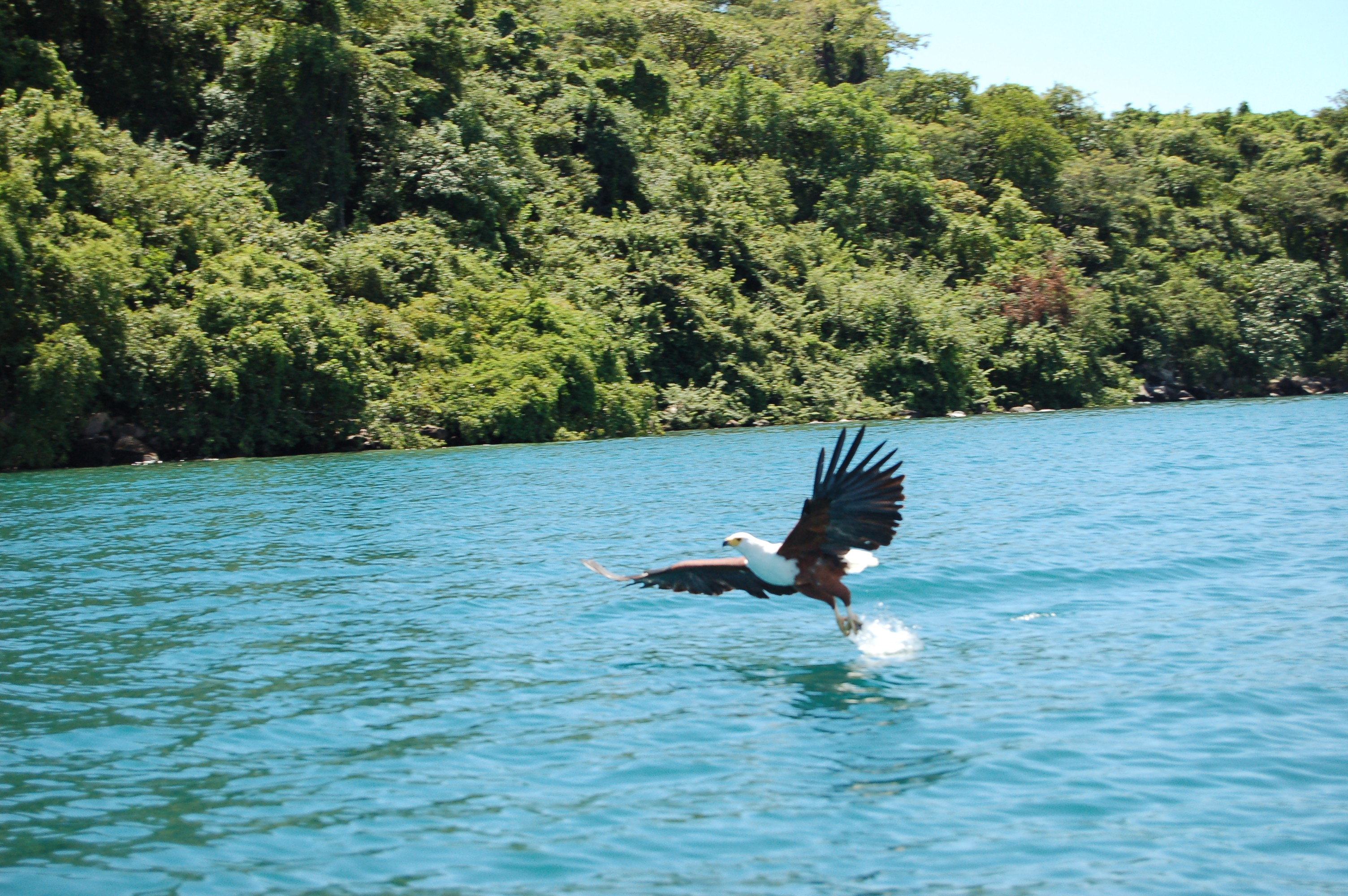
Loài đại bàng đang bắt cá trên Hồ Malawi, Mozambique.

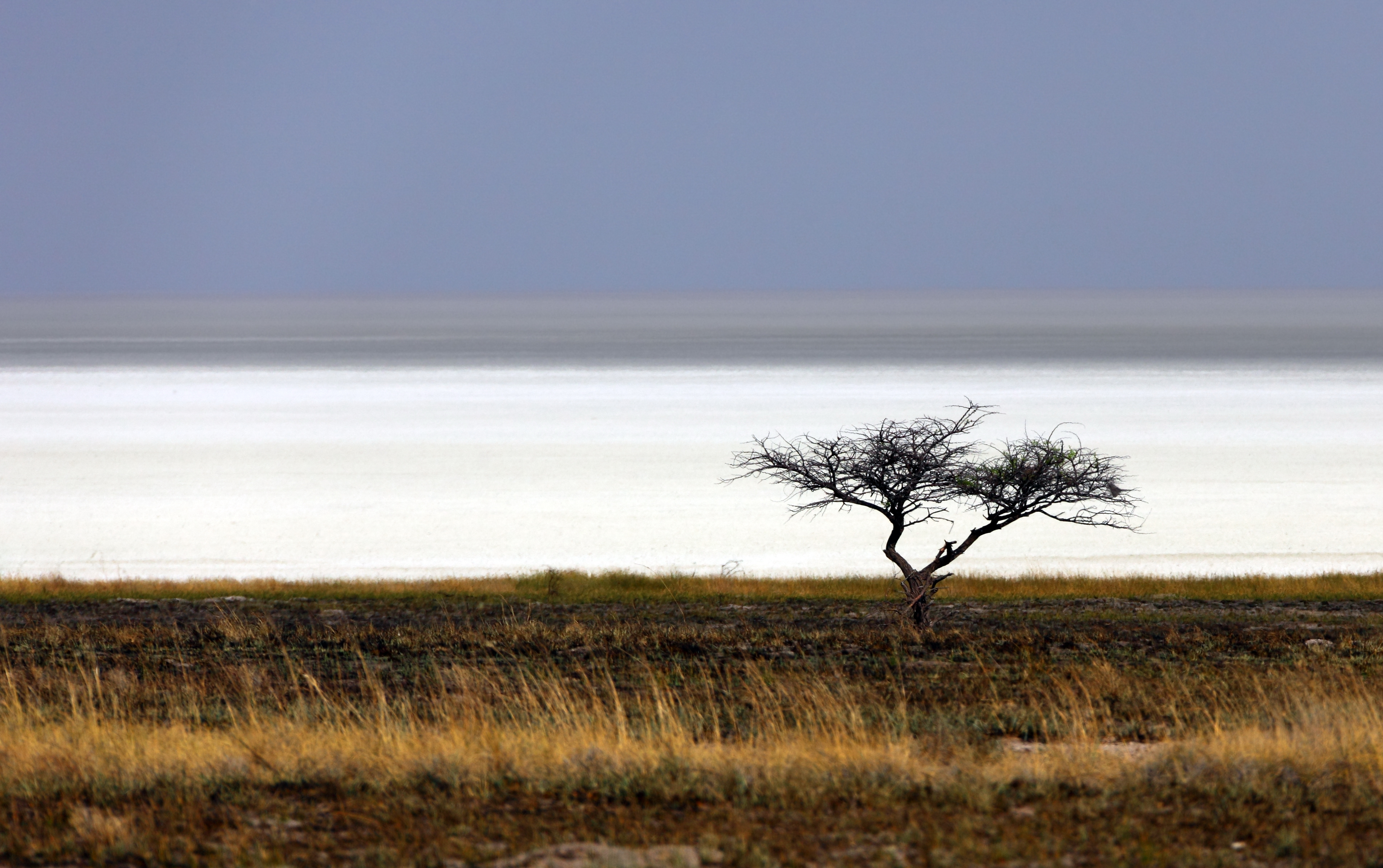
Chảo muối Etosha Pan, Namibia.

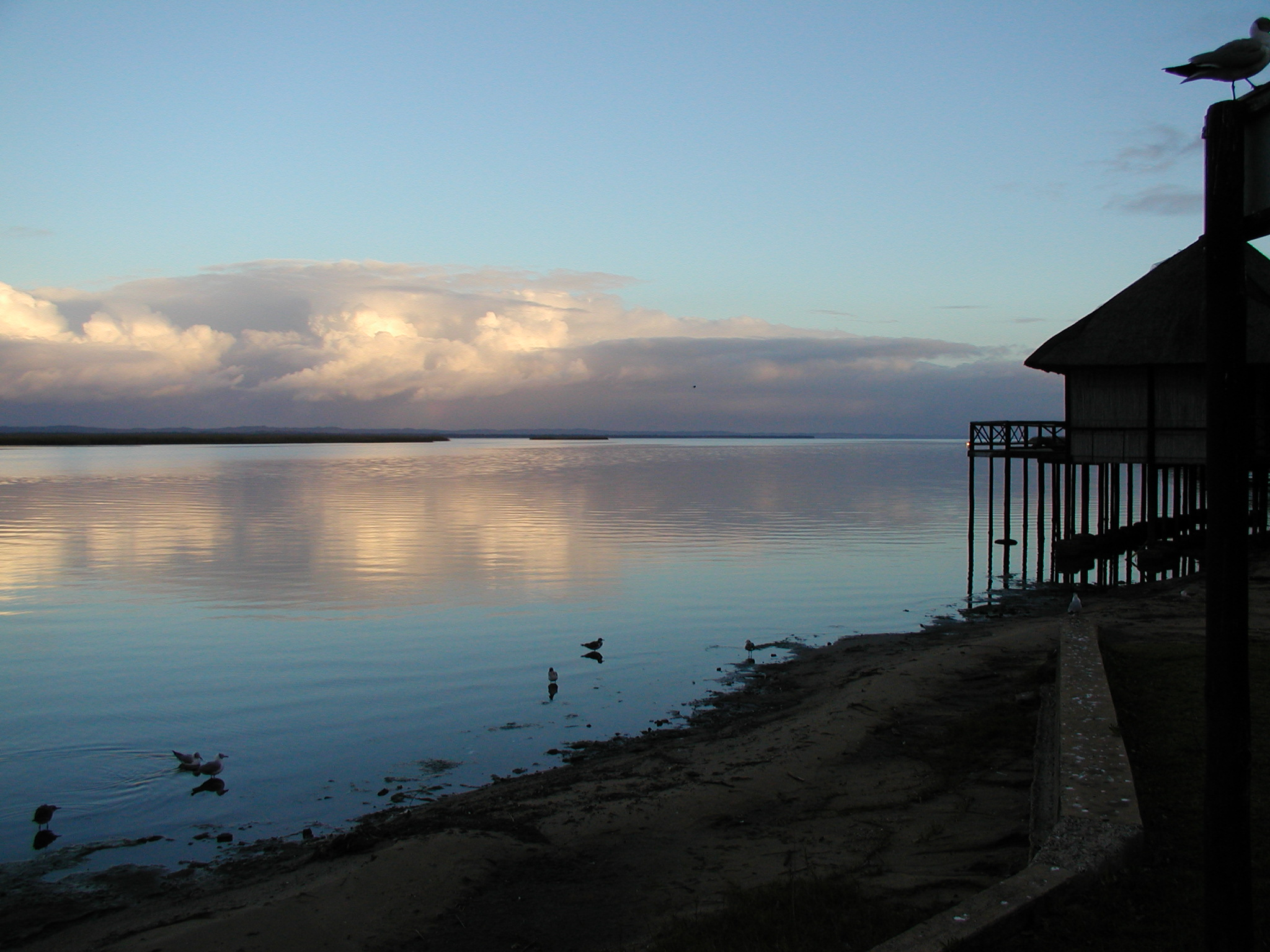
Hồ St. Lucia tại Công viên ngập nước iSimangaliso, Nam Phi.

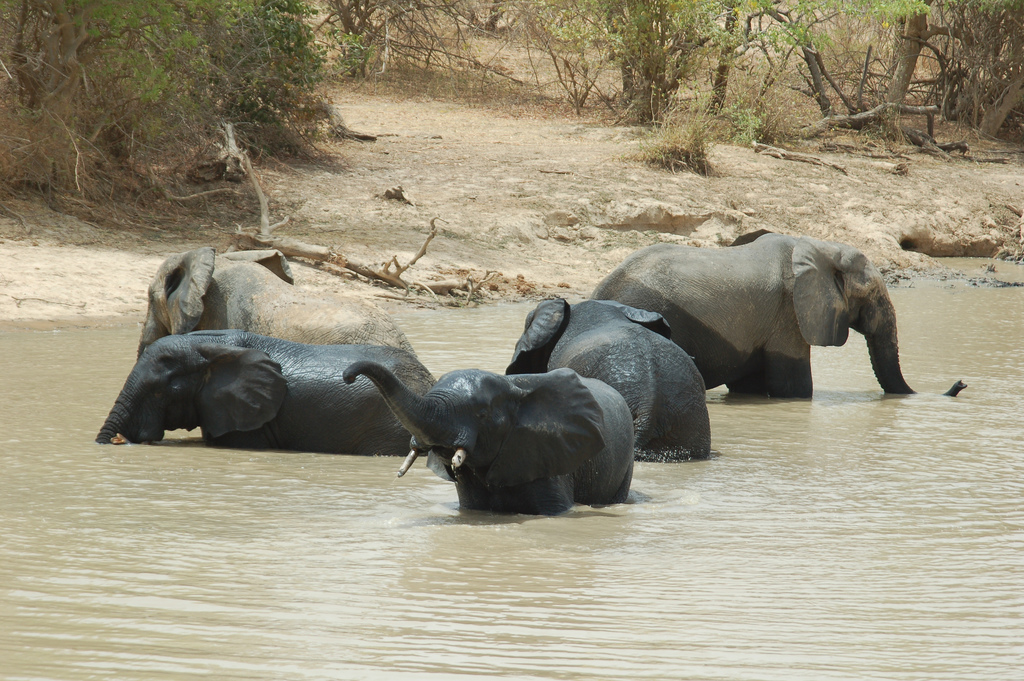
Voi rừng châu Phi tại Vườn quốc gia W, Niger

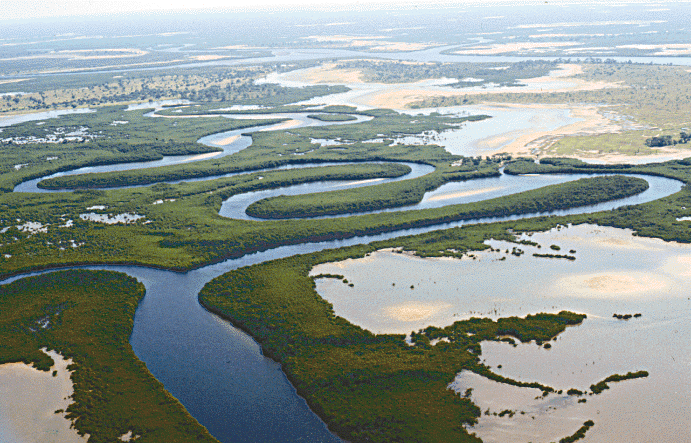
Saloum Delta tại Senegal.

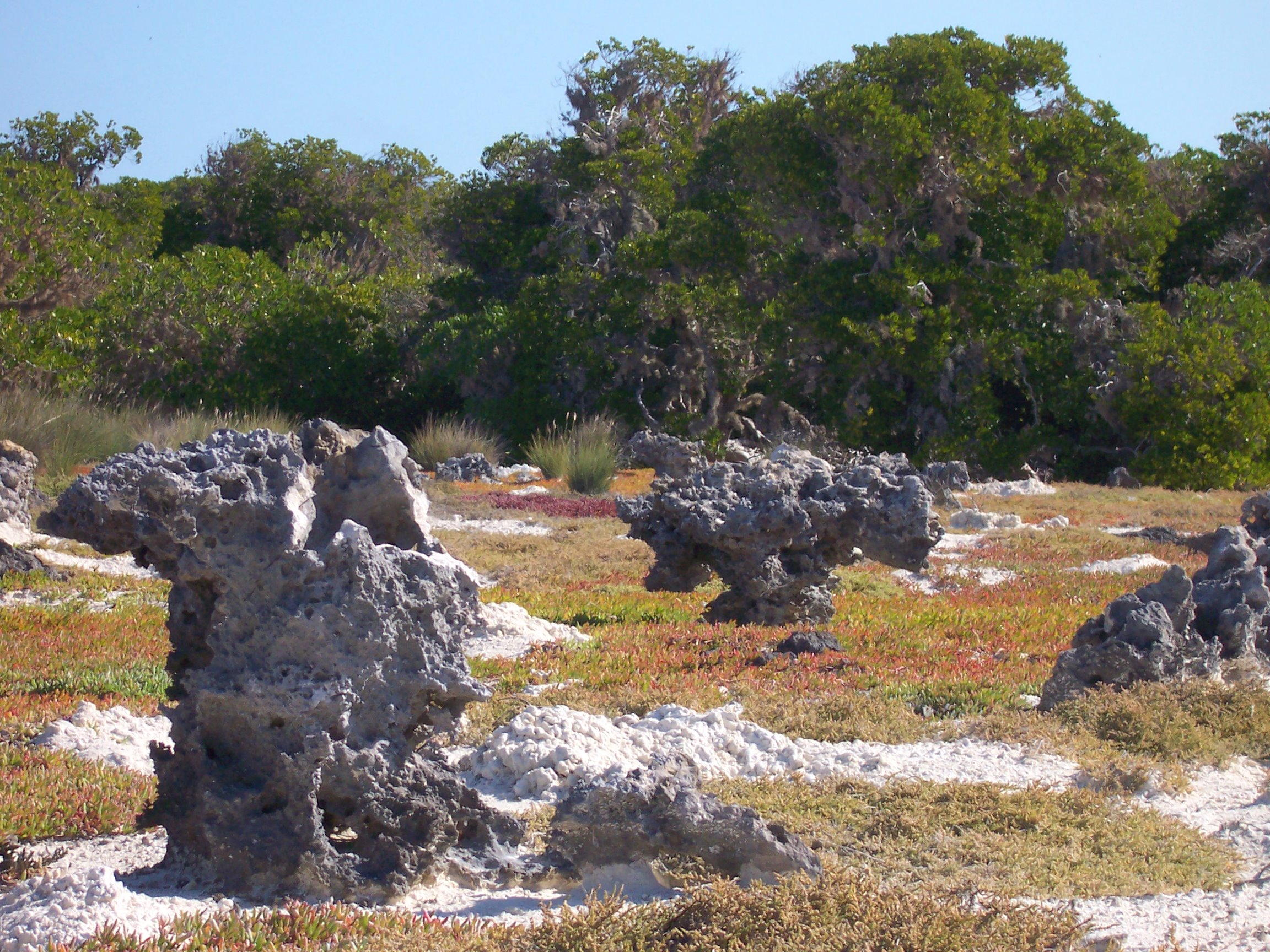
Đảo san hô Aldabra, Seychelles.

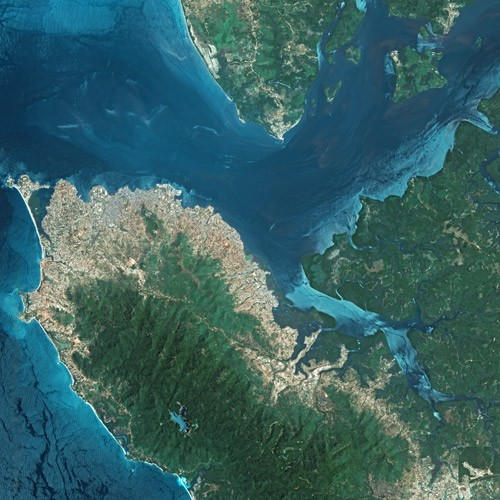
Cửa sông Sierra Leone nhìn từ vệ tinh, Sierra Leone.

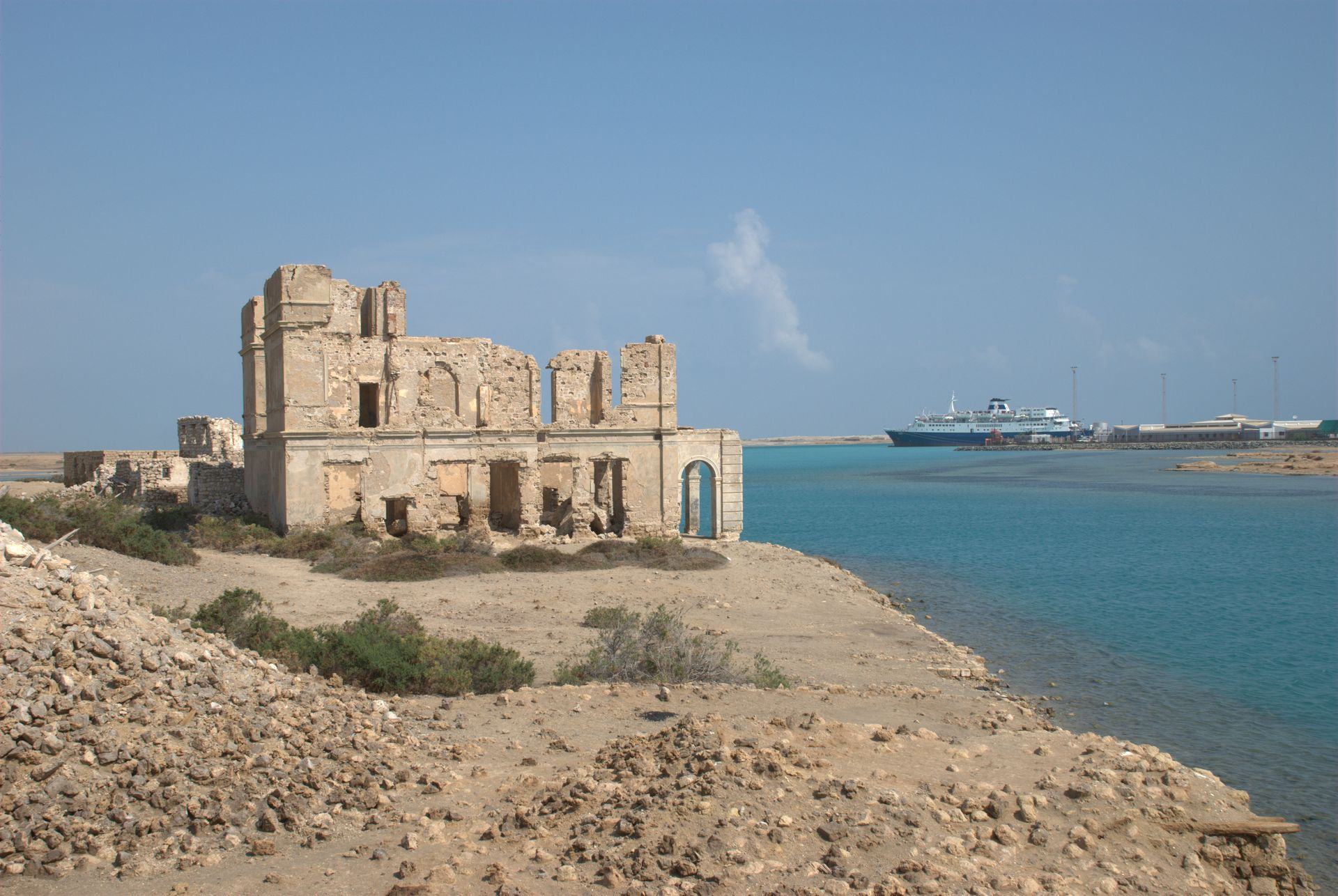
Cửa Suakin, Sudan.

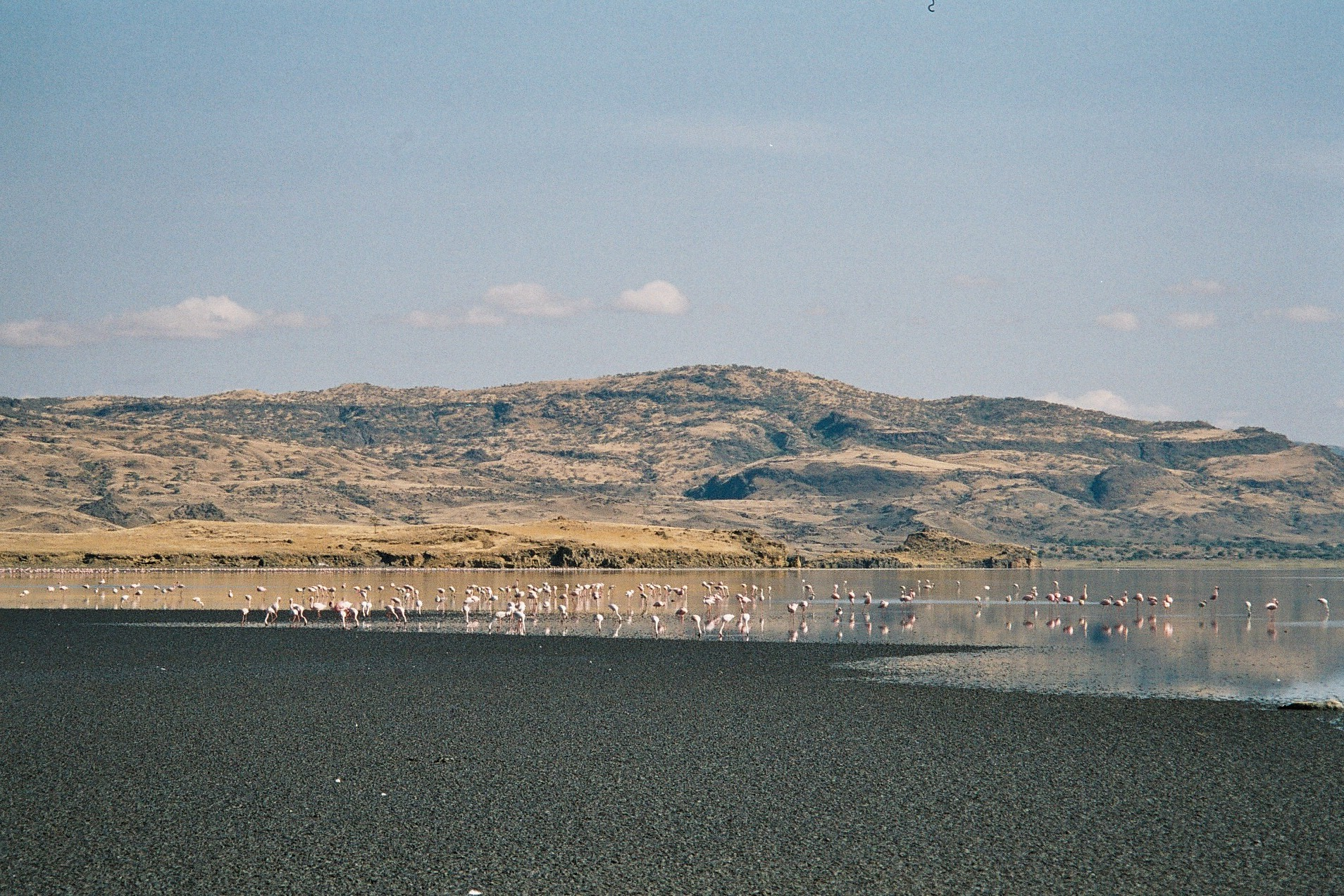
Hồ Natron, Tanzania.

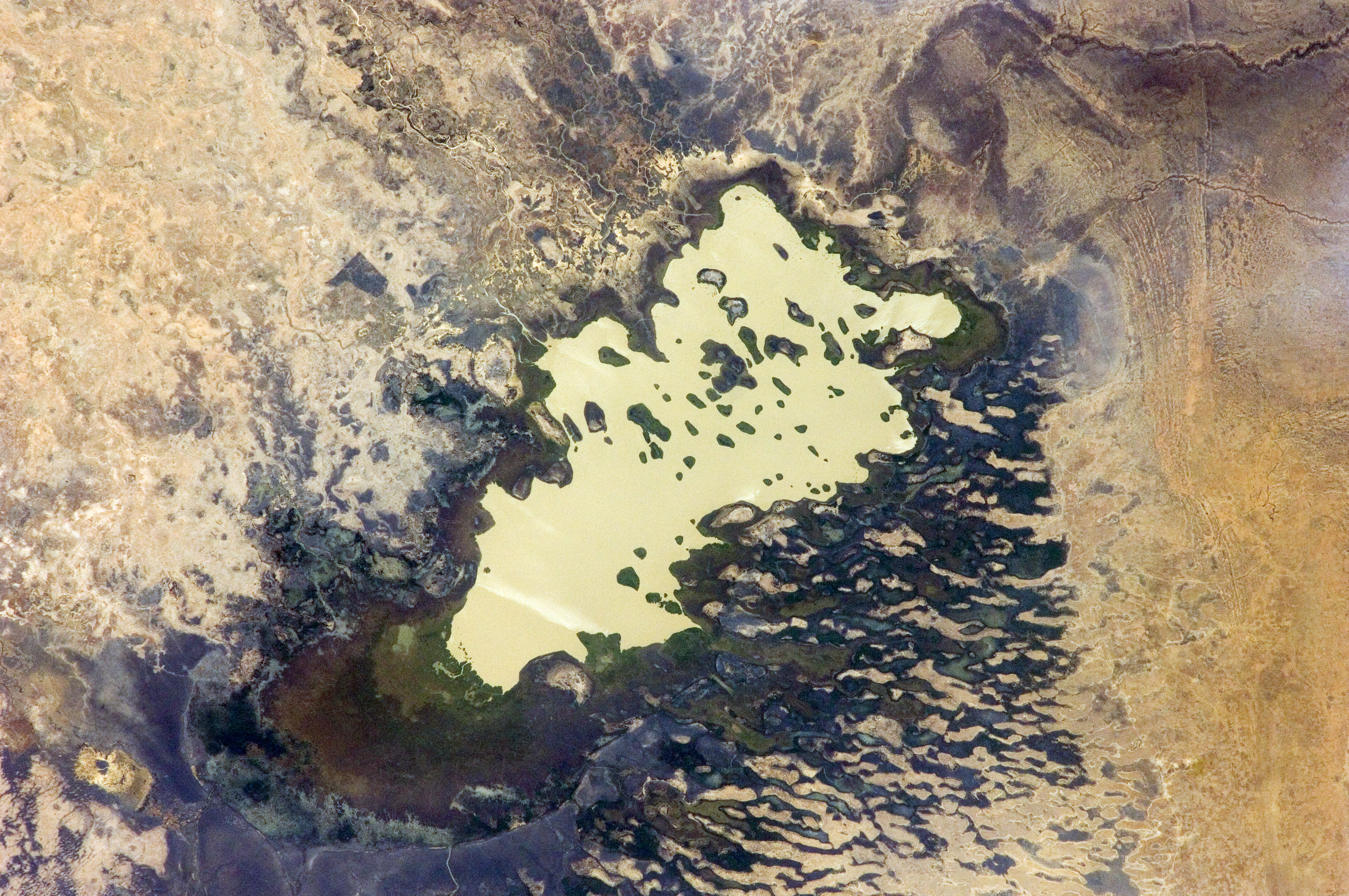
Ảnh vệ tinh Hồ Fitri, Tchad.

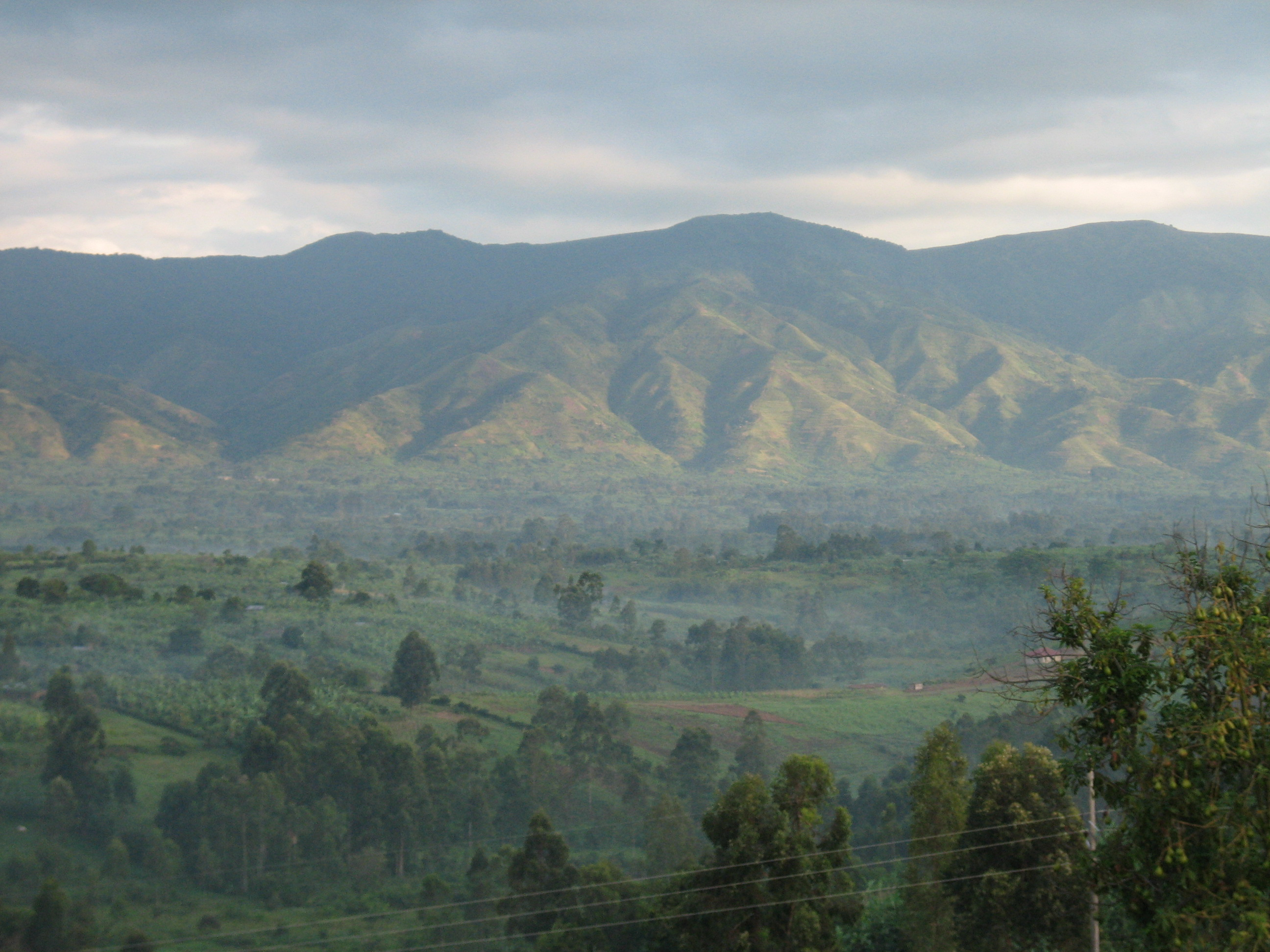
Dãy núi Rwenzori, Uganda.

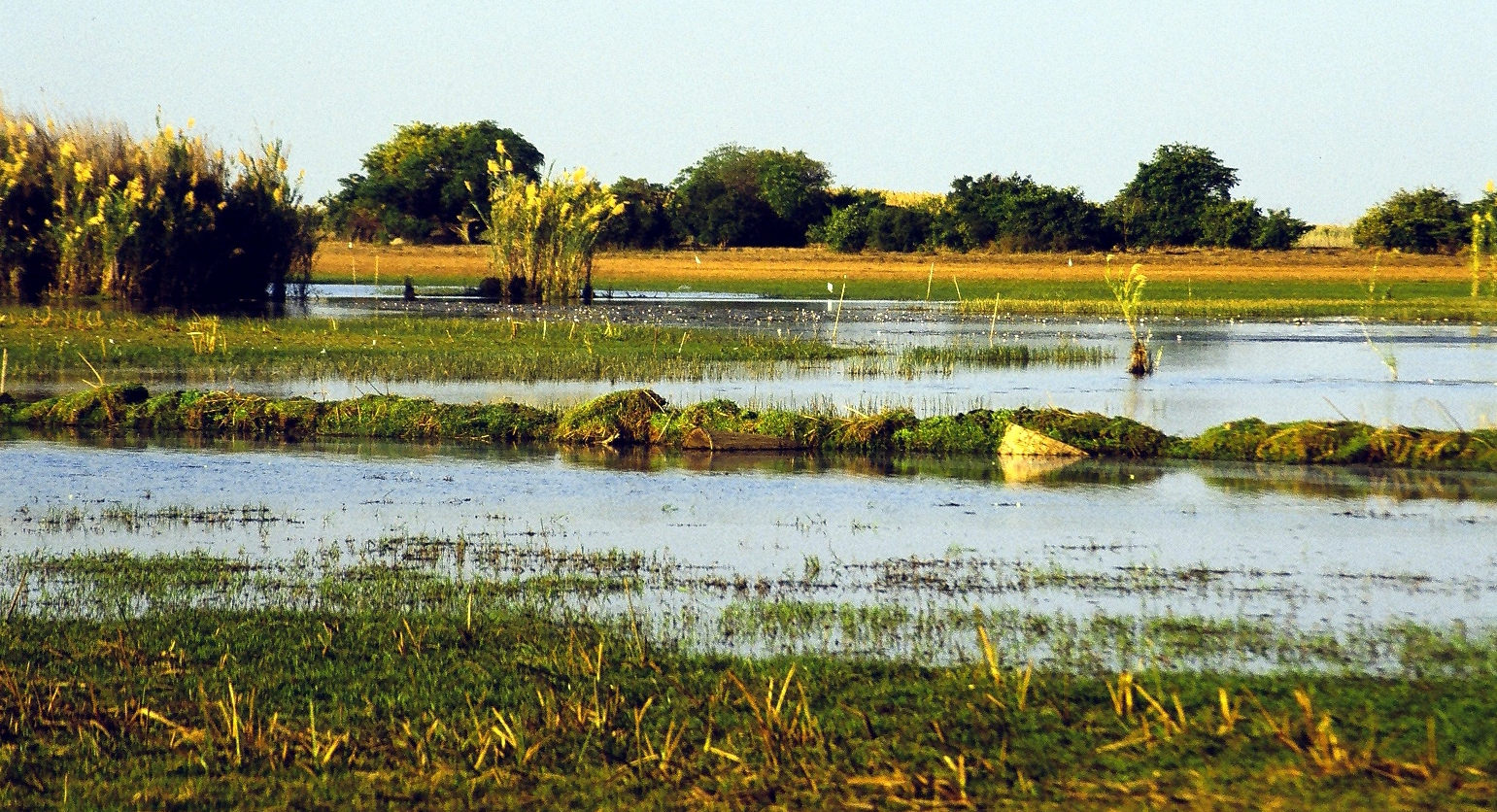
Đầm lầy Bangweulu, Zambia.

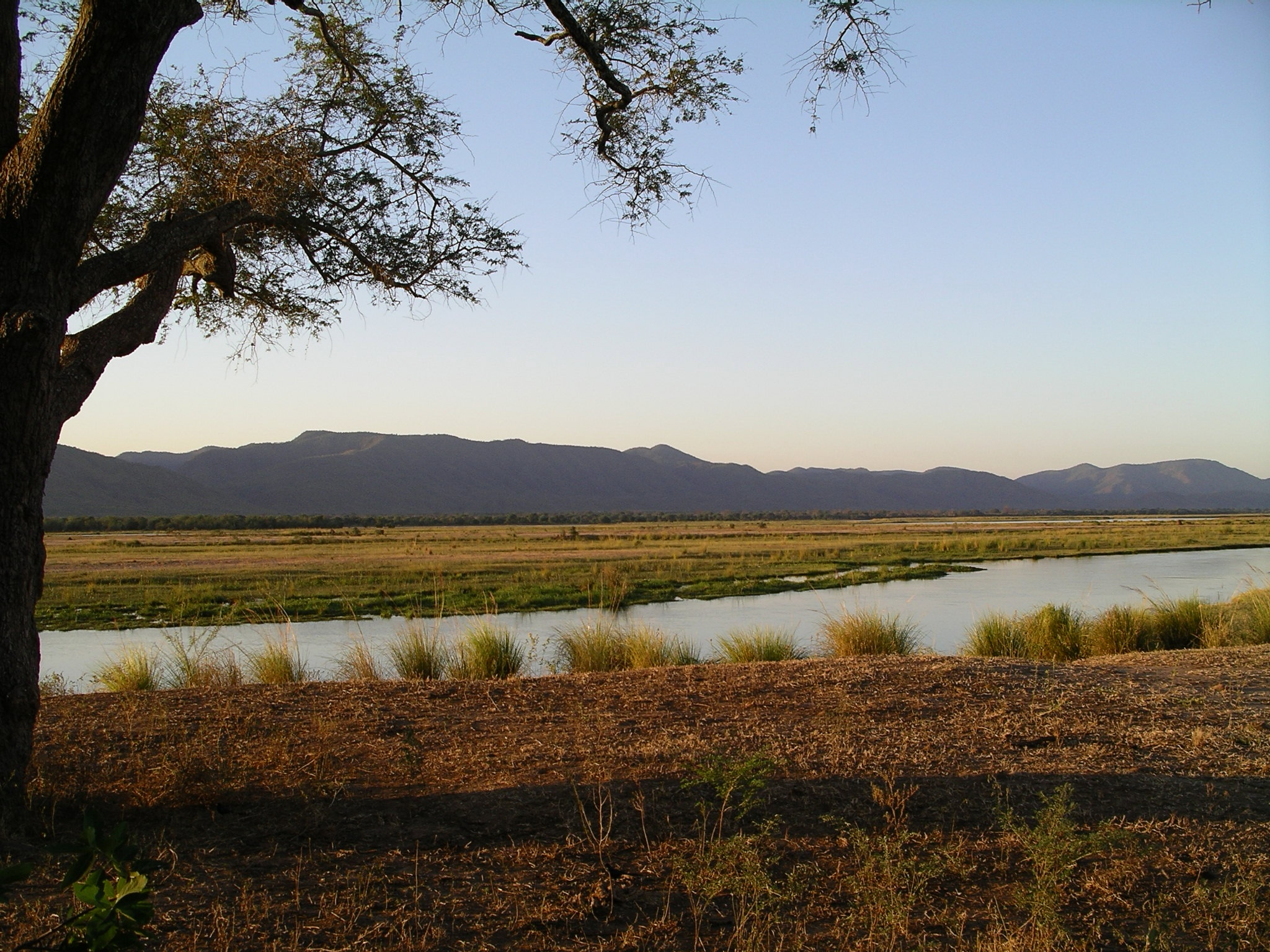
Vườn quốc gia Mana Pools.

### Ai Cập
| Tên                       | Diện tích (km²) |
| ------------------------- | --------------- |
| Hồ Bardawil               | 595             |
| Hồ Burullus               | 462             |
| Khu bảo tồn Hồ Qarun      | 1.340,42        |
| Khu bảo tồn Wadi El Rayan | 1.757,90        |

### Algérie
| Tên               | Diện tích (km²) |
| ----------------- | --------------- |
| Chott Ech Chergui | 2.000           |

### Bénin
| Tên                                                      | Diện tích (km²) |
| -------------------------------------------------------- | --------------- |
| Thung lũng Couffo, Đầm phá Côtiere, Chenal Aho, Hồ Ahémé | 475             |
| Thung lũng Ouémé, Đầm phá Porto-Novo, Hồ Nokoué          | 916             |
| Vườn quốc gia W thuộc Benin                              | 8.954,80        |
| Vùng ẩm ướt của Rivière Pendjari                         | 1.447,74        |

### Botswana
| Tên                | Diện tích (km²) |
| ------------------ | --------------- |
| Đồng bằng Okavango | 55.374          |

### Burkina Faso
| Tên                   | Diện tích (km²) |
| --------------------- | --------------- |
| Vườn quốc gia W       | 2.350           |
| Mare d'Oursi          | 450             |
| Mare aux Hippopotames | 192             |

### Burundi
| Tên                                                                                             | Diện tích (km²) |
| ----------------------------------------------------------------------------------------------- | --------------- |
| Đồng bằng sông Rusizi tại Khu bảo tồn thiên nhiên Rusizi và một phần phía Bắc của Hồ Tanganyika | 10              |

### Cameroon
| Tên                                      | Diện tích (km²) |
| ---------------------------------------- | --------------- |
| Hồ miệng núi lửa Barombi Mbo             | 4,15            |
| Cửa sông Del Rey                         | 1.650           |
| Sông Ntem phần thuộc lãnh thổ Cameroon   | 398,48          |
| Sông Sangha phần thuộc lãnh thổ Cameroon | 62              |
| Hồ Tchad phần thuộc lãnh thổ Cameroon    | 125             |
| Đầm phá ngập lũ Waza                     | 6,000           |
| Vùng ẩm ướt Ebogo                        | 30,97           |

### Cape Verde
| Tên                     | Diện tích (km²) |
| ----------------------- | --------------- |
| Curral Velho            |                 |
| Đầm phá Pedra Badejo    |                 |
| Đầm phá Rabil           |                 |
| Salinas de Porto Inglês |                 |

### Cộng hòa Trung Phi
| Tên                                | Diện tích (km²) |
| ---------------------------------- | --------------- |
| Hệ thống sông Mbaéré-Bodingué      | 1.013           |
| Sông Sangha tại Cộng hòa Trung Phi | 2.750           |

### Comoros
| Tên                 | Diện tích (km²) |
| ------------------- | --------------- |
| Hồ Dziani Boundouni | 0,3             |
| Núi Karthala        | 130             |
| Núi Ntringui        | 30              |

### Bờ Biển Ngà
| Tên                        | Diện tích (km²) |
| -------------------------- | --------------- |
| Phức tạp Sassandra-Dagbego | 105,51          |
| Fresco                     | 155,07          |
| Vùng ven biển Grand-Bassam | 402,10          |
| Nhóm đảo Ehotilé-Essouman  | 272,74          |
| N’Ganda N’Ganda            | 144,02          |
| Vườn quốc gia Azagny       | 194             |

### Cộng hòa Congo
| Tên                                    | Diện tích (km²) |
| -------------------------------------- | --------------- |
| Khu dự trữ Hồ Télé/Likouala-aux-Herbes | 4.390           |

### Cộng hòa Dân chủ Congo
| Tên                     | Diện tích (km²) |
| ----------------------- | --------------- |
| Vườn quốc gia Mangroves | 660             |
| Vườn quốc gia Virunga   | 8.000           |
| Tumba-Ngiri-Maindombe   | 65.696          |

### Djibouti
| Tên             | Diện tích (km²) |
| --------------- | --------------- |
| Haramous-Loyada | 30              |

### Gabon
| Tên                         | Diện tích (km²) |
| --------------------------- | --------------- |
| Petit Loango                | 4.800           |
| Đầm phá ven biển Setté Cama | 2.200           |
| Wongha-Wonghé               | 3.800           |

### Gambia
| Tên                                 | Diện tích (km²) |
| ----------------------------------- | --------------- |
| Khu bảo tồn vùng ngập nước Baobolon | 200             |
| Vườn quốc gia Niumi                 | 49,4            |
| Vùng đất ngập nước Tanbi            | 63,04           |

### Ghana
| Tên                            | Diện tích (km²) |  |
| ------------------------------ | --------------- |  |
| Khu đầm phá Anlo-Keta          | 1.277.8         |  |
| Đồng bằng châu thổ sông Densu, | 46,2            |  |
| Đầm phá Muni                   | 86,7            |  |
| Owabi                          | 72,6            |  |
| Đầm phá Sakumo                 | 13,4            |  |
| Đầm phá Songor                 | 287,4           |  |

### Guinea
| Tên                | Diện tích (km²) |
| ------------------ | --------------- |
| Ile Alcatraz       | 0,01            |
| Ile Blanche        | 0,1             |
| Iles Tristao       | 850             |
| Konkouré           | 900             |
| Niger-Mafou        | 10.155          |
| Niger-Niandan-Milo | 10.464          |
| Niger-Source       | 1.804           |
| Niger-Tinkisso     | 4.006           |
| Rio Kapatchez      | 200             |
| Rio Pongo          | 300             |
| Sankarani-Fié      | 10.152          |
| Sông Tinkisso      | 8.960           |

### Guiné-Bissau
| Tên            | Diện tích (km²) |
| -------------- | --------------- |
| Đầm phá Cufada | 390,98          |

### Guinea Xích Đạo
| Tên                                   | Diện tích (km²) |
| ------------------------------------- | --------------- |
| Annobón                               | 230             |
| Khu bảo tồn thiên nhiên Cửa sông Muni | 800             |
| Sông Ntem và Campo                    | 330             |

### Kenya
| Tên                           | Diện tích (km²) |
| ----------------------------- | --------------- |
| Hồ Baringo                    | 314             |
| Hồ Bogoria                    | 107             |
| Hồ Elmenteita                 | 109             |
| Hồ Naivasha                   | 300             |
| Hồ Nakuru                     | 188             |
| Khu Ramsar Châu thổ sông Tana | 1.636           |

### Lesotho
| Tên                | Diện tích (km²) |
| ------------------ | --------------- |
| Lets’eng-la-Letsie | 4,34            |

### Liberia
| Tên                     | Diện tích (km²) |
| ----------------------- | --------------- |
| Vùng ngập nước Gbedin   | 0,25            |
| Vùng ngập nước Kpatawee | 8,35            |
| Hồ Piso                 | 760,91          |
| Vùng ngập nước Marshall | 121,68          |
| Vùng ngập nước Mesurado | 67,6            |

### Libya
| Tên                          | Diện tích (km²) |
| ---------------------------- | --------------- |
| Vùng ngập nước Ain Elshakika | 0,33            |
| Vùng ngập nước Ain Elzarga   | 0,5             |

### Madagascar
| Tên                                              | Diện tích (km²) |
| ------------------------------------------------ | --------------- |
| hệ thống các hồ Manambolomaty                    | 74,91           |
| Hồ Kinkony                                       | 138             |
| Hồ Tsimanampetsotsa                              | 456,04          |
| Hồ Alaotra: vùng đất ngập nước và rừng đầu nguồn | 7.225           |
| Sông Torotorofotsy cùng lưu vực sông của nó      | 99,93           |
| Hồ Tsarasaotra                                   | 0,05            |
| Sông Nosivolo và vùng thượng lưu                 | 3.585,11        |
| Vùng ẩm ướt Mandrozo                             | 151,45          |
| Vùng ẩm ướt Bedo                                 | 19,62           |

### Mali
| Tên                       | Diện tích (km²) |
| ------------------------- | --------------- |
| Đồng bằng Trung tâm Niger | 41.195          |

### Malawi
| Tên       | Diện tích (km²) |
| --------- | --------------- |
| Hồ Chilwa | 2.248           |

### Mauritanie
| Tên                                                    | Diện tích (km²) |
| ------------------------------------------------------ | --------------- |
| Vườn quốc gia Banc d'Arguin                            | 12.000          |
| Chat Tboul                                             | 155             |
| Hồ Gabou và hệ thống thoát nước trên Cao nguyên Tagant | 95              |
| Vườn quốc gia Diawling                                 | 156             |

### Mauritius
| Tên                                   | Diện tích (km²) |
| ------------------------------------- | --------------- |
| Công viên biển Blue Bay               | 3,53            |
| Vùng đất ngập nước Pointe tại Esny    | 0,22            |
| Khu bảo tồn chim cửa sông Terre Rouge | 0,26            |

### Maroc
| Tên                                  | Diện tích (km²) |
| ------------------------------------ | --------------- |
| Hồ Aguelmams Sidi Ali – Tifounassine | 6               |
| Đảo và cồn cát Essawira              | 40              |
| Vịnh Ad-Dakhla                       | 400             |
| Vịnh Khnifiss                        | 200             |
| Đập Al Massira                       | 140             |
| Đập Mohammed V                       | 50              |
| Mũi Trois Fourches                   | 50              |
| Sông Sidi Moussa-Walidia             | 100             |
| Sông Loukkos                         | 36              |
| Sông Tahaddart                       | 110             |
| Cửa sông Dr’a                        | 100             |
| Cửa sông Moulouya                    | 30              |
| Cửa sông Chbeyka-Al Wa’er            | 80              |
| Hồ Afennourir                        | 8               |
| Hồ Isly-Tislite                      | 8               |
| Vùng bờ biển Plateau de Rmel         | 13              |
| Merja Sidi Boughaba                  | 6,5             |
| Merja Zerga                          | 73              |
| Moyenne Dr’a                         | 450             |
| Ốc đảo Tafilalet                     | 650             |
| Sebkha Bou Areg                      | 140             |
| Sebkha Zima                          | 7,6             |
| Vùng ẩm ướt sông El Maleh            | 12              |
| Vườn quốc gia Souss-Massa            | 10              |

### Mozambique
| Tên                   | Diện tích (km²) |
| --------------------- | --------------- |
| Khu phức tạp Marromeu | 6.880           |
| Hồ Niassa và vùng ven | 13.637          |

### Namibia
| Tên                                           | Diện tích (km²) |
| --------------------------------------------- | --------------- |
| Etosha Pan, Hồ Oponono & Lưu vực sông Cuvelai | 6.000           |
| Cửa sông Orange                               | 5               |
| Cảng Sandwich                                 | 165             |
| Vịnh Cá voi                                   | 126             |

### Nam Phi
| Tên                                         | Diện tích (km²) |
| ------------------------------------------- | --------------- |
| Barberspan                                  | 31              |
| Blesbokspruit                               | 18              |
| Thung lũng De Hoop                          | 7               |
| De Mond (Cửa sông Heuningnes)               | 9               |
| Công viên Natal Drakensberg                 | 2.428           |
| Vịnh Kosi                                   | 110             |
| Hồ Sibhayi                                  | 77              |
| Langebaan                                   | 60              |
| Khu bảo tồn thú săn Ndumo                   | 101             |
| Khu bảo tồn thiên nhiên Nylsvley            | 40              |
| Cửa sông Orange                             | 20              |
| Khu bảo tồn thiên nhiên Seekoeivlei         | 48              |
| Hệ thống Hồ St. Lucia                       | 1.555           |
| Bãi biển Rùa và Rạn san hô Tongaland        | 395             |
| Khu bảo tồn thiên nhiên Thung lũng Verloren | 59              |
| Verlorenvlei                                | 15              |
| Các hồ Wilderness                           | 13              |

### Niger
| Tên                                         | Diện tích (km²) |
| ------------------------------------------- | --------------- |
| Kokorou-Namga                               | 668             |
| Dallo Bosso                                 | 3.762           |
| Dallo Maouri                                | 3.190           |
| Hồ Chad                                     | 3.404           |
| Vườn quốc gia W (phần thuộc lãnh thổ Niger) | 2.200           |
| Khu vực có độ ẩm trung bình Niger           | 881             |
| Khu vực có độ ẩm trung bình Niger II        | 658             |

### Nigeria
| Tên                                                                | Diện tích (km²) |
| ------------------------------------------------------------------ | --------------- |
| Vùng đất ngập nước Hadejia-Nguru - Hồ Nguru và Hệ thống kênh Marma | 581             |

### Rwanda
| Tên                   | Diện tích (km²) |
| --------------------- | --------------- |
| Rugezi-Bulera-Ruhondo |                 |

### São Tomé và Príncipe
| Tên            | Diện tích (km²) |
| -------------- | --------------- |
| Ilots Tinhosas | 0,23            |

### Senegal
| Tên                              | Diện tích (km²) |
| -------------------------------- | --------------- |
| Lưu vực Ndiaël                   | 100             |
| Khu bảo tồn chim quốc gia Djoudj | 160             |
| Gueumbeul                        | 7               |
| Vùng đồng bằng Saloum            | 730             |

### Seychelles
| Tên                                          | Diện tích (km²) |
| -------------------------------------------- | --------------- |
| Đảo san hô Aldabra                           | 439             |
| Vùng đất ngập nước ngọt cao Mare Aux Cochons | 0,01            |
| Vùng đất ngập nước ven biển Port Launay      | 1,21            |

### Sierra Leone
| Tên                   | Diện tích (km²) |
| --------------------- | --------------- |
| Cửa sông Sierra Leone | 2.950           |

### Sudan
| Tên                         | Diện tích (km²) |
| --------------------------- | --------------- |
| Vườn quốc gia Dinder        | 10.846          |
| Vịnh Dongonab – Marsa Waiai | 2.800           |
| Suakin – Vịnh Agig          | 11.250          |
| Sudd                        | 57.000          |

### Tanzania
| Tên                                    | Diện tích (km²) |
| -------------------------------------- | --------------- |
| Thung lũng ngập lũ Kilombero           | 7.967,35        |
| Lưu vực Hồ Natron                      | 2.247,81        |
| Vùng đất ngập nước Malagarasi-Muyovozi | 32.500          |
| Khu Ramsar Biển Rufiji-Mafia-Kilwa     | 5.969,08        |

### Tchad
| Tên                   | Diện tích (km²) |
| --------------------- | --------------- |
| Vườn quốc gia Hồ Chad | 16.482          |
| Hồ Fitri              | 1.950           |

### Togo
| Tên                                  | Diện tích (km²) |
| ------------------------------------ | --------------- |
| Lưu vực Oti-Mandouri                 | 4.250           |
| Vườn quốc gia Keran                  | 1.634           |
| Khu bảo tồn động vật hoang dã Togodo | 310             |
| Khu vực ẩm ướt Littoral của Togo     | 5.910           |

### Uganda
| Tên                                                             | Diện tích (km²) |
| --------------------------------------------------------------- | --------------- |
| Hệ thống vùng ngập nước Hồ Bisina                               | 542,29          |
| Hồ George                                                       | 150             |
| Hệ thống vùng ngập nước Hồ Mburo-Nakivali                       | 268,34          |
| Hệ thống vùng ngập nước Hồ Nabugabo                             | 220             |
| Hệ thống vùng ngập nước Hồ Nakuwa                               | 911,5           |
| Hệ thống vùng ngập nước Hồ Opeta                                | 689,12          |
| Vùng đất ngập nước Lutembe Bay                                  | 0,98            |
| Hệ thống vùng ngập nước Mabamba Bay                             | 24,24           |
| Hệ thống vùng ngập nước Thác Murchison-Đồng bằng Albert         | 172,93          |
| Hệ thống vùng ngập nước Nabajjuzi                               | 17,53           |
| Khu Ramsar Dãy núi Rwenzori                                     | 995             |
| Hệ thống vùng ngập nước Vịnh Sango-Đảo Musambwa-Kagera (SAMUKA) | 51,1            |

### Zambia
| Tên                                                                 | Diện tích (km²) |
| ------------------------------------------------------------------- | --------------- |
| Đầm lầy Bangweulu                                                   | 11.000          |
| Đầm lầy Busanga, Vườn quốc gia Kafue                                | 2.000           |
| Kafue Flats tại Vườn quốc gia Lochinvar & Vườn quốc gia Blue Lagoon | 6.005           |
| Hồ Tanganyika (phần thuộc lãnh thổ Zambia)                          | 2.300           |
| Vùng lũ Luangwa                                                     | 2.500           |
| Đầm lầy Lukanga                                                     | 2.600           |
| Mweru wa Ntipa                                                      | 4.900           |
| Zambezi ngập nước (Barotse)                                         | 9.000           |

### Zimbabwe
| Tên                         | Diện tích (km²) |
| --------------------------- | --------------- |
| Đầm lầy Cleveland           |                 |
| Hang động Chinhoyi          |                 |
| Đồng cỏ Driefontein         |                 |
| Hồ Chivero và Manyame       |                 |
| Vườn quốc gia Mana Pools    |                 |
| Vùng đất ngập nước Monavale |                 |
| Vườn quốc gia Thác Victoria |                 |